# Frații Grecu (muraliști din Țara Oltului)
Frații Grecu, cunoscuți și ca familia Grecu sau frații Grecu din Săsăuș, au făcut parte dintr-o familie de zugravi muraliști de biserici din Țara Oltului. Perioada de activitate a acestora a fost identificată, în literatura de specialitate, începând cu ultimele decenii ale secolului al XVIII-lea și până la sfârșitul secolului al XIX-lea. Originari din Arpașu de Jos, au pictat biserici în sudul Transilvaniei și s-au stabilit încă de la finalul secolului al XVIII-lea la Săsăuș, județul Sibiu de astăzi.
Prima generație a zugravilor din Săsăuș a fost formată din Alexandru, Ioan și Nicolae Grecu. Pictura lor murală a fost influențată de tradiția post-brâncovenească, specifică centrelor artistice aflate la sud de Munții Carpați. Ioan și Nicolae au fost ucenicii zugravului Pantel(e)imon care a venit din Argeș, Țara Românească. Împreună cu acesta, cei doi au pictat paraclisul din Zărnești. În Țara Oltului, zugravii Grecu au fost semnalați cu lucrări murale la Cârța, unde Valer Literat le-a atribuit realizarea câtorva icoane.
Alexandru și Nicolae Grecu au pictat în anul 1804 biserica din Mohu, câteva icoane și o cruce. Au pictat de asemenea frescele de la biserica din Arpașu de Sus. Ioan și Alexandru au pictat în perioada 1806 - 1810, Biserica Nașterea Domnului din Sărata. Nicolae a zugrăvit în 1808, naosul și pronaosul bisericii din Beclean și în 1809 pictura murală din biserica de la Streza-Cârțișoara. Ulterior a zugrăvit biserica din Viștea de Sus.
Alexandru Grecu a semnat în 1812 un epitaf (aer) la biserica din Ucea de Sus și în 1813, unul similar pentru biserica din Arpașu de Sus.
A doua generație de zugravi ai familiei a fost formată din Gheorghe și Nicolae ... a lui Niculae Grecu. Aceștia au continuat tradiția familiei și au pictat mai multe edificii de cult, așa cum sunt Biserica Sfântul Vasile din Fofeldea și cea din Colun, județul Sibiu, cea din Arpașu de Sus, unde au continuat lucrarea lui Nicolae Grecu - tatăl. În 1820 au pictat tâmpla bisericii Sfântul Nicolae din Voivodeni. În 1821, au continuat lucrarea pictând fresca de pe naosul și altarul acesteia. Cei doi au zugrăvit în 1824 biserica din Oprea-Cârțișoara.
Ultimul reprezentant al familiei a fost Vasile Grecu. În pictura acestuia prevalează elementele populare, fapt care a dus la o mai mică influență a tradițiilor post-brâncovenești și la o cromatică mai stridentă.

## Cadrul istoric, politico-social
Față de celelalte două mari regiuni istorice care compun astăzi România, Transilvania a avut o istorie diferită cu privire la relațiile dintre națiunile conlocuitoare. Adeseori s-a afirmat în mod ideologic și partizan că aici nu a fost vorba de conviețuire, ci de o colonizare. Cu certitudine, de-a lungul timpului, între acestea, s-a creat un echilibru fără ca să existe o relație de reciprocitate și ca urmare, românii au fost eliminați din viața politică. Din cauză că nu au ripostat violent la o asemenea stare de fapt, ei și-au asumat statutul de națiune tolerată, cu tot ce înseamnă el, inclusiv religia. Această situație a durat sute de ani până la sfârșitul secolului al XVII-lea când a fost înființată Biserica Greco-Catolică.
Disputele care au avut loc nu au avut cu precădere o motivație confesională, ele au avut mai degrabă un accent politic, social și în special, național. Din punct de vedere religios, cei care au acceptat unirea cu Biserica Romei au dorit obținerea unor avantaje, precum și afirmare socială și politică. Pe de altă parte, tinerii români școliți la Roma, Viena sau Budapesta au cerut drepturi egale cu sașii, ungurii și secuii și pentru românii din Transilvania, indiferent de credință, motivând cererile lor cu argumente istorice. Din aceste cauze, biserica ortodoxă s-a constituit ca cel mai important factor în lupta împotriva politicilor exercitate de conducerea de la Viena. Bisericile ridicate de voievozii munteni la Făgăraș, la Ocna Sibiului, la Turnu Roșu, la Sâmbăta sau Poiana Mărului au fost modele dorite de majoritatea românilor. Ca urmare au apărut, în opinia cercetătoarei Maria Zintz, școli și ateliere de pictură locală care au contribuit la păstrarea influențelor de tradiție bizantină și brâncovenească. Prin intermediul acestora s-au implementat formele artistice autohtone.

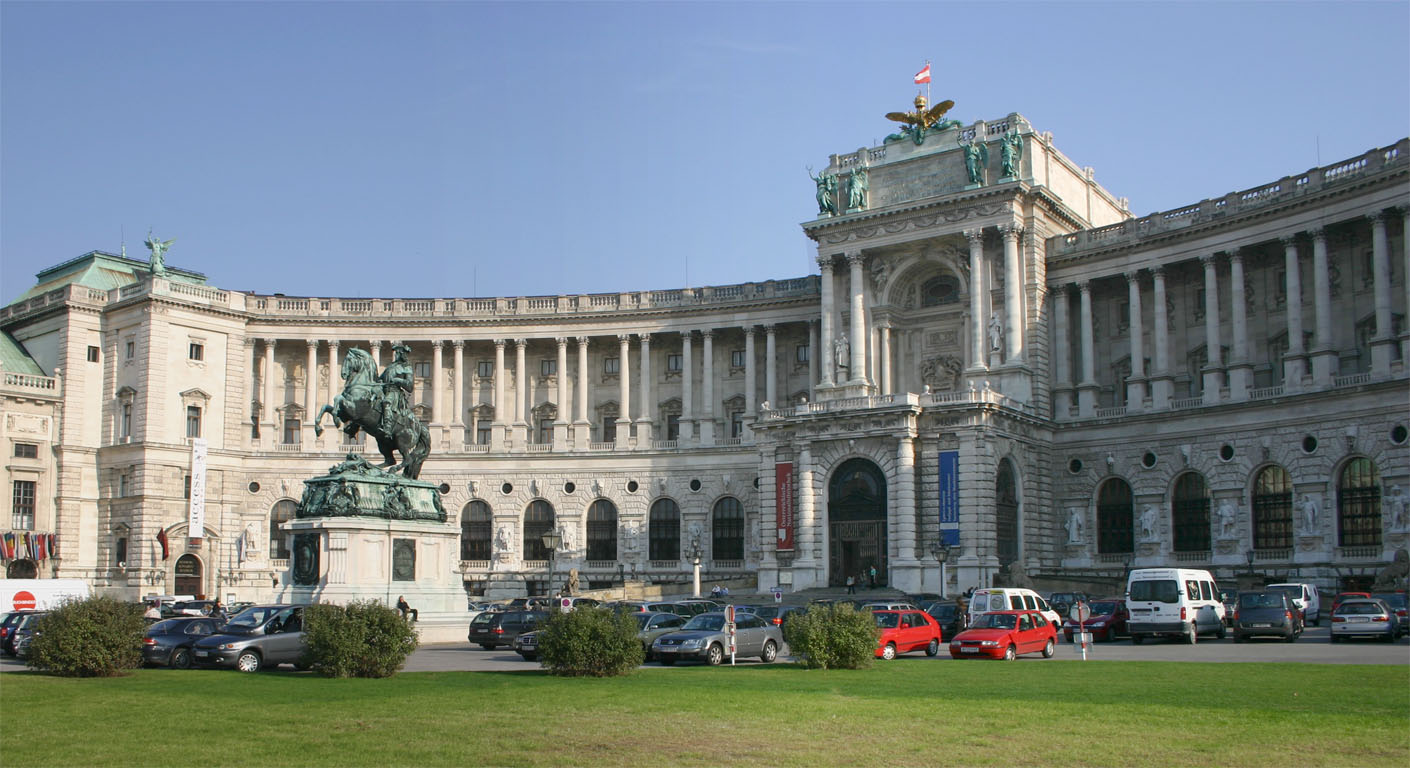
Palatul Hofburg (Curtea de la Viena), reședința împăraților Imperiului Austriac în perioada 1804-1918

În anul 1781, ca urmare a edictului de toleranță a lui Iosif al II-lea, s-a permis tuturor locuitorilor indiferent de religie să construiască școli și biserici de zid și cu clopote, în orice localitate care avea minim 100 de familii. În 1783, prin emiterea unei diplome imperiale, s-a precizat că populația care aparținea de Biserica Greco-Orientală, era obligată să contribuie financiar pentru întreținerea bisericilor și preoților fără a primi niciun ajutor din partea statului sau a altor confesiuni religioase. Această prevedere expresă a reprezentat o piedică adusă în calea rezolvării cerințelor românilor din Transilvania, deoarece aceștia nu au beneficiat de sprijinul familiilor vechi de nobili români deznaționalizați, din cauză că ei abandonaseră de mult timp rolul de Mecena, în ce privește crearea de opere religioase artistice. Autoritățile imperiale au impus astfel opreliști la orice acțiuni de sprijin, care erau obișnuite din partea boierilor și domnitorilor din Moldova sau Țara Românească. În acest fel, Curtea de la Viena a lăsat finanțarea construcției edificiilor de cult, obștiilor sătești și târgoveților. Cum aceștia erau marginalizați, prin interzicerea participării lor în cadrul corporațiilor profesionale, s-a dovedit istoric că printre români au existat meșteri experimentați care au făcut față provocărilor de a executa lucrări complexe, ca zidirea de biserici, dar și zugravi care au avut cunoștințe aprofundate privind tehnica artei murale și a iconografiei tradiționale. Proba cea mai clară care dă valoare de adevăr acestei situații, este faptul că în termen de treizeci de ani de la edictul din 1781, în perioada 1780-1811, s-au construit în sudul Transilvaniei numeroase edificii religioase.
Cercetătorul Dragoș Boicu a precizat că, o dovadă suplimentară care certifică nivelul profesional al meșteșugarilor din rândul românilor din sudul Ardealului, este unitatea stilistică a tuturor construcțiilor ridicate în această perioadă. Se vede cu claritate că, s-a urmat în edificarea lăcașurilor de cult un tip planimetric și structural care conține elemente ale arhitecturii din Muntenia, influențe care s-au împământenit aici încă de pe vremea când, domnitorii și boierii din sudul Carpaților și-au ridicat ctitoriile din secolul al XVII-lea și începutul celui următor. Astfel, se vede nava de formă dreptunghiulară terminată la răsărit cu o absidă decroșată, poligonală la exterior și semicirculară la interior. Este evidentă influența și în sistemul de boltire al naosului ce se sprijină pe patru arce, cu o calotă semisferică. O altă caracteristică cvasigenerală a construcțiilor religioase din această perioadă este și generalizarea ridicării unui turn clopotniță, în partea de vest a edificiilor.
Istorici, care au activat în secolul al XX-lea, au identificat un număr semnificativ de iconari și zugravi ardeleni de biserici, care, și-au desfășurat activitatea în această epocă. Este de remarcat faptul că, în această perioadă a existat o influență a stilurilor occidentale în arta religioasă românească, cu toate că pictorii transilvăneni păstrau o strânsă legătură cu iconografia tradițională răsăriteană. De aceea, este de notorietate că zugravii din sudul Transilvaniei erau foarte apreciați în Țara Românească, datorită atașamentului lor față de valorile și spiritualitatea Bizanțului. Așa se explică situația, în care, zugravi transilvăneni au fost solicitați în Oltenia de către ctitori deranjați de influența curentelor apusene, în arta meșterilor de acolo.

## Pictura bisericească din Ardeal
Școala Ardeleană s-a înscris în contextul iluminismului german (Aufklärung), susținut în plan politic de împăratul Iosif al II-lea. Diferența față de iluminismul francez este dată de faptul că Școala Ardeleană nu a constituit un curent anticlerical, mișcarea culturală transilvăneană pornind tocmai din sânul Bisericii Române Unite cu Roma. Membrii acestei mișcări „... au asigurat superioritatea propagandei greco-catolice prin cuvânt scris și tipărit”, în timp ce comunitățile românilor ortodocși de abia reușeau să se coaguleze sub conducerea episcopilor sârbi. De aceea, mesajul acestora din urmă a trebuit transmis prin intermediul picturii murale din edificiile de cult.
Istoria Țării Făgărașului a devenit la sfârșitul secolului al XVII-lea deosebit de frământată, odată cu trecerea ei sub ocupație austriacă. Prin constrângeri, prin promisiuni și chiar cu represalii, Curtea de la Viena a trecut la politica de catolicizare a românilor. Inițial, totul a fost gândit ca un instrument prin care s-a vrut o întărire a dominației, dar efectele au fost contrare din cauza locuitorilor care au oferit  o rezistență înverșunată.

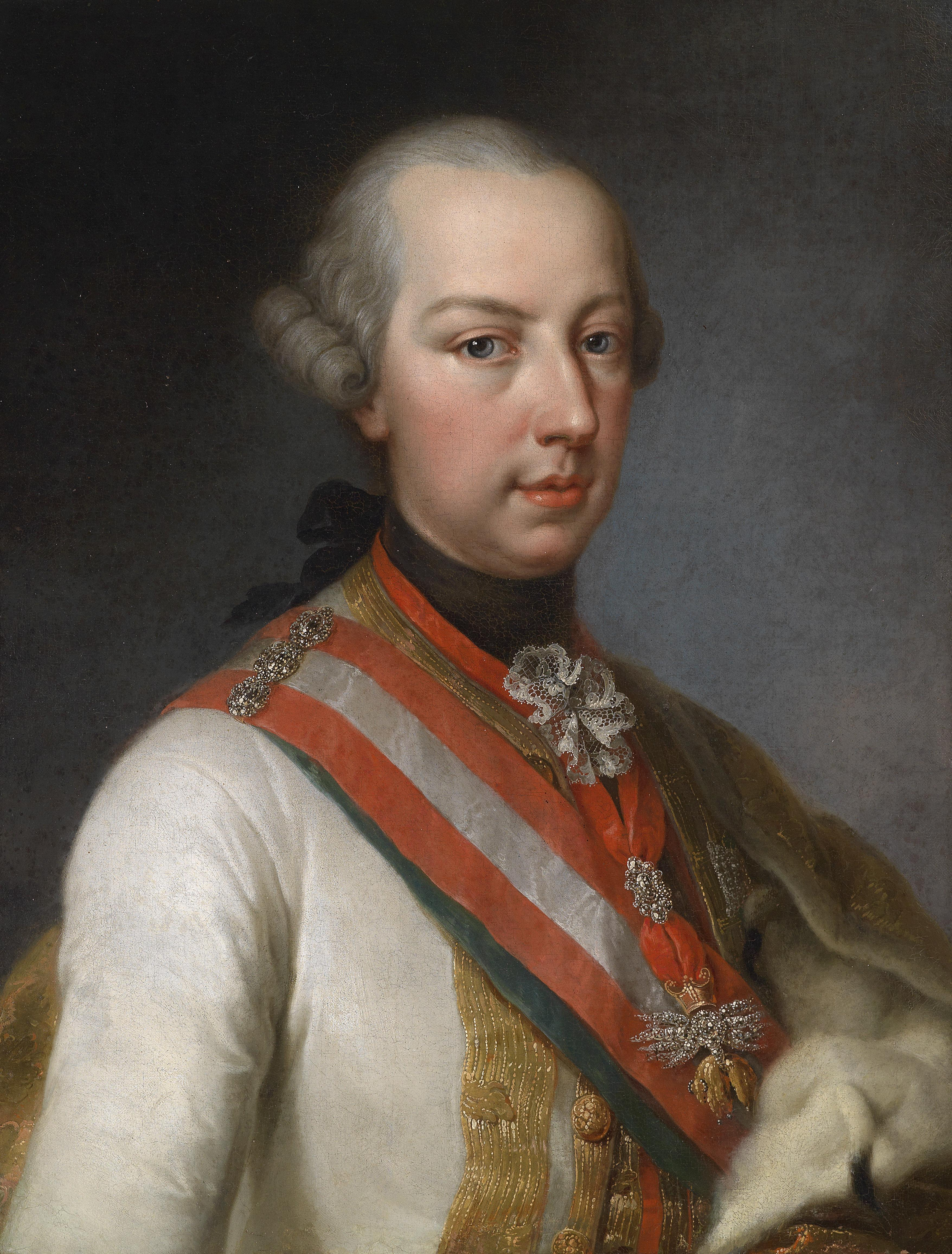
Iosif al II-lea, autorul Edictelor iozefine de toleranță religioasă

Se știe că uniația a ales să facă o diferențiere de cultul greco-oriental în ce privește decorarea interioarelor de biserici. Nefiind un fenomen iconoclast în sine, greco-catolicii și-au zugrăvit lăcașurile nou ridicate foarte simplu. Spre deosebire de acestea, noile biserici construite de ortodocși, după anul 1780, prezintă o pictură murală foarte densă, cu un material grafic bogat, care respectă în general tematica  și maniera de reprezentare a scenelor după modelele create în sudul Transilvaniei, în Rășinari, Feisa, Brașov, Orăștie, Alba Iulia, de școlile de zugravi ce s-au format în centrele de artă de inspirație brâncovenească.
Nu este de mirare că ortodocșii au ales un astfel de mijloc vizual polemic, pentru contracararea și definirea viziunii religioase și politice caracteristică acelor timpuri. În acest sens, se pot vedea indiciile unor legături intime dintre învățătura de credință și ideologia politică în lucrările lui Pop Ionașcu Zugravul, Pantelimon Zugravul, Teodor Zugravul, Sava Zugravul. Însă, cele mai reprezentative și expresive scene, care definesc ethosul acelor vremuri, sunt scenele pictate de membrii familiei Grecu din Săsăuș.
Zugravii de biserici și iconarii, au avut un rol important în contextul artei românești medievale. În opinia specialiștilor care au studiat fenomenul, aportul lor a contribuit la întreținerea legăturii dintre cele trei zone locuite de români Țara Românească, Moldova și Transilvania, în ultima regiune având și un rol definitoriu în raport cu păstrarea ființei naționale. Zugravii din Țara Făgărașului dintre Munții Făgărașului și râul Olt și de la Munții Perșani la Turnu Roșu, au avut o contribuție semnificativă în ce privește transmiterea ideii de unitate a românilor cu Moldova și Muntenia. Țara Făgărașului a fost în trecut o feudă a primilor voievozi munteni și ca atare, și-a păstrat obiceiurile și vechile instituții, chiar și după trecerea ei sub ocupație străină. Multă vreme, această zonă a făcut parte din granița Principatului Transilvaniei cu Țara Românească.
Arta zugravilor și iconarilor din Transilvania, în special a celor din sud a înflorit și astfel, sub influența indirectă a picturii brâncovenești, începând de la sfârșitul secolului al XVII-lea ea a culminat în secolul al XVIII-lea, continuând și în prima jumătate a secolului al XIX-lea. Ca urmare, au existat biserici care au fost pictate de zugravi care au venit din Țara Românească, exemplu fiind Biserica Sfântul Nicolae din Făgăraș, pe al cărei altar se vede numele lui Preda Zugravul sin Preda ot Dolgopole. Un alt exemplu este contractul semnat între Inocențiu Micu-Klein și Ștefan Zugravul, originar din Ocnele Mari, de dincolo de Olt. Prin acest contract, zugravul s-a angajat să picteze un iconostas, două sfeșnice mari și două mici, așa cum erau unele pictate la Horezu sau Cozia.
În secolul al XVIII-lea și al XIX-lea s-au construit în Țara Făgărașului un număr impresionant de mare de biserici, toate fiind edificate pe cheltuiala localnicilor. Zugravii care le-au decorat au fost meșteri locali care proveneau din rândul preoților sau ai fiilor acestora, sau chiar din rândul țăranilor. Cu toții au transmis în operele lor mentalitatea mediului social de care erau direct legați. Sunt cunoscute astfel numele lui Iacob și Stan, fiii preotului din Rășinari, care au pictat la Mănăstirea Curtea de Argeș în 1761. Fiii lui Iacob, zugravi și ei, au realizat icoane pentru bisericile din aceeași zonă. Se cunosc zugravi originari din Săliște și Poplaca de lângă Sibiu ca Oprea zugravul și Ioan zugravul, care, au făcut pictura murală a Bisericii Sfântul Nicolae din Turnu Roșu și împreună cu Pantelimon din Făgăraș au pictat Biserica Cuvioasa Paraschiva din Tălmăcel. Zugravul Pantelimon a zugrăvit la Sâmbăta de Jos, Viștea de Jos, Voievodenii Mari, la Biserica Sfinții Arhangheli din Calbor în 1813 și la Biserica din Mândra în 1821. Se știe de zugravul Ionașcu, care a făcut pictura murală a Bisericii Duminica Floriilor din Avrig și două icoane datate cu anul 1764. În 1766, acesta a zugrăvit și Mănăstirea de la Sâmbăta de Sus.
„... Asistăm acum la cristalizarea unei noi viziuni despre lume și viață, iar mutațiile petrecute în modul de gândire vor influența reprezentările iconografice prin apariția și statornicirea mai evidentă a unor elemente cu caracter narativ, cu referințe la realitatea epocii, la evenimentele istorice, tehnica, stilul și iconografia aflându-se într-o strânsă interdependență. Schimbarea mentalității, prezența mai pronunțată a unor elemente laice în manifestările artistice și în ambianța postbizantină se reflectă și în atitudinea zugravilor față de propriile lucrări, cărora le conferă și alte scopuri decât cele inițiale, legate de dorința lor de a-și spune cuvântul în fața istoriei poporului lor, printr-o participare afectivă la evenimentele epocii, reflectându-se fie și aluziv, prin mijlocirea imaginilor cu caracter religios.”
----- Maria Zintz: Pictura murală a bisericilor românești din Țara Făgărașului în secolul al XVIII-lea și în prima jumătate a secolului al XIX-lea, Editura Academiei Române, București, 2011,pag. 202

## În loc de biografie
Datele biografice ale membrilor familiei Grecu care au rămas istoriei, sunt practic inexistente. Ceea ce se știe este că, familia a dat trei generații de pictori bisericești - prima - Ioan, Alexandru și Nicolae, a doua -  Gheorghe și Nicolae - fiul lui Nicolae, și a treia - Vasile Grecu.

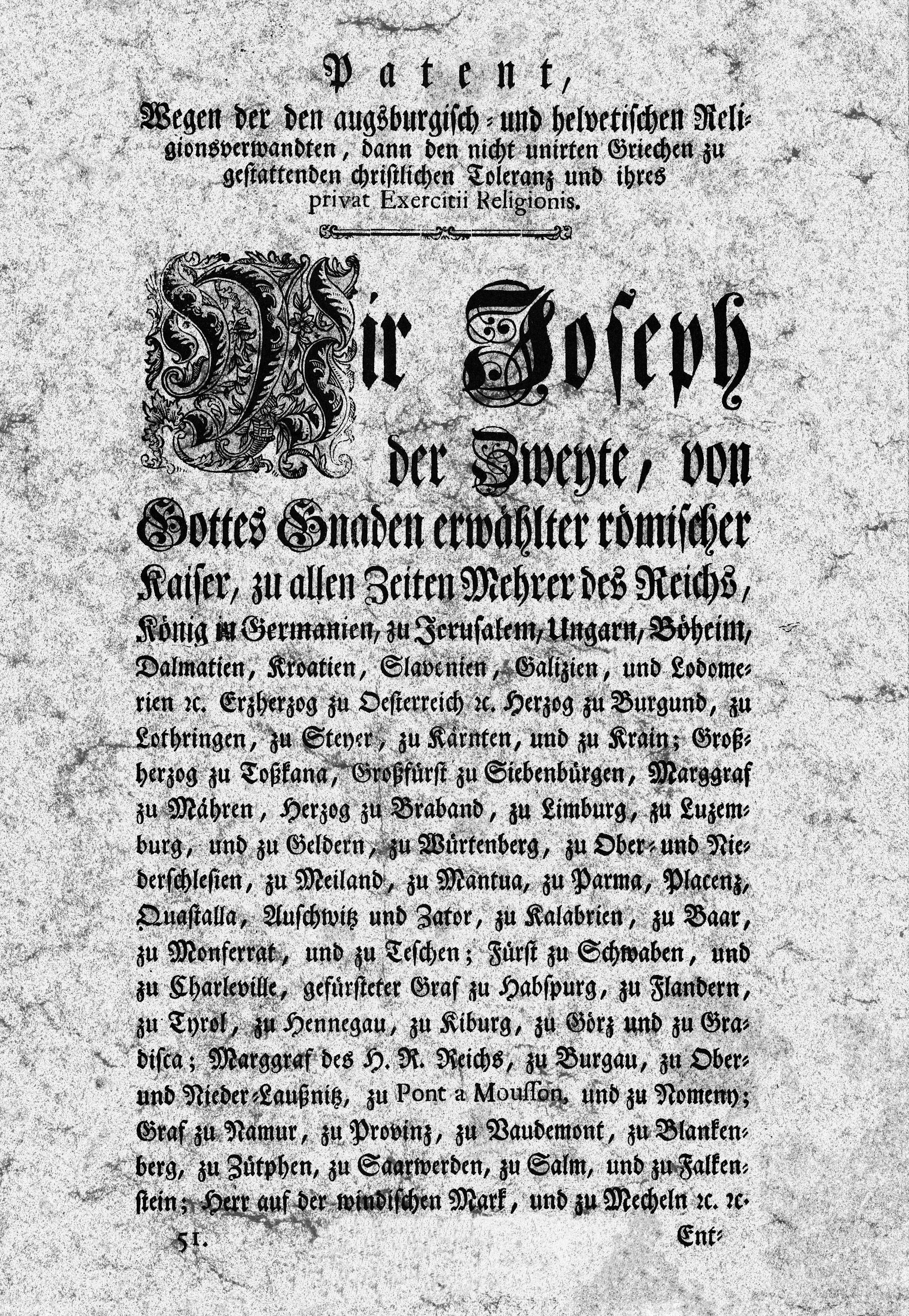
Patenta imperială din 13 octombrie 1781

Nicolae Grecu era originar din localitatea Arpașu de Jos, județul Sibiu de astăzi. O mare parte a familiei a trăit de fapt la Săsăuș, comuna Chirpăr, județul Sibiu. Cercetătorii activității lor au obținut unele date despre ei studiindu-le opera, sau analizând pisaniile din bisericile pe care le-au pictat. Astfel, s-a putut contura un traseu orientativ, pe care aceștia l-au parcurs în creația lor. Cercetătorii s-au întrecut în a face supoziții privitoare la ucenicia lor de pe lângă zugravi care s-au format în școlile brâncovenești din Țara Românească, fără a exista o certitudine care să indice, fără echivoc o anume filiație artistică din care și-ar fi tras seva creatoare, în realizarea picturilor murale pe care le-au făcut. Cu toate acestea, părerea unanimă este că zugravii din familia Grecu au fost niște creatori de artă populară, care au îmbogățit decorurile bisericești cu unele elemente cu rol moralizator.
În timpul domniei lui Iosif al II-lea, din unele cauze legate de politica imperială privind reglementarea activității cultelor, s-a putut relua în Transilvania construirea de noi lăcașuri de cult ortodoxe. Iosif al II-lea a fost adeptul iluminismului. Acesta a secularizat astfel averile mănăstirești, dar a și sprijinit emanciparea parohiilor. Ca efect al patentei imperiale din 13 octombrie 1781, el a acordat libertate religioasă protestanților și ortodocșilor prin Edictele iozefine de toleranță religioasă, iar prin edictul din 1782, mozaicilor. A aprobat astfel, construirea a numeroase biserici ortodoxe din piatră în Transilvania, cum ar fi bisericile ortodoxe din Brașov și în special din Mărginimea Sibiului. La 60 de ani de la începerea mișcării de apărare a ortodoxiei, românii ortodocși au ajuns la o maturitate care le-a permis să înțeleagă poziția pe care o ocupau în societatea transilvană.
Românii din Transilvania fiind resemnați cu statutul lor de etnie tolerată, au ajuns să se identifice ca destin cu cel al martirilor, chiar și cu cel al lui Isus. Tema Mântuitorului a fost, de altfel, o temă predilectă în opera bisericească a unora din zugravii familiei Grecu. Cum aceste idei au evoluat pe parcursul timpului, zugravii Grecu le-au promovat printr-o tratare naivă, moralizatoare, intenția expresă fiind includerea de imagini care nu făceau parte din erminiile specifice picturii bisericești. Aceasta a fost o contribuție personală deosebită, în contextul narațiunii biblice și a înțelegerii acelei perioade istorice din Transilvania.
De aceea, mai toate scenele biblice pe care le-au reprezentat în frescă, cu precădere cele din tematica Patimilor lui Isus, au împrumutat câte ceva din viața românilor. Meritorie a rămas „... încercarea lor de a crea un cadru mai firesc scenelor cu o narațiune dinamică și mai amplă unde dialogul să pară firesc, chiar dacă prin exprimarea unor sentimente și emoții mai veridice s-au îndepărtat de canoanele stabilite în erminii, fie că este vorba de peisaje în care apar forme de relief și de vegetație naturală, fie de interioare”.

### Cercetări biografice
Informațiile documentare despre biografia și activitatea Fraților Grecu sunt foarte puține. Actele și registrele parohiale ale bisericilor din zona unde au activat și care ar fi putut să le ateste existența au dispărut astfel încât numele lor au rămas doar pe inscripțiile pisaniilor, în câteva locuri. Însă, tradiția orală le-a păstrat numele în multe sate din Țara Făgărașului chiar după 150 de ani cu unele date legate de viața lor. Această realitate indică prestigiul familiei zugravilor Grecu care au lucrat sau, cel puțin, se presupune că au lucrat în multe din bisericile ridicate în satele făgărășene Arpașu de Jos, Arpașu de Sus, Sărata, Mohu, Cârțișoara-Oprea, Cârțișoara-Streza, Săsăuși, Fofeldea, Colun.

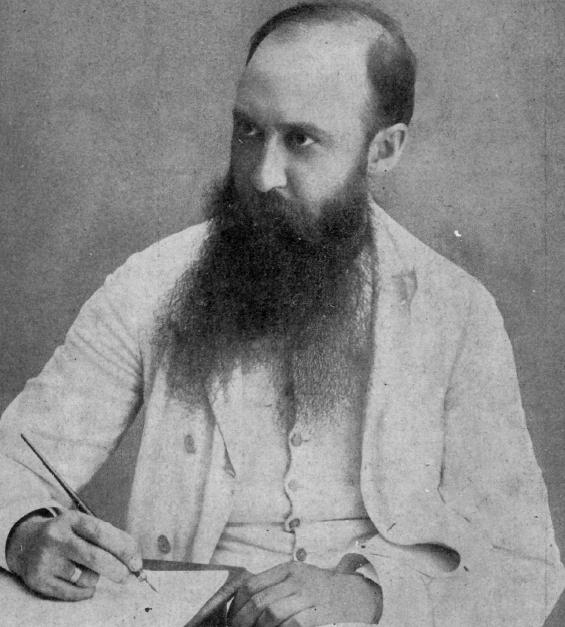
Nicolae Iorga la masa de lucru, 1914.

Bibliografia existentă în acest domeniu artistic, a tratat activitatea lor foarte sumar, uneori în treacăt. Pentru prima oară numele unui zugrav Grecu a fost amintit de Nicolae Iorga în Inscripții ardelene, unde acesta a menționat pe Alexandru Grecu din Săsăuși care a pictat în 1812 un epitaf (aer) pentru Biserica Buna Vestire din Ucea de Sus. De fapt, Iorga se referea în scrierea lui la implicațiile cu caracter istoric pe care le-au avut bisericile din Transilvania, legându-se printre altele de unele pictate de Zugravii Grecu. Consemnând unele date privitoare la zugravii care au pictat biserici românești, Ștefan Meteș l-a amintit pe Ioan și Alexandru Grecu care au zugrăvit în anul 1806 Biserica Sfântul Nicolae din Mohu, aducând ca argument inscripția existentă în edificiul de cult. Alexandru Grecu este menționat ca autor în 1810 și la Biserica ortodoxă din Viștea de Jos, care nu mai există astăzi.
Cea mai importantă analiză despre Familia Grecu, a fost adusă de Valer Literat, care nu s-a limitat doar la consemnarea inscripțiilor care o atestă, având o singură eroare prin preluare. Acesta a descris sumar scenele iconografice din unele biserici în care el a considerat că pictura murală le-ar aparține. Literat a expus caracteristicile artistice originale de natură laică pe care zugravii Grecu le-au introdus prin preluarea lor din folclorul tipic Țării Făgărașului. Literat a rezervat un capitol aparte, pe baza informațiilor pe care le-a avut (ținând cont și de tradiția orală), unor aprecieri și presupuneri legate de Alexandru, Ioan, Nicolae, fiul lui Nicole, Gheorghe și Vasile Grecu. Cercetările făcute de mai mulți istorici din acest domeniu, au dus la concluzia că doar o parte din analiza lui Literat poate fi luată în considerare.
În anul 1848 profesorul Daniel R. Cordescu, care a fondat mai multe școli în Țara Românească fiind un promotor cu privire la culturalizarea oamenilor din mediul rural, a scris Cartea darurilor pentru sfânta biserică greco-orientală din Fovientea. În această carte, el a menționat că zugravii bisericii din Fofeldea „... au fost niște români plugari simpli din Săsăuși, dar oameni cu cunoștințe religioase pe
deplin și cunoscători eminenți ai combinațiunii culorilor în apă și lapte. Căci toată biserica este admirabil zugrăvită pe un strat de câlți fini păstrați în toată întinderea cea mare a bisericii cu praf de gips, peste care apoi a zugrăvit tot felul de chipuri cu descrierile sinaxarelor noastre. În modestia lor nu și-au semnat nicăieri numele care ar merita să fie cunoscute. Au însemnat însă anul terminării de zugrăvit care este 1814 când s-a și sfârșit cu rară solemnitate de arhiereul Vasile Moga din Sibiu ... "

### Interpretări și deducții

Maria Zintz
Ajutați Wikipedia
și găsiți imaginea

Valer Literat a menționat anul decesului lui Nicolae Zugrav în data de 20 iulie 1857, la vârsta de 73 de ani. Informații aproximative i-au fost furnizate în 1935 de două fiice ale zugravului Vasile, Ana Grecu și Paraschiva Curta, prima în vârstă de 75 de ani. Ele i-au spus că Vasile a învățat meseria de la tatăl lui, al cărui nume nu-l mai știau. Maria Zintz a precizat că în călătoria pe care a făcut-o în anul 1974 la Săsăuș, a întâlnit o nepoată de-a lui Vasile Grecu, pe nume Ana Șerban. Aceasta a afirmat că Nicolae și Vasile au fost frați și Vasile, bunicul ei, a fost originar din satul Arpașu de Jos și a ajuns la Săsăuș prin căsătorie. Tot Ana a afirmat că Vasile a trăit o vreme îndelungată, fără ca să-și amintească anul decesului acestuia. Știa doar de tatăl ei că a murit în anul 1918 la vârsta de 56 de ani.
Maria Zintz a afirmat că au existat doi zugravi cu numele de Nicolae. De aici, ea făcut mai multe deducții logice. Astfel dacă Nicolae, cel amintit de Valer Literat a murit în 1857, la 73 de ani, înseamnă că s-a născut în anul 1784. Adică la momentul când el a zugrăvit biserica din Mohu, avea doar 20 de ani și în 1810 când a notat rețeta contra mușcăturii de șarpe în Chiriacodromul lui Atanasie din 1699, avea 26 de ani. Nicolae și Alexandru au semnat pictura de la Mohu cu „... noi cei mai mici între zugravi", însă acest lucru poate să exprime smerenia zugravilor. Cel mai probabil este, a precizat Maria Zintz, că la biserica din Mohu să fi pictat primii Nicolae împreună cu Alexandru și nu cum s-a crezut o lungă perioadă, că ar fi fost Alexandru și Ioan.
După cum se poate aprecia după semnăturile din bisericile unde au lucrat, pare că numele lui Alexandru se întâlnește până în 1813, ultimele lui comenzi fiind cele trei epitafe (aere), unul din 1812 pentru biserica din Ucea de Sus și două pentru biserica din Arpașu de Sus din 1813. Însă, în acei ani se executau picturile murale de la Arpașu de Sus unde apare și numele lui Nicolae, fiul lui Nicolae zugravul. Ca atare, primul care a condus zugrăvirea ar fi trebuit să aibă vârsta de 50 de ani în 1810, acesta dorind să facă însemnări într-o carte bisericească. Asta duce la ideea că acel Nicolae ar fi avut o oarecare educație școlară. Cum Alexandru a fost primul scris pe pisania de la Mohu, pare că ar fi fost mai în vârstă. Poate fi astfel o presupunere aproape de adevăr, precum că Alexandru să-și fi încheiat activitatea în 1813.

## Opera
Cercetătorii au identificat pentru primele două generații mai multe biserici care au fost pictate de frații Grecu. Unele pisanii le-au menționat numele, dar alte picturi murale, din alte edificii de cult, le-au fost atribuite de analiști pornind de la tehnica de execuție, stil și particularități. Aceste biserici, localizate geografic în Țara Oltului și Valea Hârtibaciului, sunt următoarele:
| Nr.crt. | Localitate        | Biserica                               | Data construirii   | Data pictării | Autori |
| ------- | ----------------- | -------------------------------------- | ------------------ | ------------- | --- |
| 1       | Săsăuș            | Biserica Adormirea Maicii Domnului     | 1741               | <---1804      | Nicolae, Alexandru (tradiție orală... Nicolae, Vasile) |
| 2       | Mohu              | Biserica Sfântul Nicolae               | 1782-1785          | 1804          | „... noi cei mai mici între zugravi Nicolae și Alexandru Grecu ot Săsăuj” |
| 3       | Sărata            | Biserica Nașterea Domnului             | 1796               | 1806          | nesemnată (atribuită) |
| 4       | Cârțișoara-Oprea  | Biserica Sfântul Nicolae               | 1806               | 1809          | nesemnată (atribuită) |
| 5       | Arpașu de Jos     | Biserica Adormirea Maicii Domnului     | 1790               | 1810          | „Nicolae al lui Nicolae zugrav din Săsăuj” |
| 6       | Arpașu de Sus     | Biserica Adormirea Maicii Domnului     | începutul sec. XIX | 1815          | „zugrav Nek(ulae) din Săsăușul octombrie 1815" |
| 7       | Țichindeal        | Biserica Cuvioasa Paraschiva           | 1791               | 1818          | nesemnată (atribuită) |
| 8       | Colun             | Biserica Sfântul Ioan Botezătorul      | 1811               | 1810          | nesemnată (atribuită) |
| 9       | Cornățel          | Biserica Vovidenia                     | cca. 1792          | 1820          | nesemnată (atribuită) |
| 10      | Voievodenii Mici  | Biserica Sfântul Ierarh Nicolae        | 1809               | 1821          | „Cu ajutorul lui Dumnezeu s-au zugrăvit această sfîntă biserică prin toată osteneala și cheltuiala satului fiind paroh Moisi Stelea și birău Dumitru Stelea, smeriți zugravi Nicolae și Gheorghe Grec de la Săsăuși 1821” |
| 11      | Fofeldea          | Biserica Sfântul Vasile                | 1804-1808          | 1821          | nesemnată, atribuită lui Nicolae și Gheorghe |
| 12      | Cârțișoara-Streza | Biserica „Buna Vestire”                | 1816               | 1824          | nesemnată (atribuită) |
| 13      | Beclean           | Biserica Adormirea Maicii Domnului     | 1804               | <---1820      | nesemnată (atribuită) |
| 14      | Viștea de Jos     | Biserica din Viștea de Jos (dispărută) | (?)                | 1810 (?))     | Alexandru (atribuită de tradiția orală) |

Picturile realizate de zugravii din familia Grecu sunt datorate influenței tradiției bizantine în pictura religioasă. Creația acestor zugravi trebuie raportată la perioada în care aceștia au lucrat, la mentalitatea comunității de care aparțineau, la condițiile de viață din acea epocă și la posibilitățile materiale necesare zugrăvirii efective. Perioada de timp, în care aceștia s-au manifestat, a fost caracterizată de o slăbire a forței coercitive a bisericii în rândul maselor, fapt care a favorizat introducerea de către artiști a unor elemente de natură laică, cele mai la îndemână fiind simbolurile desprinse din arta populară sau unele elemente din cotidianul vieții.
Deosebit de meritorie este încercarea lor de a imagina personaje puse într-un cadru mai firesc, ceea ce a condus astfel la o dinamică a narațiunii de o expresivitate mai naturală. De aici și efectul relevării privitorului a unor emoții și sentimente apropiate de adevăr. În acest fel, artiștii Grecu s-au îndepărtat de canoanele religioase ale erminiilor, chiar dacă era vorba de înfățișarea unor interioare sau peisaje, în care au reprezentat vegetație naturală și forme de relief. Interioarele exprimă adâncimi în perspectivă date de felul cum a fost gândită compoziția prin dispunerea mobilierului, scaunelor, meselor, pavimentului etc. În bisericile din Streza sau Arpașu de Sus sunt figurate pe masa Cinei cea de taină pocaluri tipice secolului al XIX-lea, furculițe și cuțite, în timp ce pe mesele evangheliștilor se văd clești, călimări, cuțite și pene de scris.
În bisericile de la Țichindeal și Colun, la motivul Grădinii Ghetsimani, apare un gard din lemn similar cu cel al caselor sătenilor locului. Tot aici, în scena Batjocoririi lui Isus, este figurat un fierar cu trăsături caracteristice care pregătește sculele torturii într-o dinamică naturală. Mai mult, preferințele vestimentare fac o apropiere către o realitate și mai conturată. Slujnica care toarce, leagănă covata în care se află Maria cu capul acoperit cu un batic roșu legat la spate ca în portul popular al zonei. La Țichindeal și Colun Maria are costum popular, cătrință, cojocel și poale. La fel și la Voivodenii Mici, samariteanca. Portul popular se vede și la Simon Cirineul de la Țichindeal, chiar și la Isus de la Voivodenii Mici din motivul Spălării picioarelor. La Sărata, Arpașu de Jos și Voivodenii Mici, tânărul orb din Vindecarea orbului pare un țăran român cu o traistă pe umăr.
În Jertfa lui Avram slujitorii au cizme și cușme de cioban pe cap. Atitudinea exprimată de țărani, față de orășenii în care nu se poate avea încredere, este relevată de zugravii Grecu în mai toate scenele Patimilor lui Isus prezente în bisericile pictate de ei, cu excepția celei din Mohu. Personajele de la oraș, judecătorii farisei și alte personaje care sunt reprobate de artiști, poartă piese vestimentare specifice epocii, remarcabile fiind pălăriile care aduc compozițional un plus de originalitate și pitoresc.

### TematicaPatimile lui Isus, analiză critică
Patimile lui Isus joacă un important rol în iconografia Familiei de zugravi Grecu. Întregul ciclu se desfășoară în doisprezece episoade, fiecare scenă fiind gândită compozițional într-un cadru dreptunghiular. Identificarea fiecărui episod se poate face citind inscripțiile cu caractere chirilice care sunt scrise în fiecare cadru. Cele mai relevante pentru analiza picturii murale a Fraților Grecu sunt scenele cu prinderea Mântuitorului în Grădina Ghetsimani și până la răstingnirea lui. Compozițiile cele mai importante în acest sens sunt cele care se găsesc în biserica din Sărata (1806), Colun (1818, Cornățel (1820) și Fofeldea (1821). Chiar dacă unele din ele nu sunt semnate, ci doar atribuite de către specialiști, se poate vedea în ele o manieră unitară în realizare, stilul compozițional sugerând, în opinia analistului Dragoș Boicu, că acestea au fost făcute de Nicolae Grecu și frații săi.
Cu toate că opera lor urmează un plan iconografic tradițional unde se văd influențe al picturii brâncovenești, frescele zugravilor din Săsăuș au influențe al stilului baroc, dar cu o reprezentare caracteristică unei picturi naive. Acest lucru se încadrează în tabloul general al artei transilvănene, care începând din secolul al XVIII-lea relevă o plăcere a narațiunii, artiștii traducând motivul în compoziții inedite. Ca urmare, motivul principal al scenei se pierde prin citirea episoadelor colaterale, care sunt preluate, de fapt, din viața oamenilor de rând, din cotidian.

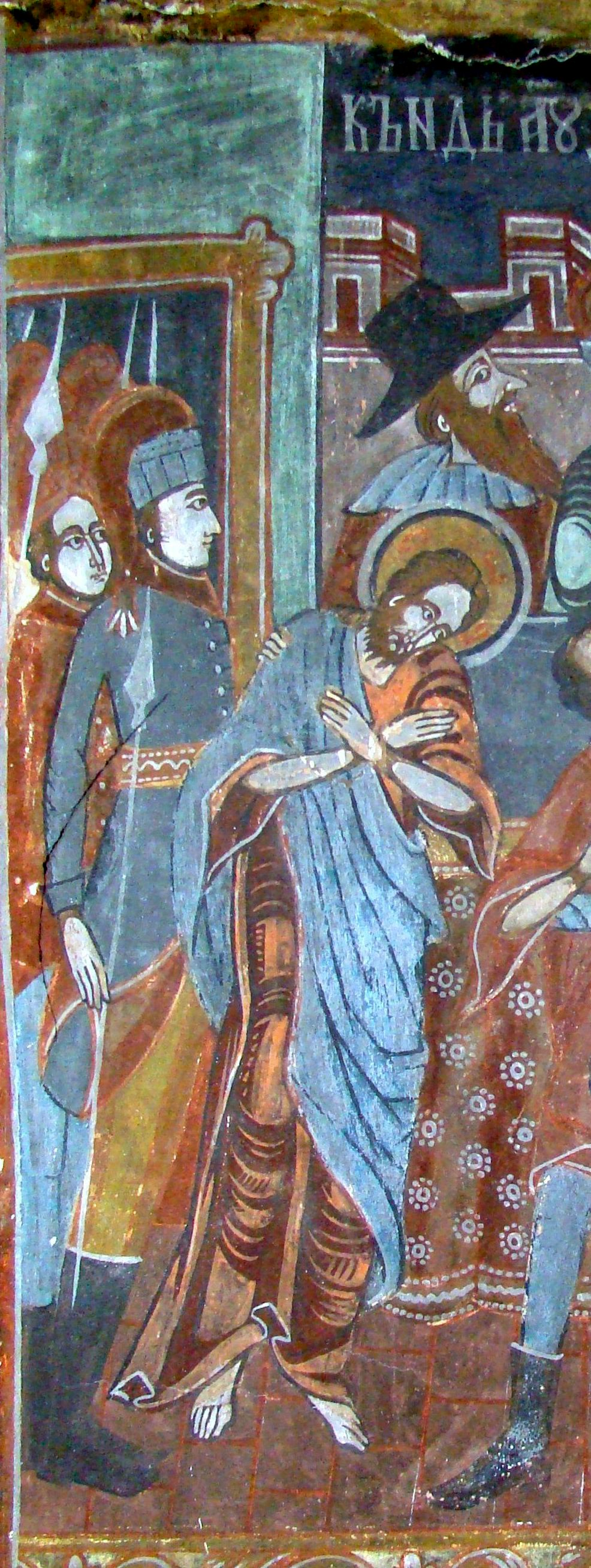
la Țichindeal - Când l-au dus pe Hristos la Anna
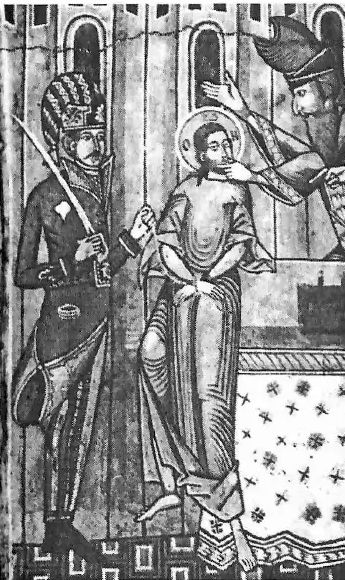
la Colun...
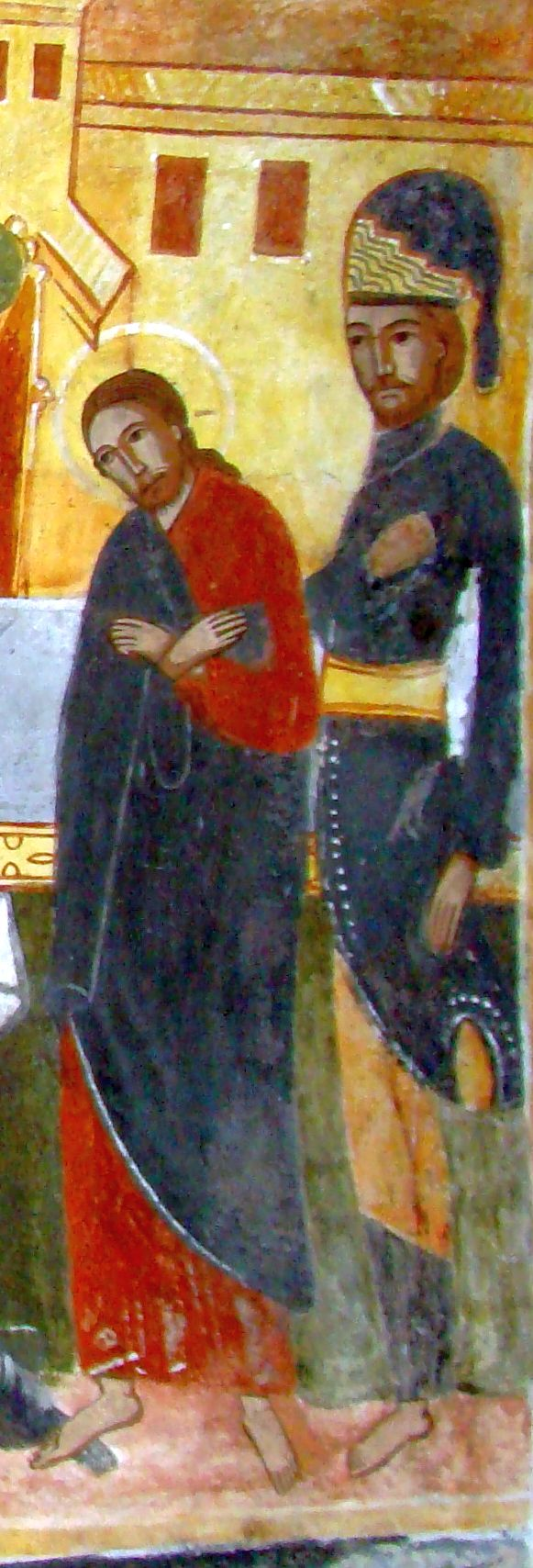
la Sărata...
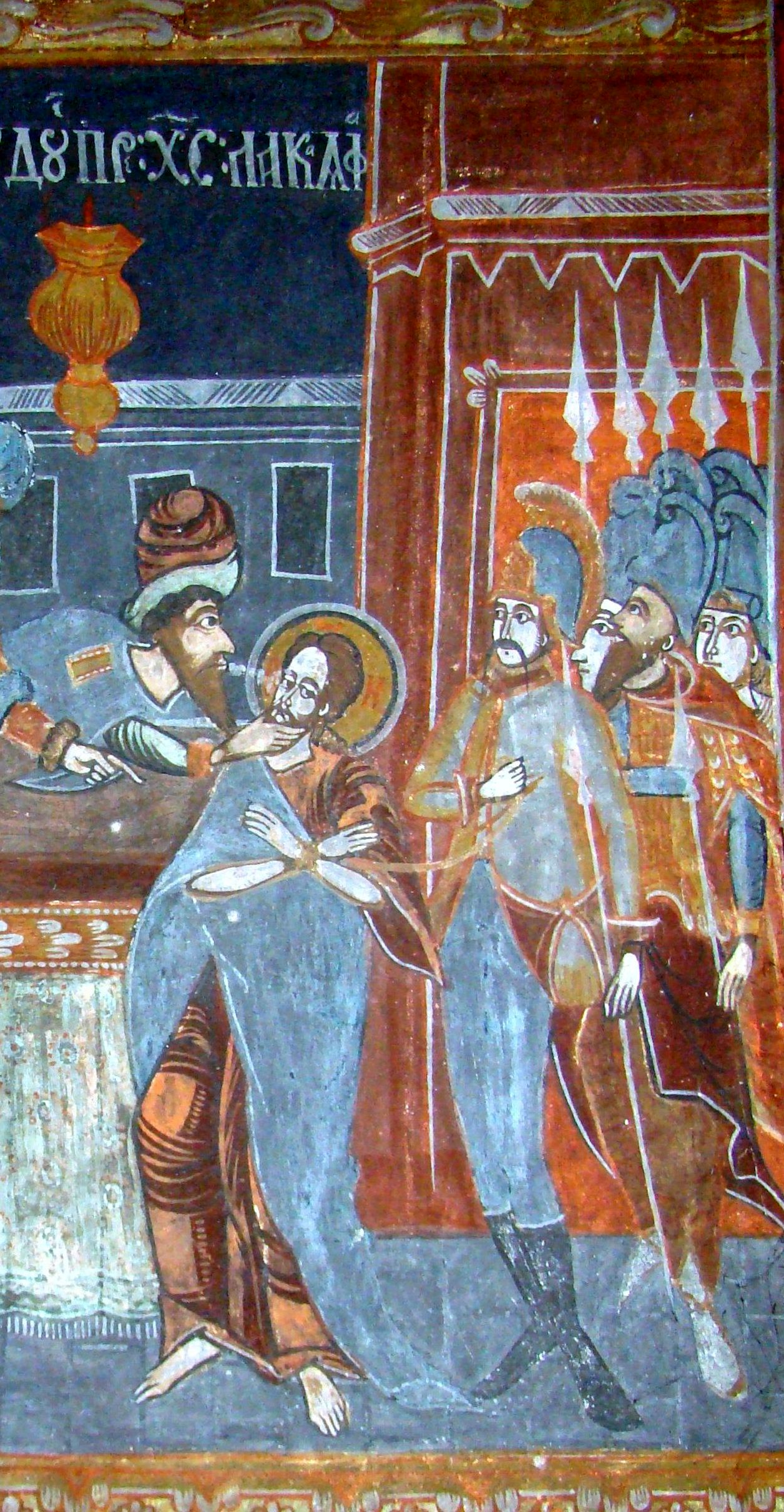
la Țichindeal - Când l-au dus pe Hristos la Caiafa
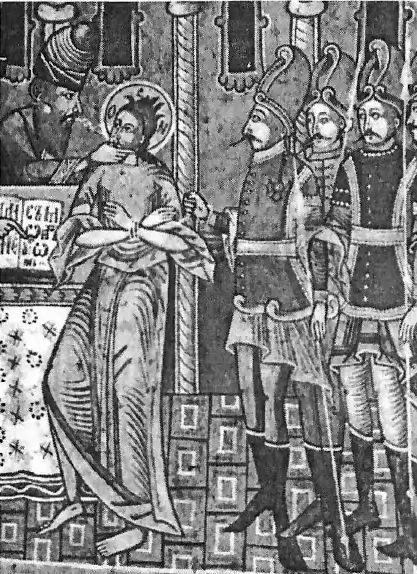
la Colun...
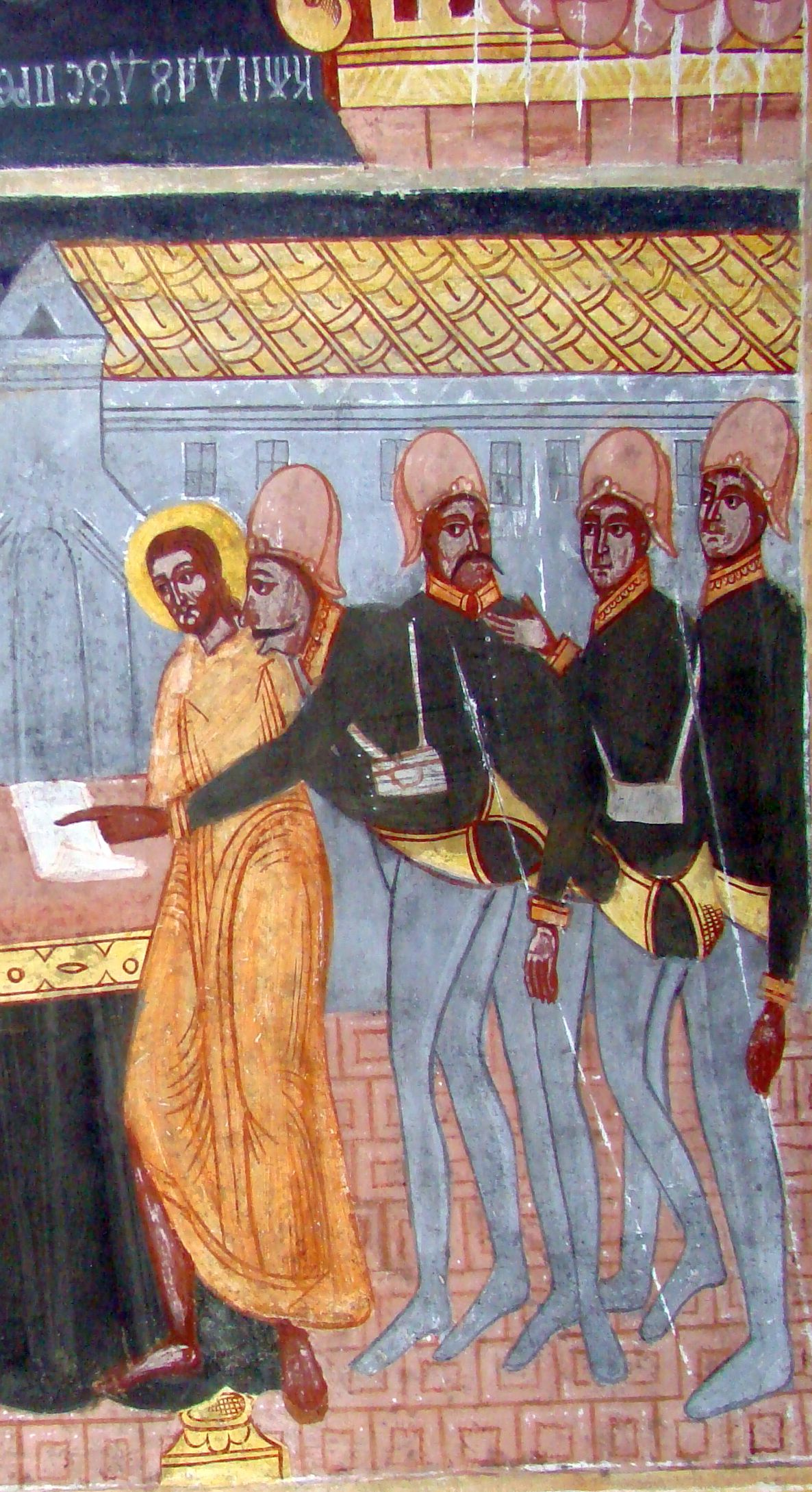
la Sărata...

Există în opera acestor zugravi tematici recurente, una din ele fiind ciclul Patimilor în care, zugravii Grecu au identificat suferințele Mântuitorului Isus cu destinul dificil al poporului român, supus de secole nedreptăților și umilițelor, un fel de cruce pe care țăranii români din Transilvania erau răstigniți în resemnarea lor, în găsirea unei alternative reale la situația ingrată în care se găseau.
În pictura de la Săsăuș și Mohu, zugravii au respectat cu fidelitate indicațiile erminiilor bizantine însă, pornind de la frescele de la Sărata, frații Grecu au introdus mai multe elemente care au particularizat scenele biblice. Astfel, s-a obținut o diferențiere fără echivoc între funcțiile și apartenența personajelor figurate din realitate, ele putând fi identificate cu națiunile conlocuitoare din Transilvania: austriecii, ungurii, sașii și românii. Toate acestea joacă în opera fraților Grecu un rol foarte precis în iconomia Patimilor lui Isus. Se poate vedea în fresca pe care au realizat-o că, soldații care îl însoțesc pe Isus de la Ghetsimani la Golgota au devenit exponenții represiunii pe care o exercita armata imperială. În scena Când au sărutat Iuda pe lisus și l-au prins în grădina Ghetzmani sunt prezenți militari înfățișați convențional cu lănci și platoșe, având pe cap coifuri metalice (vezi Țichindeal), turbane turcești (vezi Cornățel și Fofeldea), excepție făcând căpetenia care are uniforma militarilor habsburgi. Pe de altă parte, privind frescele de la Arpașu de Jos, Streza, Cârțișoara-Oprea sau Mohu, fizionomia oștenilor este completată cu mustăți specifice husarilor unguri sau austrieci, ei având uniforme militare medievale.

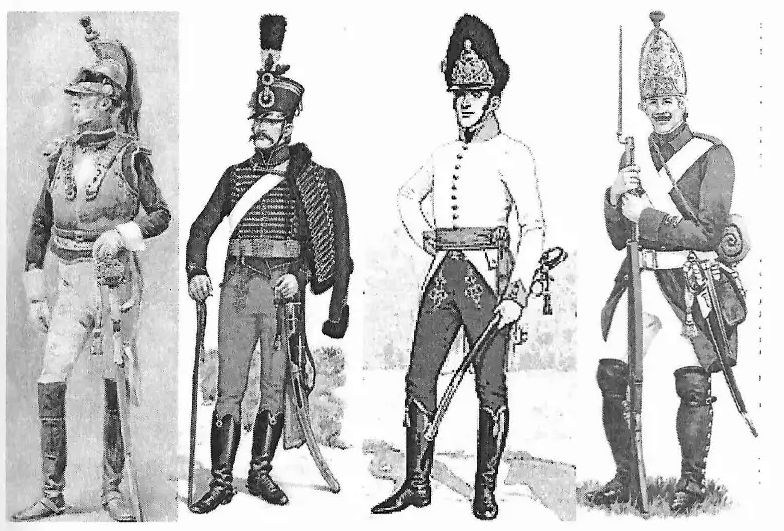
Litografii de epocă cu uniforme militare (1790-1810)
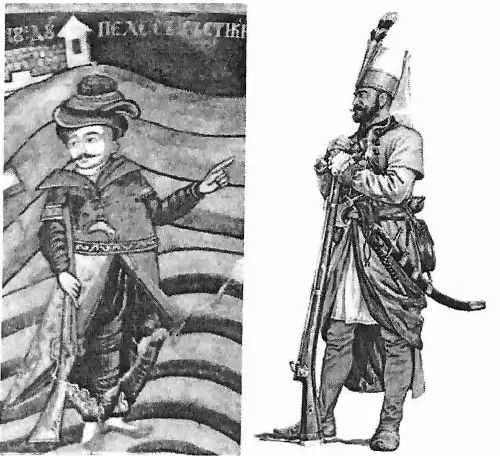
Ienicer din Fofeldea versus Ienicer litografiat

În scenele Patimilor lui Isus, se vede că soldații habsburgi sunt tot mai numeroși în formații de regimente germanice compuse în realitate din italieni, croați, moravi, valoni, dar apar și unități de cavalerie ușoară ungară. Cele din urmă sunt formate cu precădere din husari, ele putând fi identificate ușor (vezi fresca din Fofeldea și Colun) după uniformele militarilor. Mai rar apare câte un soldat cu veșminte de grenadier (vezi Țichindeal, Colun, Sărata), ofițer, infanterist (vezi Colun, Sărata, Țichindeal) sau de cavalerist (vezi Colun).
Grupurile de soldați din frescele fraților Grecu au fost individualizate, fiecare personaj fiind tratat cu mare atenție. Uniformele militare sunt bogat ornamentate cu eghileți, galoane, găitane și nasturi, caschetele și coifurile au designul diversificat, chiar dacă uneori este stilizat. Ca atare, toată reprezentarea corespunde cu ținuta militară specifică acelei epoci. Cercetătorul Dragoș Boicu a făcut o comparație sugestivă vizual, alăturând detalii ale imaginilor pictate cu litografii și schițe de epocă ale uniformelor militare din care se vede foarte ușor grija pentru detalii și fidelitatea reprezentărilor artistice cu realitatea istorică.

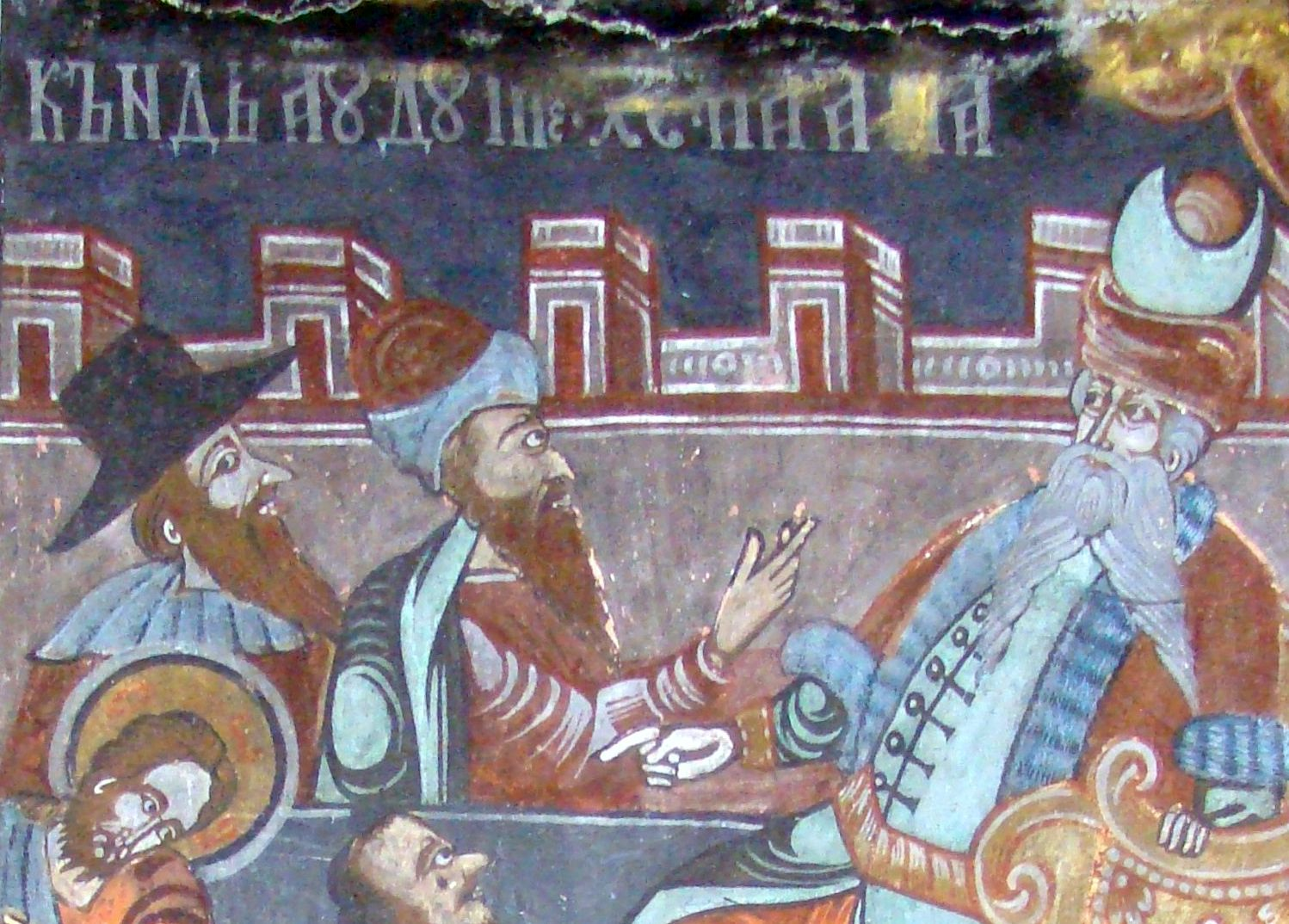
Țichindeal - Când l-au dus pe Hristos la Anna
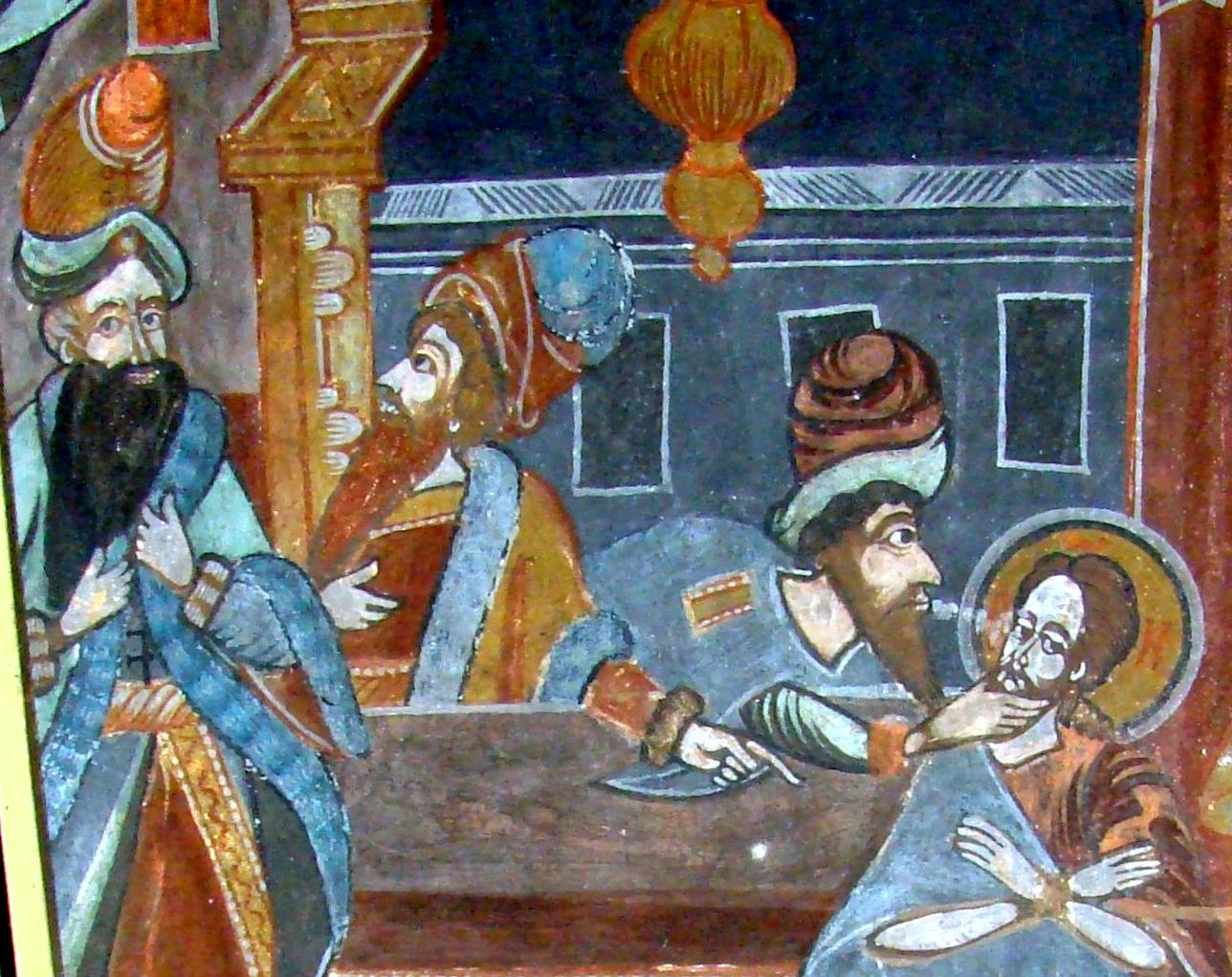
Țichindeal - Când l-au dus pe Hristos la Caiafa
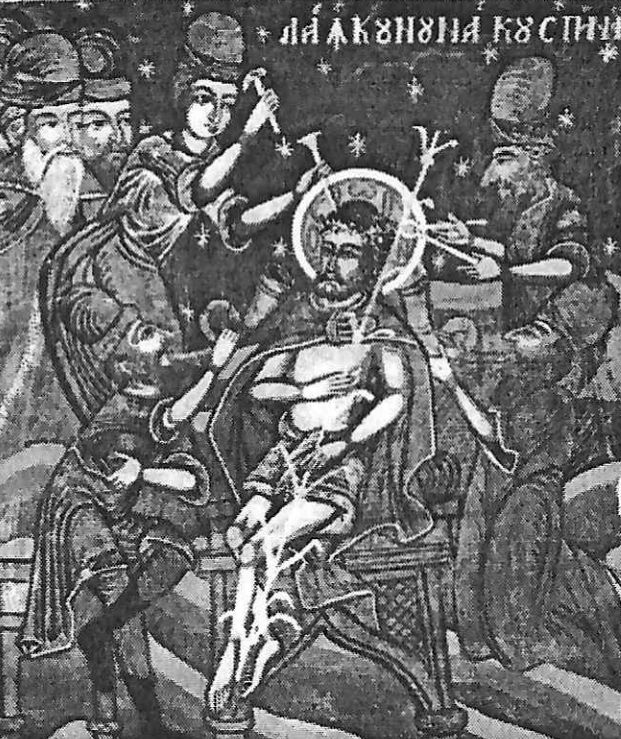
Voivodenii Mici - L-a încununat cu spini
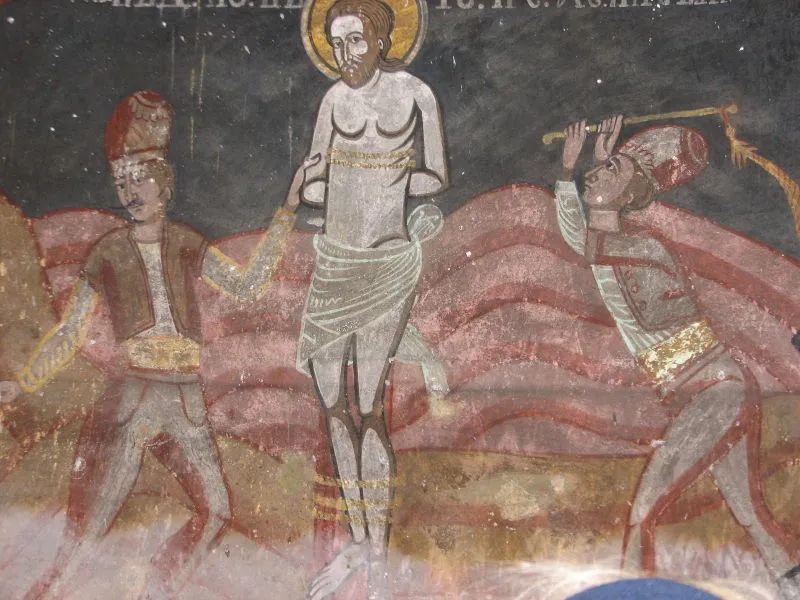
Colun - Când l-au bătut pre Hristos la stâlp
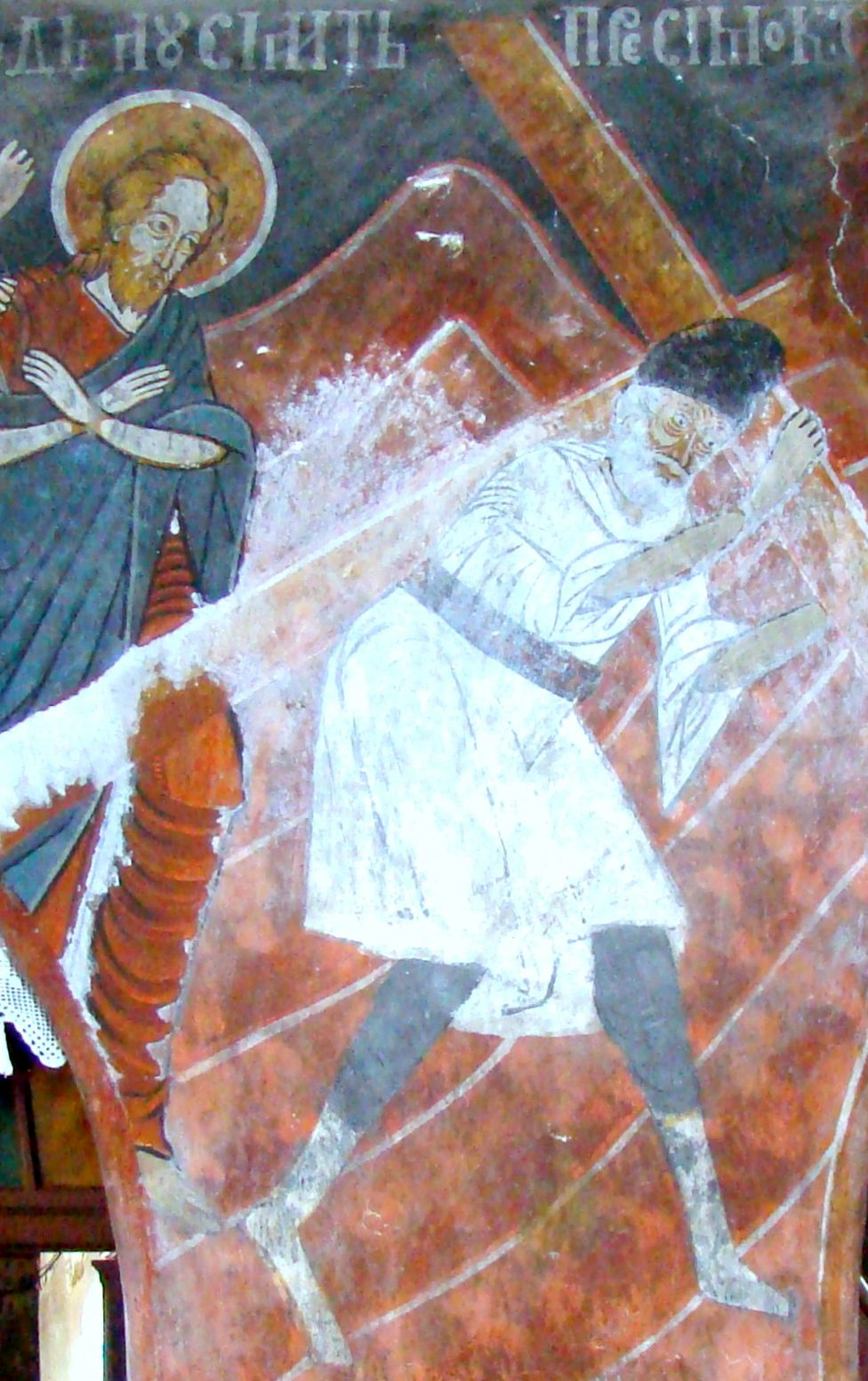
Țichindeal - Isus și Simion Cirineul
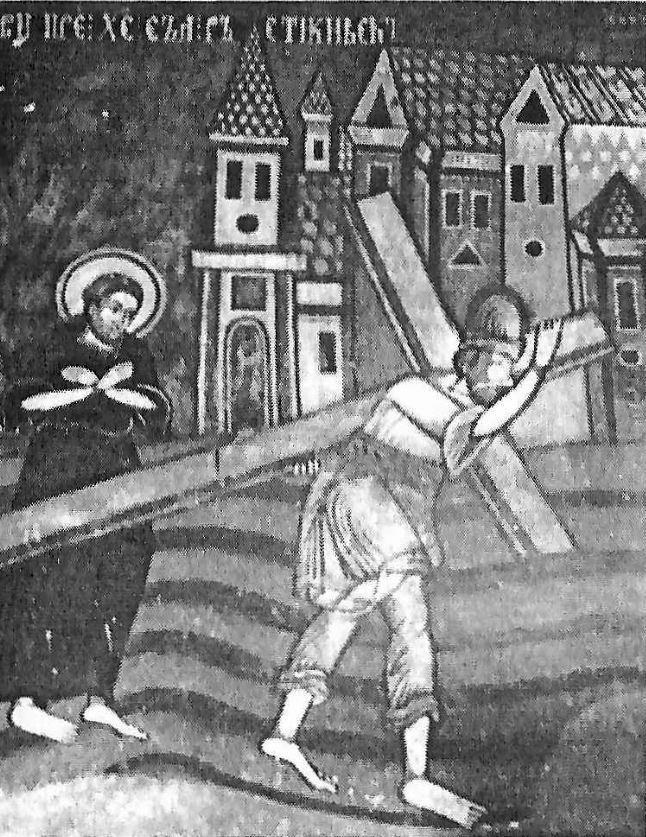
Colun - Isus și Simion Cirineul

Prin comparație cu pictura apuseană, în care există o abundență a elementelor de viață materială din epoca de creație a autorilor, erminiile bizantine au impus o reprezentare a obiectelor și veșmintelor care trebuia să facă aluzie la dogmele creștine, conturând ideea prin transfigurarea caracteristică hieratismului răsăritean. Anacronică și unică în felul ei, a rămas reprezentarea armamentului care s-a rezumat la tradiționalele săbii și lănci, rar apărând în compoziție o spadă de ofițer specifică secolelor al XVIII-lea și al XIX-lea. Armamentul cu foc de pușcă lipsește cu desăvârșire, singura excepție fiind scena intitulată Când l-au dus pre Hristos să-l răstignească de la Fofeldea. Aici, convoiul compus din Simon Cirineul, Isus și garda husarilor, are în față un ienicer înarmat cu tot echipamentul epocii. În opinia lui Dragoș Boicu, în această scenă se asociază stăpânirea austriacă cu cea turcă, cu înțelesul de străinul care oropsește pe românul Simion Cirineul, înveșmântat cu haine tipice românești. De aceea, se vede mai ales în scenele de la Țichindeal și Fofeldea că, patricianul săsesc este asimilat cu autoritatea dominantă. Se relevă asta, privind scenele cu procesul Mântuitorului în fața fariseilor care sunt îmbrăcați în haine săsești. Relevantă este scena de la Țichindeal unde Anna este întruchipată de un bătrân cu o barbă lungă, înveșmântat în dolman cu bumbi și găitane. Același fel de veșminte apare și în scena cu Caiafa. S-a mai păstrat din reprezentarea convențională doar mitra, făcută ca o scufie înaltă despicată, așa cum se menționează în Erminia bizantină scrisă de Dionisie din Furna.
În scena escortării lui Isus în fața lui Anna și Caiafa, soldații maghiari apar timid pe lângă grupurile de soldați austrieci. Dar ungurii, devin personajele principale în două din scenele unde Isus este batjocorit și bătut înainte de punerea pe cruce (vezi Țichindeal, Colun și Cornățel). Ei poartă haine strâmte ca simbol al răului, au bonete și căciuli frigiene. Torționarii se remarcă prin îmbrăcămintea pe care o poartă prin comparație cu restul personajelor, amintind de târgoveții unguri ai epocii.

### Tematică generală comparativă
| \| Motiv \| Zona \| Săsăuș \| Mohu \| Sărata \| Oprea \| Arpașu de Jos \| Arpașu de Sus \| Țichindeal \| Colun \| Voivodeni \| Fofeldea \| Streza \| Beclean \| \| ---------------------------------------------------------------------------- \| --------------------- \| ------ \| ---- \| ------ \| ----- \| ------------- \| ------------- \| ---------- \| ----- \| --------- \| -------- \| ------ \| ------- \| \| Arhanghelii Mihail și Gavril \| absidă altar \| 1 \| \| \| \| \| \| \| \| \| \| 1 \| \| \| Biciuirea și batjocorirea \| arc naos vestic \| \| \| 1 \| \| \| \| \| 1 \| \| \| 1 \| \| \| Biciuirea și batjocorirea \| naos vest \| \| \| 1 \| \| \| \| \| \| \| \| 1 \| \| \| Botezul \| arc naos estic \| \| \| \| \| \| \| 1 \| \| \| \| \| 1 \| \| Botezul \| naos perete nord \| \| \| \| \| \| \| \| \| \| 1 \| \| \| \| Bunavestire \| absidă altar \| \| \| \| \| 1 \| \| \| \| \| \| \| 1 \| \| Bunavestire \| naos perete nord \| \| \| \| \| \| \| \| \| \| 1 \| \| \| \| Căința lui Iuda \| arc naos vestic \| \| 1 \| \| \| \| \| \| \| \| \| \| \| \| Când a murit împăratul Constantin \| naos nord \| \| \| \| \| \| \| \| 1 \| \| \| \| \| \| Cântece penticostar \| arc naos estic \| 1 \| 1 \| \| 1 \| \| 1 \| \| 1 \| \| \| \| \| \| Motiv \| Zona \| Săsăuș \| Mohu \| Sărata \| Oprea \| Arpașu de Jos \| Arpașu de Sus \| Țichindeal \| Colun \| Voivodeni \| Fofeldea \| Streza \| Beclean \| \| Cina cea de taină \| naos \| \| 1 \| \| \| 1 \| \| \| \| \| \| \| \| \| Coborârea în Iad \| absidă altar \| \| \| \| \| \| \| \| \| \| \| 1 \| \| \| Coborârea în Iad \| arc naos estic \| 1 \| \| 1 \| 1 \| \| \| \| 1 \| \| \| \| \| \| Constantin și Elena \| arc naos vestic \| \| 1 \| \| \| \| \| \| \| \| \| \| \| \| Constantin și Elena \| naos nord \| \| \| 1 \| \| 1 \| \| \| \| \| \| \| \| \| Constantin și Elena \| pronaos \| \| \| \| \| \| \| \| \| \| \| \| 1 \| \| Cosma și Damian \| naos stâlpnici \| \| \| \| \| \| \| \| \| \| \| \| \| \| Damaschin, Cozma Metodul, Andrei Criteanul, Teodor Studitul, Ioan Lesfenicul \| pronaos margine boltă \| \| \| \| \| \| \| \| \| \| \| \| \| \| Drumul Golgotei cu Isus \| naos \| \| \| \| \| \| \| 1 \| \| \| \| \| \| \| Drumul Golgotei cu Simon din Cirena \| naos \| \| 1 \| 1 \| \| \| \| \| 1 \| \| \| 1 \| \| \| Motiv \| Zona \| Săsăuș \| Mohu \| Sărata \| Oprea \| Arpașu de Jos \| Arpașu de Sus \| Țichindeal \| Colun \| Voivodeni \| Fofeldea \| Streza \| Beclean \| \| Dumnezeu tatăl \| absidă altar \| 1 \| 1 \| 1 \| 1 \| 1 \| 1 \| 1 \| 1 \| 1 \| 1 \| 1 \| \| \| Ermolae \| naos pereți \| \| \| \| \| \| \| \| \| \| \| \| \| \| Evangheliști \| naos \| \| \| \| \| 1 \| \| \| \| 1 \| \| \| \| \| Evangheliști cu simboluri \| naos \| \| \| 1 \| \| \| \| \| 1 \| \| \| \| 1 \| \| Împătășania apostolilor \| absidă altar \| \| 1 \| \| \| \| \| \| \| \| 1 \| \| 1 \| \| Înălțarea \| naos perete nord \| \| \| \| \| \| \| \| \| 1 \| \| \| \| \| Încoronarea Fecioarei \| absidă altar \| \| \| \| \| \| \| \| \| \| 1 \| \| \| \| Înîlțarea la cer \| arc naos estic \| 1 \| \| 1 \| \| \| \| 1 \| 1 \| \| \| \| 1 \| \| Întâmpinarea \| naos perete nord \| \| \| \| \| \| \| \| \| \| 1 \| \| \| \| Intrarea în biserică \| absidă altar \| \| \| \| \| 1 \| \| \| \| \| \| \| 1 \| \| Motiv \| Zona \| Săsăuș \| Mohu \| Sărata \| Oprea \| Arpașu de Jos \| Arpașu de Sus \| Țichindeal \| Colun \| Voivodeni \| Fofeldea \| Streza \| Beclean \| \| Intrarea în Ierusalim \| arc naos estic \| \| \| \| \| \| \| 1 \| 1 \| \| \| \| \| \| Învierea \| absidă altar \| \| \| 1 \| \| \| \| 1 \| \| \| \| 1 \| 1 \| \| Învierea \| naos perete nord \| 1 \| 1 \| \| \| \| 1 \| \| 1 \| \| \| \| \| \| Învierea lui Lazăr \| naos boltă \| \| \| \| \| 1 \| \| \| \| \| \| \| \| \| Ioan Botezătorul (scene) \| absidă altar \| \| \| \| \| 1 \| \| \| \| \| \| \| 1 \| \| Isus \| absidă altar \| \| \| \| \| \| \| \| \| \| 1 \| \| \| \| Isus Hristos \| absidă altar \| \| \| \| 1 \| \| 1 \| \| \| \| \| \| \| \| Isus în mormânt \| proscomidie \| 1 \| 1 \| \| 1 \| 1 \| 1 \| \| \| \| \| \| \| \| Isus în potir \| absidă altar \| \| 1 \| \| \| \| \| \| \| 1 \| \| \| 1 \| \| Isus mare preot \| naos \| \| \| \| \| \| \| \| \| \| \| 1 \| \| \| Motiv \| Zona \| Săsăuș \| Mohu \| Sărata \| Oprea \| Arpașu de Jos \| Arpașu de Sus \| Țichindeal \| Colun \| Voivodeni \| Fofeldea \| Streza \| Beclean \| \| Isus Pantocrator \| naos \| 1 \| 1 \| 1 \| 1 \| \| 1 \| 1 \| 1 \| 1 \| 1 \| 1 \| \| \| Isus și samariteanca \| naos \| \| \| \| \| \| \| \| \| 1 \| \| \| \| \| Iuda cu arginții \| arc naos vestic \| \| 1 \| \| \| \| \| \| \| \| \| \| \| \| Jertfa lui Adam \| catapeteasmă spate \| \| 1 \| 1 \| 1 \| 1 \| 1 \| 1 \| 1 \| 1 \| \| 1 \| 1 \| \| Jertfa lui Isus \| absidă altar \| \| \| 1 \| \| \| \| 1 \| \| \| \| 1 \| 1 \| \| Judecata de Apoi \| naos \| \| \| \| \| \| \| \| \| \| \| \| \| \| Judecata de Apoi \| naos vest \| \| \| 1 \| \| \| \| \| \| \| \| 1 \| \| \| Lepădarea lui Petre \| arc naos sud \| \| 1 \| \| \| \| \| \| \| \| \| \| \| \| Luarea de pe cruce \| naos boltă \| \| \| \| \| 1 \| \| \| \| \| \| \| \| \| Luarea de pe cruce \| naos calotă \| \| \| \| \| \| \| \| \| 1 \| \| \| 1 \| \| Luarea de pe cruce \| naos perete nord \| \| 1 \| \| \| \| \| 1 \| \| \| \| \| \| \| Motiv \| Zona \| Săsăuș \| Mohu \| Sărata \| Oprea \| Arpașu de Jos \| Arpașu de Sus \| Țichindeal \| Colun \| Voivodeni \| Fofeldea \| Streza \| Beclean \| \| Luca pictor \| naos \| \| \| \| \| \| \| 1 \| 1 \| \| \| \| \| \| Mandylion \| absidă altar \| \| 1 \| 1 \| 1 \| \| \| \| \| 1 \| \| \| \| \| Maria cu Isus \| pronaos boltă \| \| \| \| \| \| \| \| \| \| \| \| 1 \| \| Maria cu pruncul (icoană) \| naos \| \| \| \| \| \| \| 1 \| 1 \| \| \| \| \| \| Maria Eleusa \| pronaos boltă \| \| \| \| \| \| \| 1 \| \| \| 1 \| \| \| \| Maria Eleusa cu proroci \| pronaos boltă \| \| \| \| \| 1 \| \| 1 \| 1 \| \| 1 \| \| 1 \| \| Maria Hodighidria \| absidă altar \| \| 1 \| \| \| \| \| \| \| \| \| \| \| \| Maria împărăteasă pe trom cu Isus în brațe \| absidă altar \| \| \| \| 1 \| \| 1 \| \| \| \| \| \| \| \| Maria oranta \| naos \| \| \| \| \| \| \| \| \| \| \| 1 \| \| \| Maria Platytera (medalion) \| absidă altar \| \| \| \| \| \| \| \| \| 1 \| \| \| \| \| Motiv \| Zona \| Săsăuș \| Mohu \| Sărata \| Oprea \| Arpașu de Jos \| Arpașu de Sus \| Țichindeal \| Colun \| Voivodeni \| Fofeldea \| Streza \| Beclean \| \| Maria Platytera (medalion) \| pronaos boltă \| \| \| \| \| \| \| \| \| 1 \| \| \| \| \| Medalioane proroci \| arc naos estic \| 1 \| 1 \| 1 \| 1 \| 1 \| 1 \| 1 \| 1 \| 1 \| 1 \| \| 1 \| \| Mercurie \| naos pereți \| \| \| \| \| \| \| \| \| \| \| \| \| \| Mina \| naos pereți \| \| \| \| \| \| \| \| \| \| \| \| \| \| Mironosițele la mormânt \| naos \| \| \| \| \| \| \| \| \| 1 \| \| \| \| \| Nașterea lui Isus \| naos perete nord \| \| \| \| \| \| \| \| \| \| \| \| 1 \| \| Nașterea Mariei \| absidă altar \| \| \| \| \| 1 \| \| \| \| \| 1 \| \| \| \| Necredința lui Toma \| naos \| \| \| \| \| \| \| \| \| 1 \| \| \| \| \| Nestor \| naos pereți \| \| \| \| \| \| \| \| \| \| \| \| \| \| Nichita \| naos pereți \| \| \| \| \| \| \| \| \| \| \| \| \| \| Motiv \| Zona \| Săsăuș \| Mohu \| Sărata \| Oprea \| Arpașu de Jos \| Arpașu de Sus \| Țichindeal \| Colun \| Voivodeni \| Fofeldea \| Streza \| Beclean \| \| Pantelimon \| naos pereți \| \| \| \| \| \| \| \| \| \| \| \| \| \| Părinții Ioan Botezătorul \| arc naos estic \| 1 \| 1 \| 1 \| 1 \| 1 \| 1 \| 1 \| 1 \| 1 \| 1 \| \| 1 \| \| Părinții Mariei \| arc naos estic \| 1 \| 1 \| 1 \| 1 \| 1 \| 1 \| 1 \| 1 \| 1 \| 1 \| \| 1 \| \| Petre și Isus copil \| absidă altar \| \| \| 1 \| 1 \| \| 1 \| \| \| \| \| \| \| \| Petre și Isus copil \| proscomidie \| \| \| \| \| \| \| \| \| 1 \| \| \| 1 \| \| Plângerea lui Isus \| naos perete nord \| 1 \| 1 \| 1 \| 1 \| 1 \| 1 \| 1 \| \| \| 1 \| 1 \| \| \| Procopie \| naos pereți \| \| \| \| \| \| \| \| \| \| \| \| \| \| Răstignirea \| naos calotă \| \| \| \| \| \| \| \| \| 1 \| \| \| 1 \| \| Răstignirea \| naos perete vest \| \| \| \| 1 \| 1 \| 1 \| \| \| \| 1 \| \| \| \| Registru apostoli \| naos \| 1 \| \| \| \| 1 \| \| 1 \| 1 \| 1 \| 1 \| 1 \| \| \| Motiv \| Zona \| Săsăuș \| Mohu \| Sărata \| Oprea \| Arpașu de Jos \| Arpașu de Sus \| Țichindeal \| Colun \| Voivodeni \| Fofeldea \| Streza \| Beclean \| \| Registru episcopi \| absidă altar \| 1 \| 1 \| 1 \| 1 \| 1 \| 1 \| 1 \| \| 1 \| 1 \| 1 \| \| \| Registru episcopi \| naos \| \| \| \| \| \| \| \| \| \| \| 1 \| \| \| Registru patriarhipatriarhi \| naos \| \| \| \| \| \| \| \| \| \| \| 1 \| \| \| Registru proroci \| naos \| 1 \| 1 \| 1 \| 1 \| 1 \| 1 \| 1 \| 1 \| 1 \| 1 \| 1 \| 1 \| \| Rugăciune pe Muntele măslinilor \| arc naos vestic \| \| \| 1 \| \| \| \| \| 1 \| \| \| 1 \| \| \| Rugăciune pe Muntele măslinilor \| naos \| 1 \| 1 \| \| \| 1 \| \| 1 \| \| \| \| \| \| \| Rugăciunea din Grădina Ghetsimani \| arc naos vestic \| \| \| \| \| \| \| \| 1 \| \| \| \| \| \| Rugăciunea din Grădina Ghetsimani \| naos vest \| \| \| 1 \| \| \| \| \| \| \| \| 1 \| \| \| Schimbarea la față \| arc naos estic \| \| \| 1 \| \| \| \| 1 \| 1 \| \| \| \| 1 \| \| Schimbarea la față \| arc pronaos \| \| \| \| \| \| \| \| \| \| 1 \| \| \| \| Sfânta treime cu trei fețe \| absidă altar \| \| \| \| \| \| \| \| \| 1 \| \| \| \| \| Motiv \| Zona \| Săsăuș \| Mohu \| Sărata \| Oprea \| Arpașu de Jos \| Arpașu de Sus \| Țichindeal \| Colun \| Voivodeni \| Fofeldea \| Streza \| Beclean \| \| Sfântul Dimitrie \| absidă altar \| \| 1 \| \| \| \| \| \| \| \| \| \| \| \| Sfântul Dimitrie \| naos pereți \| \| \| 1 \| \| 1 \| \| \| 1 \| 1 \| \| 1 \| \| \| Sfântul Gheorghe \| naos pereți \| \| \| 1 \| \| 1 \| \| \| 1 \| 1 \| \| 1 \| \| \| Simon și Luca \| naos stâlpnici \| \| \| \| \| \| \| \| \| \| \| \| \| \| Spălarea picioarelor \| naos \| \| \| \| \| \| \| \| \| \| \| \| \| \| Spânzurarea lui Isus \| arc naos vestic \| \| 1 \| \| \| \| \| \| \| \| \| \| \| \| Ștefan \| naos pereți \| \| \| \| \| \| \| \| \| \| \| \| \| \| Tăierea capului Sfântului Ioan Botezătorul \| absidă altar \| \| \| \| \| \| \| \| \| \| 1 \| \| \| \| Teodor Stratilat \| naos pereți \| \| \| \| \| \| \| \| \| \| \| \| \| \| Teodor Tiron \| naos pereți \| \| \| \| \| \| \| \| \| \| \| \| \| \| Treimea la Mamvri \| arc naos estic \| 1 \| \| 1 \| \| \| 1 \| \| 1 \| \| \| \| 1 \| \| Vindecarea slăbănogului \| naos \| \| \| \| \| \| \| \| \| 1 \| \| \| \| \| Viziunea lui Petre din Alexandria \| \| \| 1 \| 1 \| 1 \| 1 \| 1 \| 1 \| 1 \| 1 \| 1 \| \| \| |                       |        |      |        |       |               |               |            |       |           |          |        |         |
| Motiv | Zona                  | Săsăuș | Mohu | Sărata | Oprea | Arpașu de Jos | Arpașu de Sus | Țichindeal | Colun | Voivodeni | Fofeldea | Streza | Beclean |
| Arhanghelii Mihail și Gavril | absidă altar          | 1      |      |        |       |               |               |            |       |           |          | 1      |         |
| Biciuirea și batjocorirea | arc naos vestic       |        |      | 1      |       |               |               |            | 1     |           |          | 1      |         |
| Biciuirea și batjocorirea | naos vest             |        |      | 1      |       |               |               |            |       |           |          | 1      |         |
| Botezul | arc naos estic        |        |      |        |       |               |               | 1          |       |           |          |        | 1       |
| Botezul | naos perete nord      |        |      |        |       |               |               |            |       |           | 1        |        |         |
| Bunavestire | absidă altar          |        |      |        |       | 1             |               |            |       |           |          |        | 1       |
| Bunavestire | naos perete nord      |        |      |        |       |               |               |            |       |           | 1        |        |         |
| Căința lui Iuda | arc naos vestic       |        | 1    |        |       |               |               |            |       |           |          |        |         |
| Când a murit împăratul Constantin | naos nord             |        |      |        |       |               |               |            | 1     |           |          |        |         |
| Cântece penticostar | arc naos estic        | 1      | 1    |        | 1     |               | 1             |            | 1     |           |          |        |         |
| Motiv | Zona                  | Săsăuș | Mohu | Sărata | Oprea | Arpașu de Jos | Arpașu de Sus | Țichindeal | Colun | Voivodeni | Fofeldea | Streza | Beclean |
| Cina cea de taină | naos                  |        | 1    |        |       | 1             |               |            |       |           |          |        |         |
| Coborârea în Iad | absidă altar          |        |      |        |       |               |               |            |       |           |          | 1      |         |
| Coborârea în Iad | arc naos estic        | 1      |      | 1      | 1     |               |               |            | 1     |           |          |        |         |
| Constantin și Elena | arc naos vestic       |        | 1    |        |       |               |               |            |       |           |          |        |         |
| Constantin și Elena | naos nord             |        |      | 1      |       | 1             |               |            |       |           |          |        |         |
| Constantin și Elena | pronaos               |        |      |        |       |               |               |            |       |           |          |        | 1       |
| Cosma și Damian | naos stâlpnici        |        |      |        |       |               |               |            |       |           |          |        |         |
| Damaschin, Cozma Metodul, Andrei Criteanul, Teodor Studitul, Ioan Lesfenicul | pronaos margine boltă |        |      |        |       |               |               |            |       |           |          |        |         |
| Drumul Golgotei cu Isus | naos                  |        |      |        |       |               |               | 1          |       |           |          |        |         |
| Drumul Golgotei cu Simon din Cirena | naos                  |        | 1    | 1      |       |               |               |            | 1     |           |          | 1      |         |
| Motiv | Zona                  | Săsăuș | Mohu | Sărata | Oprea | Arpașu de Jos | Arpașu de Sus | Țichindeal | Colun | Voivodeni | Fofeldea | Streza | Beclean |
| Dumnezeu tatăl | absidă altar          | 1      | 1    | 1      | 1     | 1             | 1             | 1          | 1     | 1         | 1        | 1      |         |
| Ermolae | naos pereți           |        |      |        |       |               |               |            |       |           |          |        |         |
| Evangheliști | naos                  |        |      |        |       | 1             |               |            |       | 1         |          |        |         |
| Evangheliști cu simboluri | naos                  |        |      | 1      |       |               |               |            | 1     |           |          |        | 1       |
| Împătășania apostolilor | absidă altar          |        | 1    |        |       |               |               |            |       |           | 1        |        | 1       |
| Înălțarea | naos perete nord      |        |      |        |       |               |               |            |       | 1         |          |        |         |
| Încoronarea Fecioarei | absidă altar          |        |      |        |       |               |               |            |       |           | 1        |        |         |
| Înîlțarea la cer | arc naos estic        | 1      |      | 1      |       |               |               | 1          | 1     |           |          |        | 1       |
| Întâmpinarea | naos perete nord      |        |      |        |       |               |               |            |       |           | 1        |        |         |
| Intrarea în biserică | absidă altar          |        |      |        |       | 1             |               |            |       |           |          |        | 1       |
| Motiv | Zona                  | Săsăuș | Mohu | Sărata | Oprea | Arpașu de Jos | Arpașu de Sus | Țichindeal | Colun | Voivodeni | Fofeldea | Streza | Beclean |
| Intrarea în Ierusalim | arc naos estic        |        |      |        |       |               |               | 1          | 1     |           |          |        |         |
| Învierea | absidă altar          |        |      | 1      |       |               |               | 1          |       |           |          | 1      | 1       |
| Învierea | naos perete nord      | 1      | 1    |        |       |               | 1             |            | 1     |           |          |        |         |
| Învierea lui Lazăr | naos boltă            |        |      |        |       | 1             |               |            |       |           |          |        |         |
| Ioan Botezătorul (scene) | absidă altar          |        |      |        |       | 1             |               |            |       |           |          |        | 1       |
| Isus | absidă altar          |        |      |        |       |               |               |            |       |           | 1        |        |         |
| Isus Hristos | absidă altar          |        |      |        | 1     |               | 1             |            |       |           |          |        |         |
| Isus în mormânt | proscomidie           | 1      | 1    |        | 1     | 1             | 1             |            |       |           |          |        |         |
| Isus în potir | absidă altar          |        | 1    |        |       |               |               |            |       | 1         |          |        | 1       |
| Isus mare preot | naos                  |        |      |        |       |               |               |            |       |           |          | 1      |         |
| Motiv | Zona                  | Săsăuș | Mohu | Sărata | Oprea | Arpașu de Jos | Arpașu de Sus | Țichindeal | Colun | Voivodeni | Fofeldea | Streza | Beclean |
| Isus Pantocrator | naos                  | 1      | 1    | 1      | 1     |               | 1             | 1          | 1     | 1         | 1        | 1      |         |
| Isus și samariteanca | naos                  |        |      |        |       |               |               |            |       | 1         |          |        |         |
| Iuda cu arginții | arc naos vestic       |        | 1    |        |       |               |               |            |       |           |          |        |         |
| Jertfa lui Adam | catapeteasmă spate    |        | 1    | 1      | 1     | 1             | 1             | 1          | 1     | 1         |          | 1      | 1       |
| Jertfa lui Isus | absidă altar          |        |      | 1      |       |               |               | 1          |       |           |          | 1      | 1       |
| Judecata de Apoi | naos                  |        |      |        |       |               |               |            |       |           |          |        |         |
| Judecata de Apoi | naos vest             |        |      | 1      |       |               |               |            |       |           |          | 1      |         |
| Lepădarea lui Petre | arc naos sud          |        | 1    |        |       |               |               |            |       |           |          |        |         |
| Luarea de pe cruce | naos boltă            |        |      |        |       | 1             |               |            |       |           |          |        |         |
| Luarea de pe cruce | naos calotă           |        |      |        |       |               |               |            |       | 1         |          |        | 1       |
| Luarea de pe cruce | naos perete nord      |        | 1    |        |       |               |               | 1          |       |           |          |        |         |
| Motiv | Zona                  | Săsăuș | Mohu | Sărata | Oprea | Arpașu de Jos | Arpașu de Sus | Țichindeal | Colun | Voivodeni | Fofeldea | Streza | Beclean |
| Luca pictor | naos                  |        |      |        |       |               |               | 1          | 1     |           |          |        |         |
| Mandylion | absidă altar          |        | 1    | 1      | 1     |               |               |            |       | 1         |          |        |         |
| Maria cu Isus | pronaos boltă         |        |      |        |       |               |               |            |       |           |          |        | 1       |
| Maria cu pruncul (icoană) | naos                  |        |      |        |       |               |               | 1          | 1     |           |          |        |         |
| Maria Eleusa | pronaos boltă         |        |      |        |       |               |               | 1          |       |           | 1        |        |         |
| Maria Eleusa cu proroci | pronaos boltă         |        |      |        |       | 1             |               | 1          | 1     |           | 1        |        | 1       |
| Maria Hodighidria | absidă altar          |        | 1    |        |       |               |               |            |       |           |          |        |         |
| Maria împărăteasă pe trom cu Isus în brațe | absidă altar          |        |      |        | 1     |               | 1             |            |       |           |          |        |         |
| Maria oranta | naos                  |        |      |        |       |               |               |            |       |           |          | 1      |         |
| Maria Platytera (medalion) | absidă altar          |        |      |        |       |               |               |            |       | 1         |          |        |         |
| Motiv | Zona                  | Săsăuș | Mohu | Sărata | Oprea | Arpașu de Jos | Arpașu de Sus | Țichindeal | Colun | Voivodeni | Fofeldea | Streza | Beclean |
| Maria Platytera (medalion) | pronaos boltă         |        |      |        |       |               |               |            |       | 1         |          |        |         |
| Medalioane proroci | arc naos estic        | 1      | 1    | 1      | 1     | 1             | 1             | 1          | 1     | 1         | 1        |        | 1       |
| Mercurie | naos pereți           |        |      |        |       |               |               |            |       |           |          |        |         |
| Mina | naos pereți           |        |      |        |       |               |               |            |       |           |          |        |         |
| Mironosițele la mormânt | naos                  |        |      |        |       |               |               |            |       | 1         |          |        |         |
| Nașterea lui Isus | naos perete nord      |        |      |        |       |               |               |            |       |           |          |        | 1       |
| Nașterea Mariei | absidă altar          |        |      |        |       | 1             |               |            |       |           | 1        |        |         |
| Necredința lui Toma | naos                  |        |      |        |       |               |               |            |       | 1         |          |        |         |
| Nestor | naos pereți           |        |      |        |       |               |               |            |       |           |          |        |         |
| Nichita | naos pereți           |        |      |        |       |               |               |            |       |           |          |        |         |
| Motiv | Zona                  | Săsăuș | Mohu | Sărata | Oprea | Arpașu de Jos | Arpașu de Sus | Țichindeal | Colun | Voivodeni | Fofeldea | Streza | Beclean |
| Pantelimon | naos pereți           |        |      |        |       |               |               |            |       |           |          |        |         |
| Părinții Ioan Botezătorul | arc naos estic        | 1      | 1    | 1      | 1     | 1             | 1             | 1          | 1     | 1         | 1        |        | 1       |
| Părinții Mariei | arc naos estic        | 1      | 1    | 1      | 1     | 1             | 1             | 1          | 1     | 1         | 1        |        | 1       |
| Petre și Isus copil | absidă altar          |        |      | 1      | 1     |               | 1             |            |       |           |          |        |         |
| Petre și Isus copil | proscomidie           |        |      |        |       |               |               |            |       | 1         |          |        | 1       |
| Plângerea lui Isus | naos perete nord      | 1      | 1    | 1      | 1     | 1             | 1             | 1          |       |           | 1        | 1      |         |
| Procopie | naos pereți           |        |      |        |       |               |               |            |       |           |          |        |         |
| Răstignirea | naos calotă           |        |      |        |       |               |               |            |       | 1         |          |        | 1       |
| Răstignirea | naos perete vest      |        |      |        | 1     | 1             | 1             |            |       |           | 1        |        |         |
| Registru apostoli | naos                  | 1      |      |        |       | 1             |               | 1          | 1     | 1         | 1        | 1      |         |
| Motiv | Zona                  | Săsăuș | Mohu | Sărata | Oprea | Arpașu de Jos | Arpașu de Sus | Țichindeal | Colun | Voivodeni | Fofeldea | Streza | Beclean |
| Registru episcopi | absidă altar          | 1      | 1    | 1      | 1     | 1             | 1             | 1          |       | 1         | 1        | 1      |         |
| Registru episcopi | naos                  |        |      |        |       |               |               |            |       |           |          | 1      |         |
| Registru patriarhipatriarhi | naos                  |        |      |        |       |               |               |            |       |           |          | 1      |         |
| Registru proroci | naos                  | 1      | 1    | 1      | 1     | 1             | 1             | 1          | 1     | 1         | 1        | 1      | 1       |
| Rugăciune pe Muntele măslinilor | arc naos vestic       |        |      | 1      |       |               |               |            | 1     |           |          | 1      |         |
| Rugăciune pe Muntele măslinilor | naos                  | 1      | 1    |        |       | 1             |               | 1          |       |           |          |        |         |
| Rugăciunea din Grădina Ghetsimani | arc naos vestic       |        |      |        |       |               |               |            | 1     |           |          |        |         |
| Rugăciunea din Grădina Ghetsimani | naos vest             |        |      | 1      |       |               |               |            |       |           |          | 1      |         |
| Schimbarea la față | arc naos estic        |        |      | 1      |       |               |               | 1          | 1     |           |          |        | 1       |
| Schimbarea la față | arc pronaos           |        |      |        |       |               |               |            |       |           | 1        |        |         |
| Sfânta treime cu trei fețe | absidă altar          |        |      |        |       |               |               |            |       | 1         |          |        |         |
| Motiv | Zona                  | Săsăuș | Mohu | Sărata | Oprea | Arpașu de Jos | Arpașu de Sus | Țichindeal | Colun | Voivodeni | Fofeldea | Streza | Beclean |
| Sfântul Dimitrie | absidă altar          |        | 1    |        |       |               |               |            |       |           |          |        |         |
| Sfântul Dimitrie | naos pereți           |        |      | 1      |       | 1             |               |            | 1     | 1         |          | 1      |         |
| Sfântul Gheorghe | naos pereți           |        |      | 1      |       | 1             |               |            | 1     | 1         |          | 1      |         |
| Simon și Luca | naos stâlpnici        |        |      |        |       |               |               |            |       |           |          |        |         |
| Spălarea picioarelor | naos                  |        |      |        |       |               |               |            |       |           |          |        |         |
| Spânzurarea lui Isus | arc naos vestic       |        | 1    |        |       |               |               |            |       |           |          |        |         |
| Ștefan | naos pereți           |        |      |        |       |               |               |            |       |           |          |        |         |
| Tăierea capului Sfântului Ioan Botezătorul | absidă altar          |        |      |        |       |               |               |            |       |           | 1        |        |         |
| Teodor Stratilat | naos pereți           |        |      |        |       |               |               |            |       |           |          |        |         |
| Teodor Tiron | naos pereți           |        |      |        |       |               |               |            |       |           |          |        |         |
| Treimea la Mamvri | arc naos estic        | 1      |      | 1      |       |               | 1             |            | 1     |           |          |        | 1       |
| Vindecarea slăbănogului | naos                  |        |      |        |       |               |               |            |       | 1         |          |        |         |
| Viziunea lui Petre din Alexandria |                       |        | 1    | 1      | 1     | 1             | 1             | 1          | 1     | 1         | 1        |        |         |

### Frații Grecu și pictura pe sticlă
Analista Elena Băjenaru, managerul Muzeului Țării Făgărașului „Valer Literat”, a identificat o serie de icoane pe sticlă  pe considerente stilistice, de compoziție și cromatice, care ar fi fost realizate de Frații Grecu și care sunt în posesia muzeului. La Muzeul Național al Satului „Dimitrie Gusti” există un număr de trei icoane, conform cimec, care au fost atribuite lui Gheorghe Grecu. Academia Română are în patrimoniu o icoană pe sticlă atribuită lui Nicolae Grecu.

## Influența Fraților Grecu în pictura pe sticlă
În opinia istoricilor Juliana Fabritius-Dancu și Dumitru Dancu, în Țara Oltului au coexistat în secolul al XIX-lea două curente distincte. Primul a fost cel al zugravilor profesioniști de pictură murală și cel de al doilea al țăranilor care și-au transmis meșteșugul picturii pe sticlă al icoanelor, fără ca iconarii să fi trecut printr-un atelier de profil sau prin vreun șantier în care se picta frescă.
Icoanele care provin din familia Ioan Pop, zugravi instruiți, provin din primul curent deoarece se vede în lucrările lor o stăpânire a desenului, o cunoaștere aprofundată a canoanelor religioase, ele fiind cele care străbat de fapt pictura pe sticlă din Țara Oltului. Aceluiași curent îi aparțin și zugravii din familia Fraților Grecu, care prin prodigioasa lor activitate desfășurată la începutul secolului al XIX-lea, au pregătit drumul marilor meșteri iconari pe sticlă ai ținutului Oltului. Frații Grecu au oferit primele modele iconografice, afișând primele desene care au dat ca exemplu modul de a gândi compoziția liberă a motivelor cu participarea fără restricții a fanteziei.
Zugravii Grecu au oferit artiștilor care au venit după ei, o serie de ansambluri murale care atestau o coeziune stilistică concepută cu temeinicie într-un atelier familial. Concepția lor s-a concretizat într-un desen personal ca o frondă la adresa schematicii tradiționale de sorginte bizantină, fapt care relevă o stăpânire deplină a meșteșugului.
Desenul Fraților Grecu este precis, ferm, plin de claritate, uneori chiar rigid, el fiind cel care a influențat pictura pe sticlă a lui Savu Moga, cel care s-a inspirat din frescele pictate în Biserica Adormirea Maicii Domnului din Arpașu de Sus, pictată în 1815.

## Galerie de imagini

### Pictura de la Săsăuș

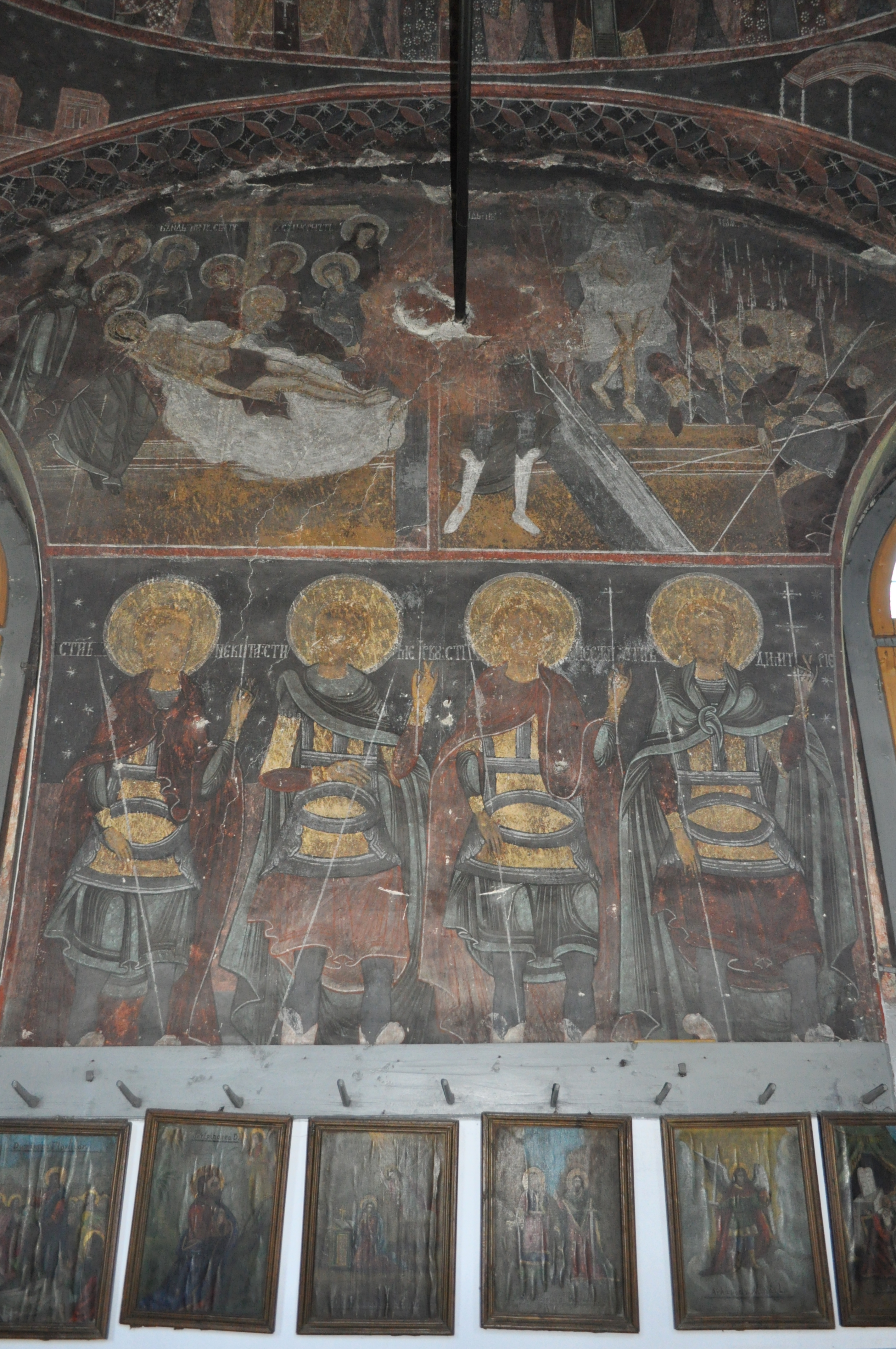
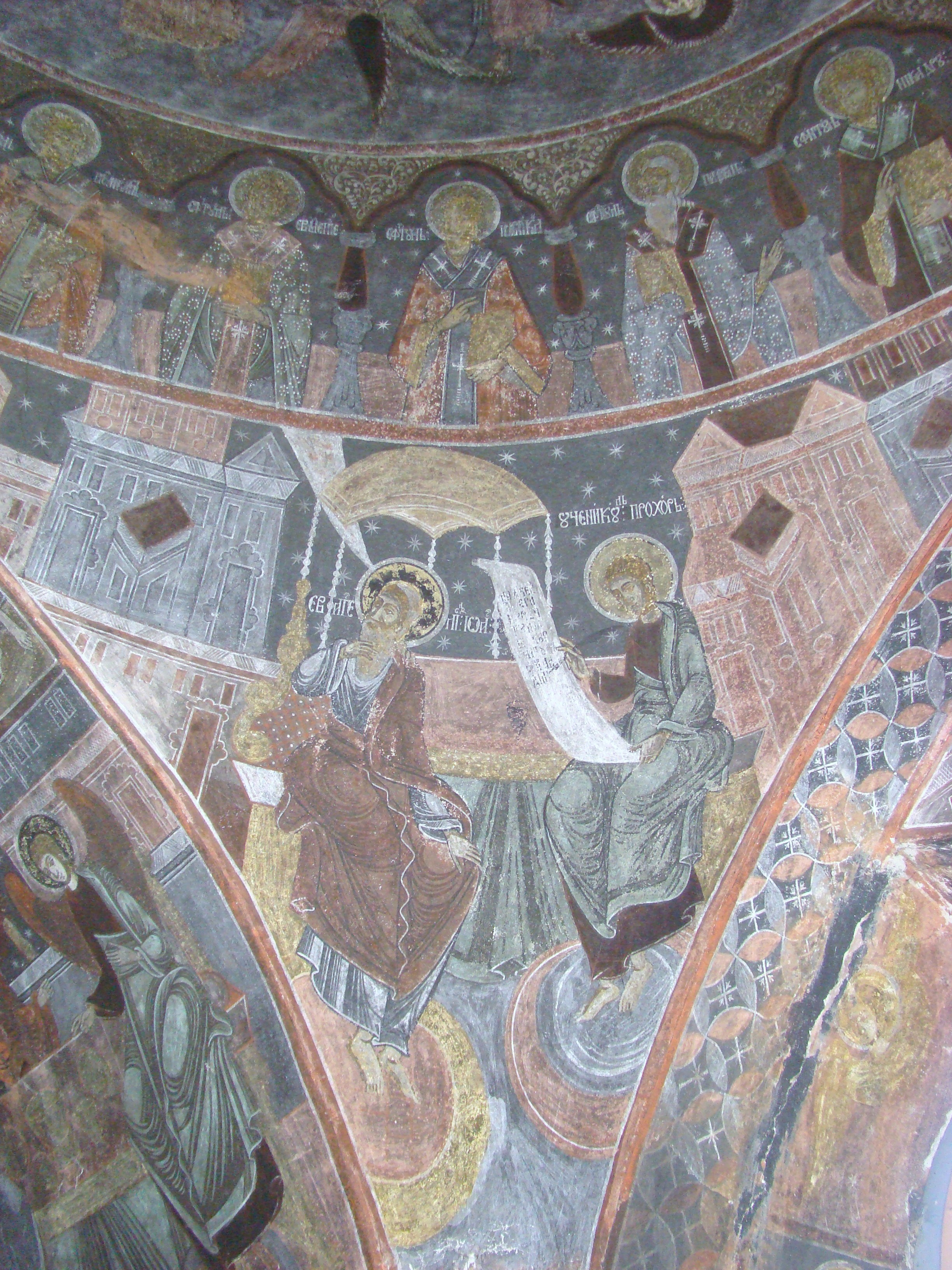
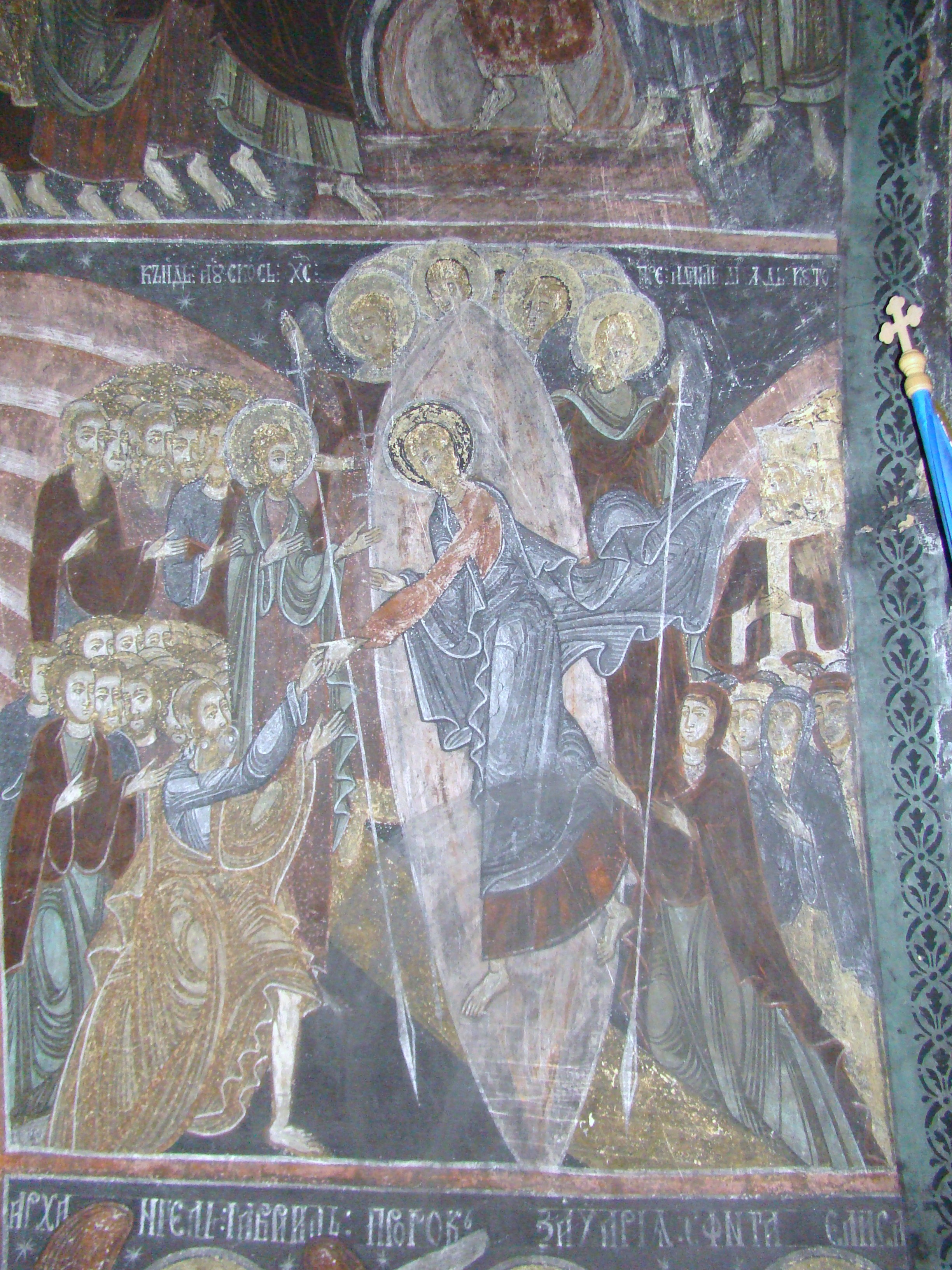
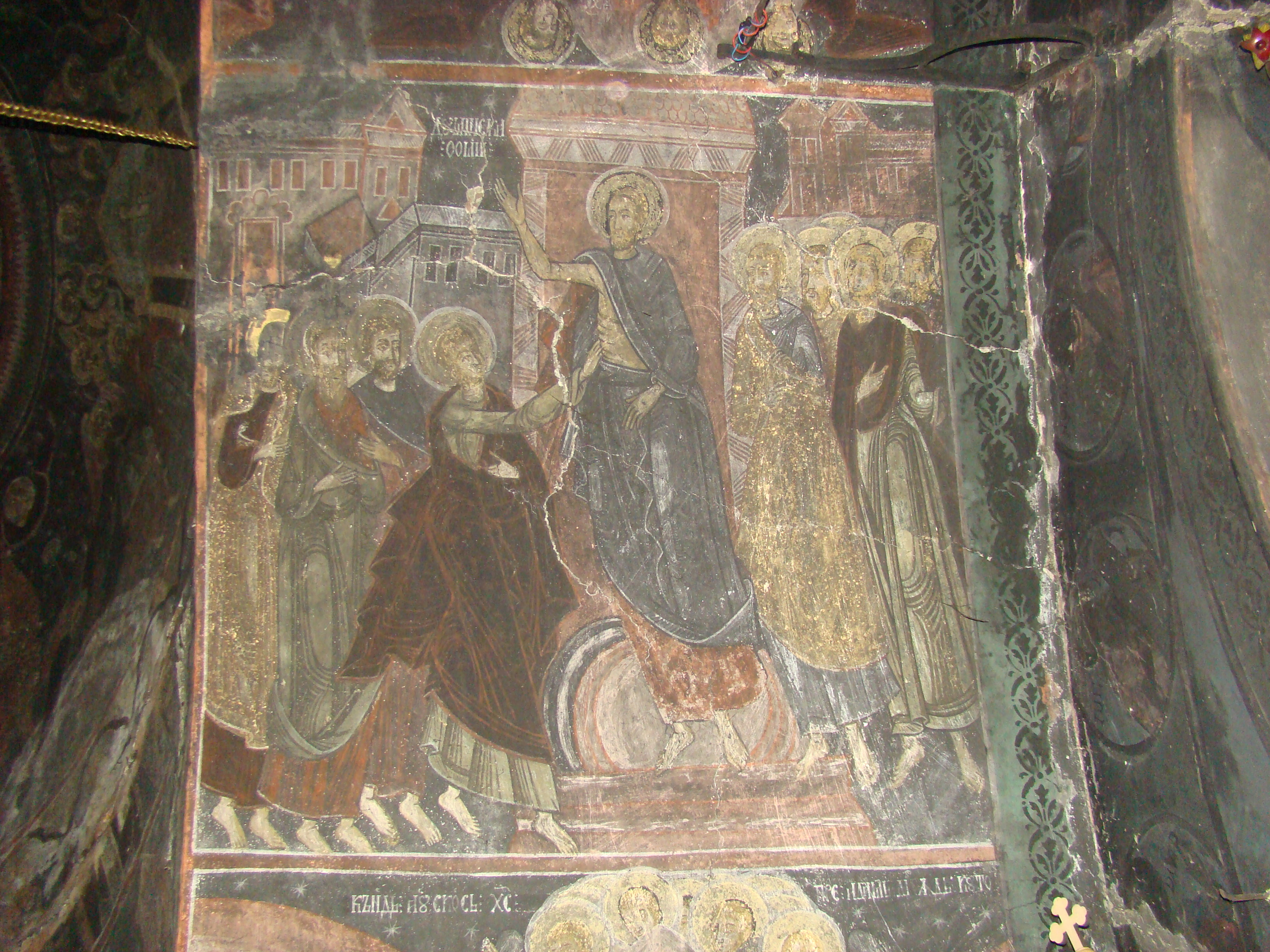
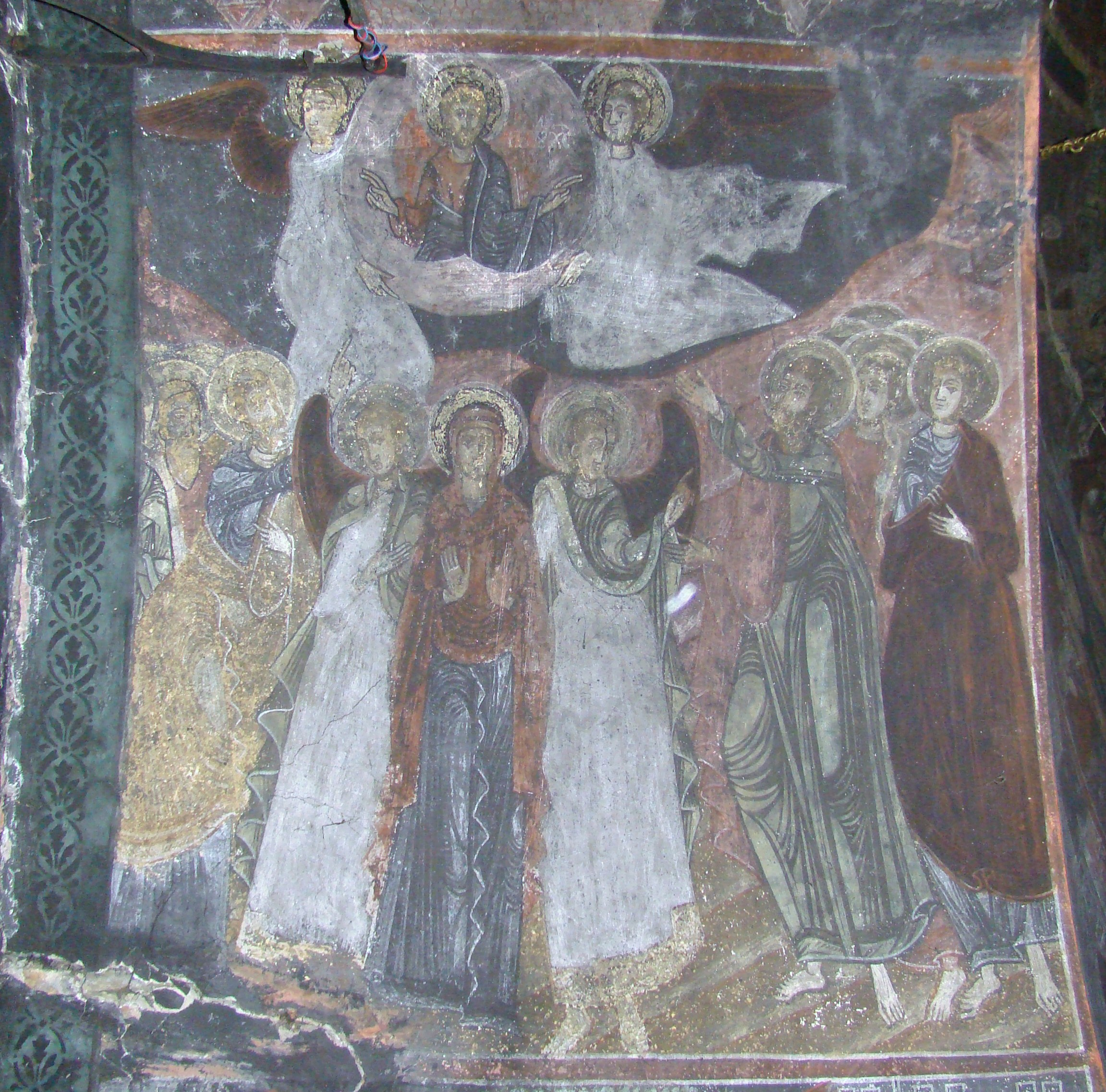

Materiale media legate de Biserica Adormirea Maicii Domnului din Săsăuș la Wikimedia Commons

### Pictura de la Sărata

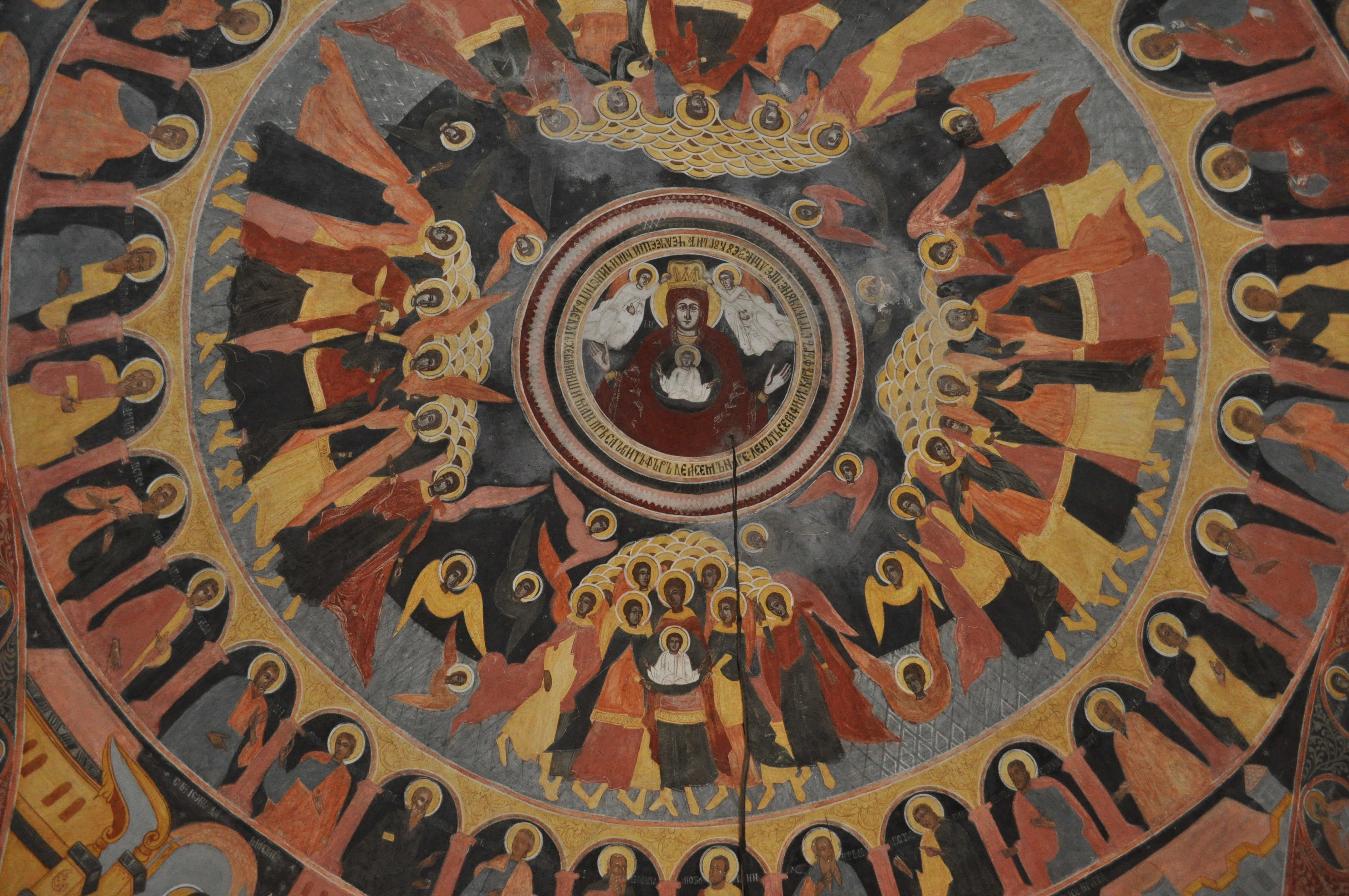
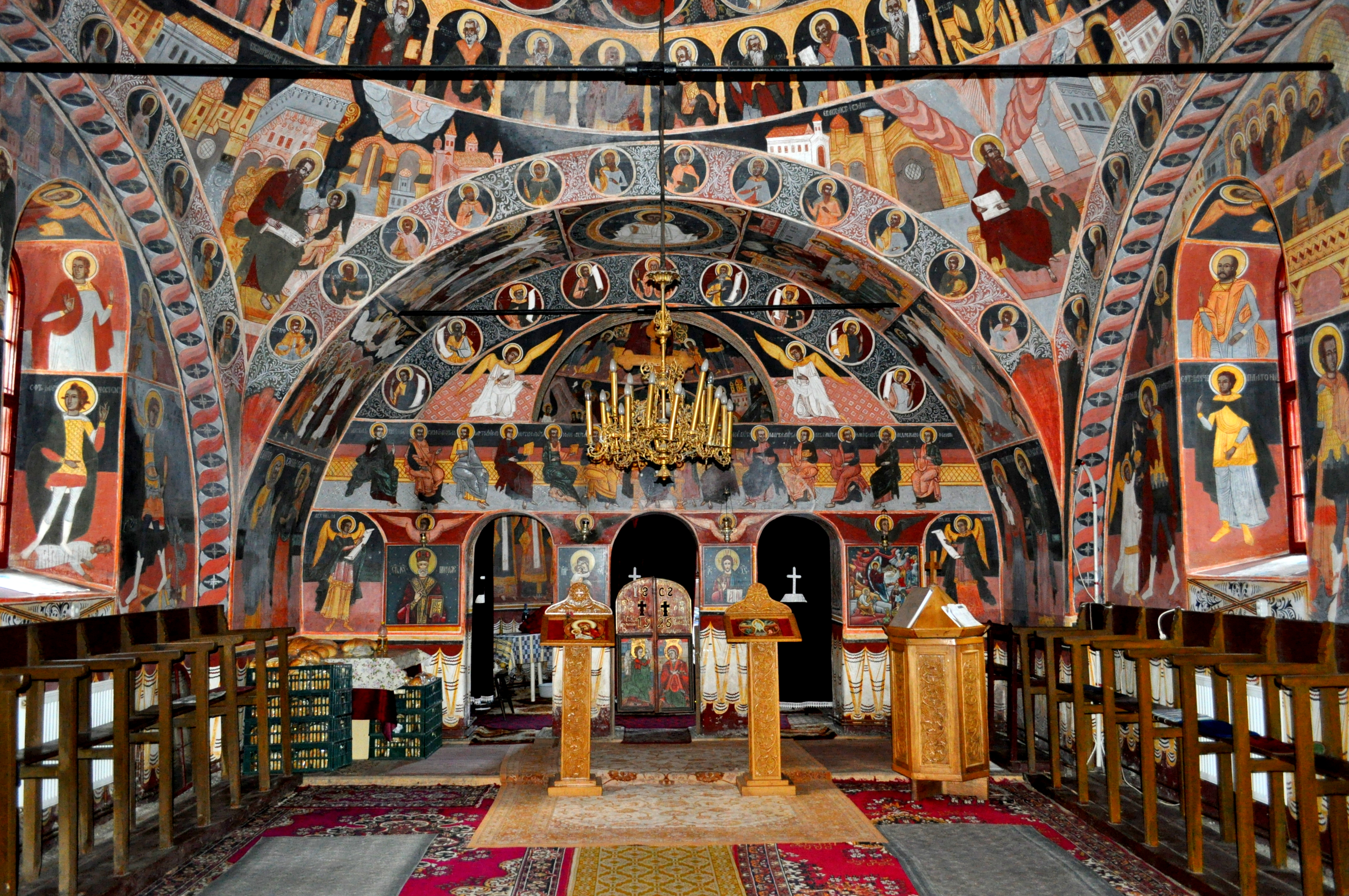
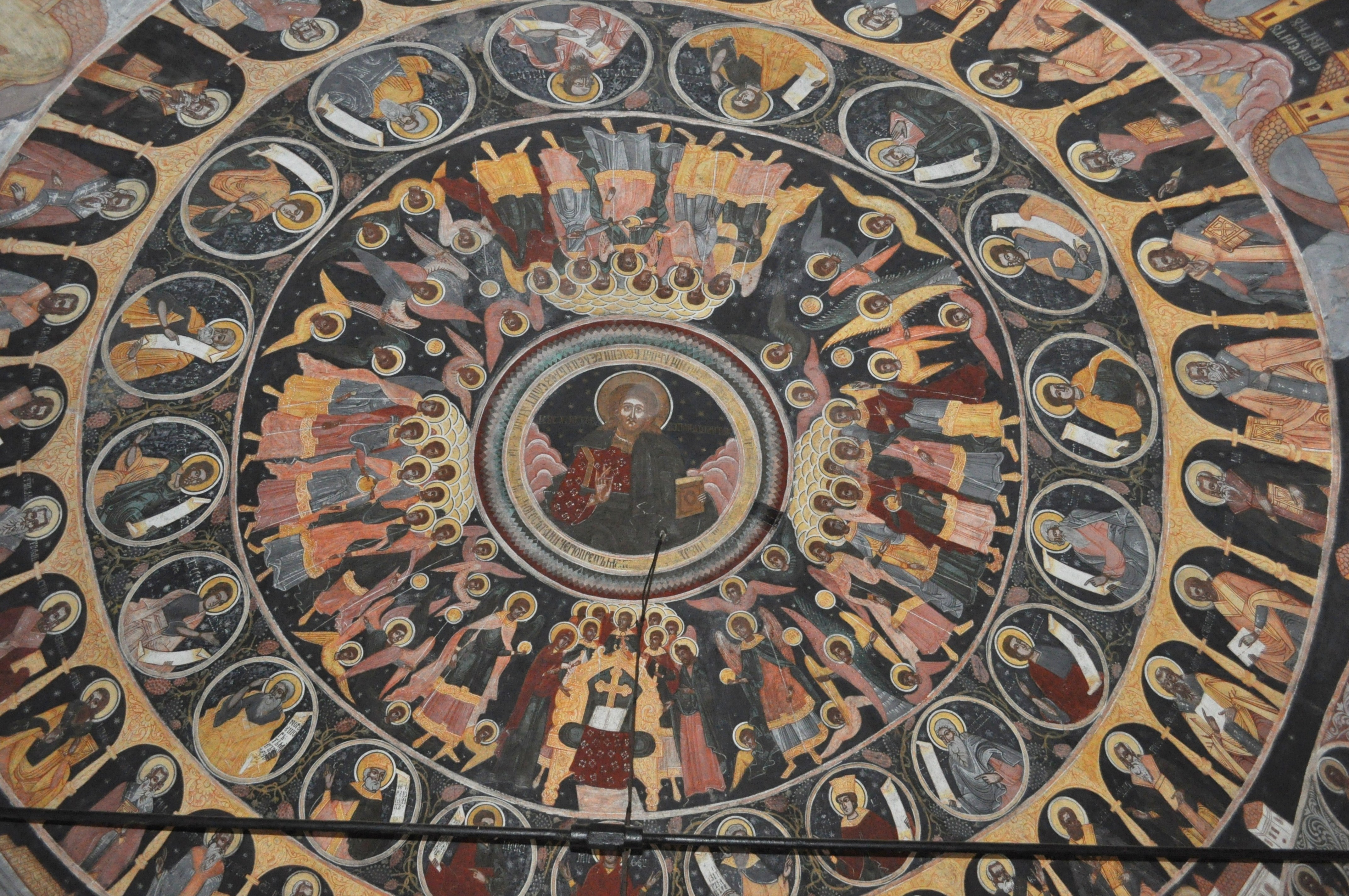
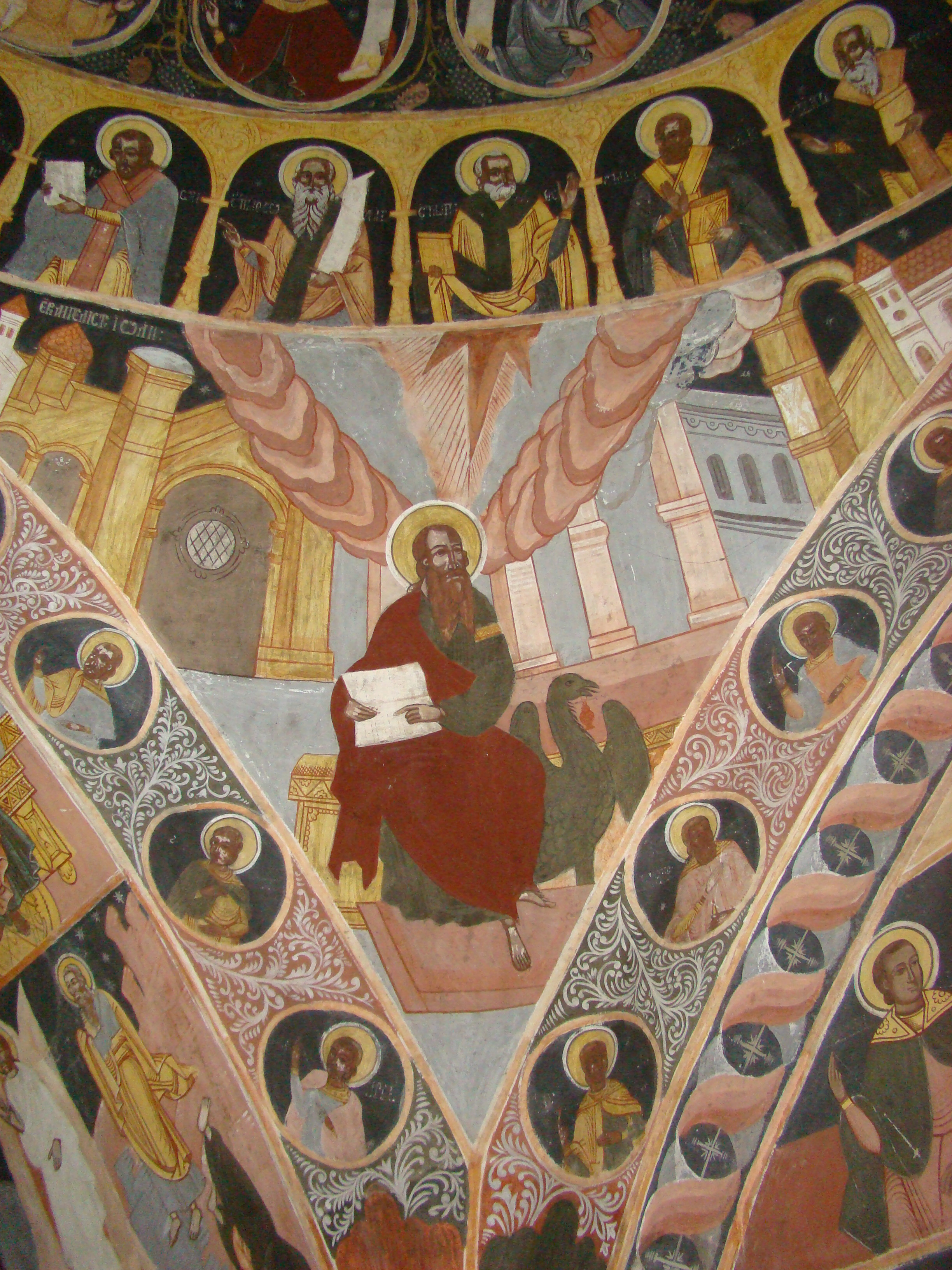

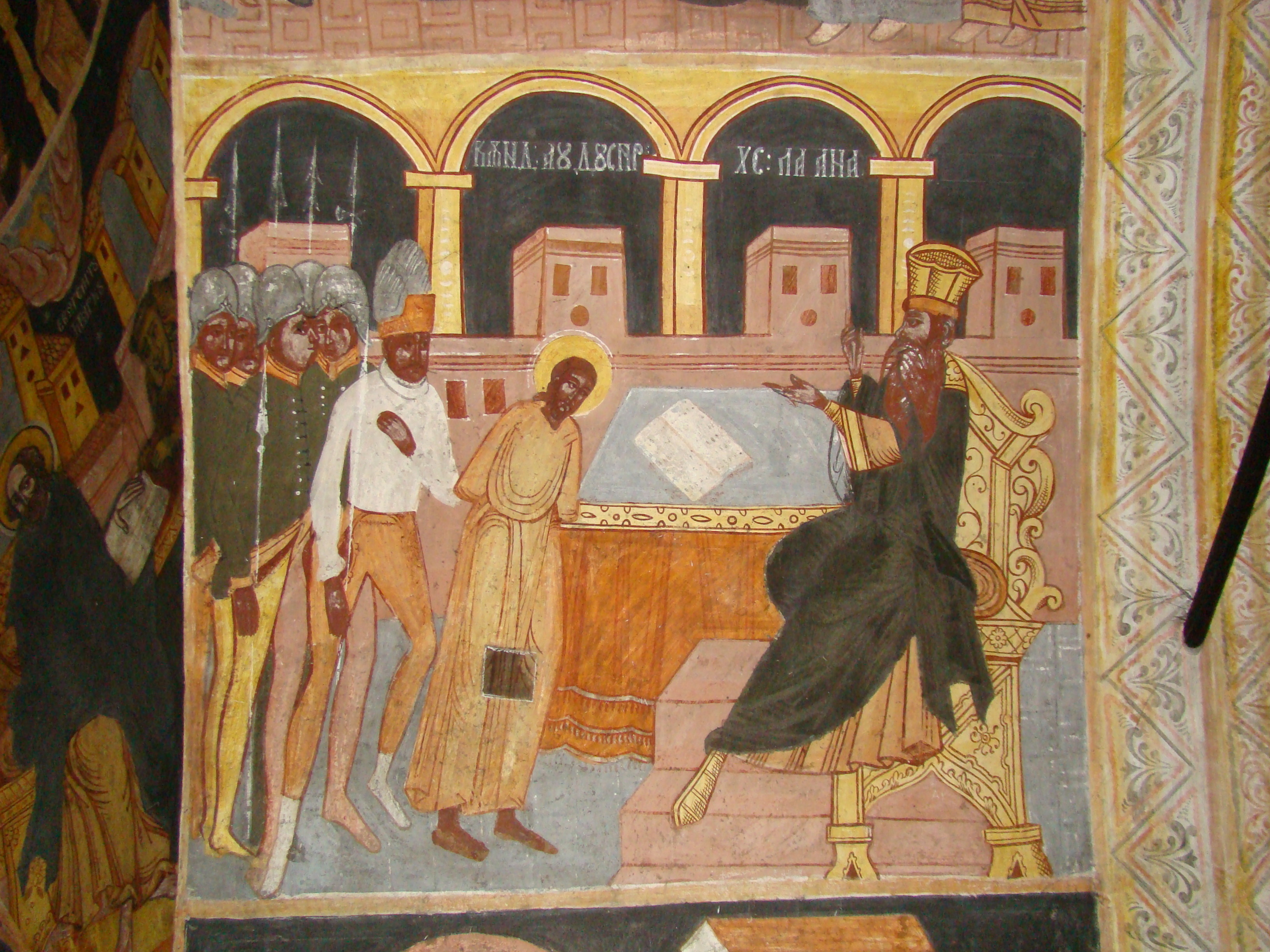
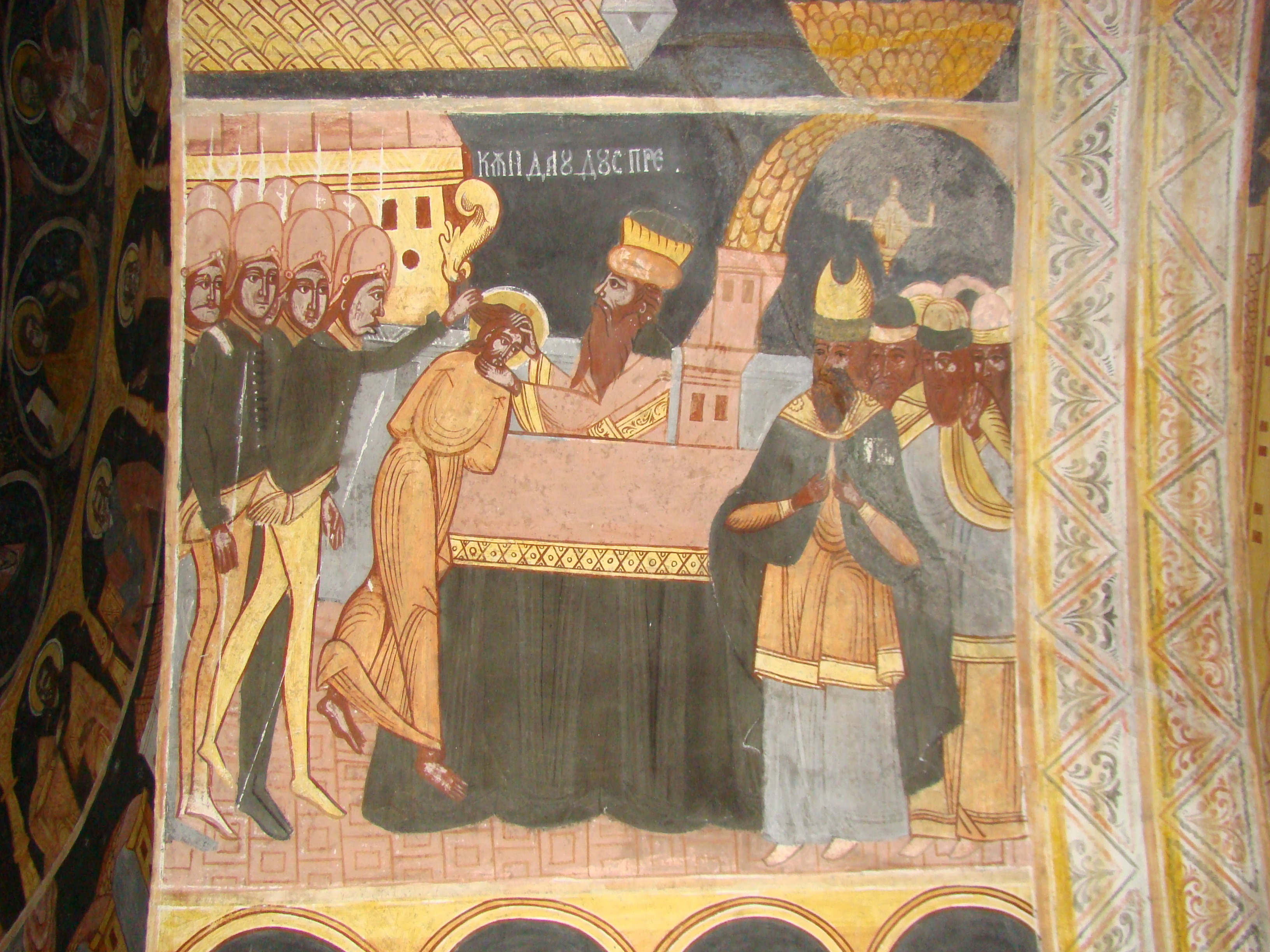
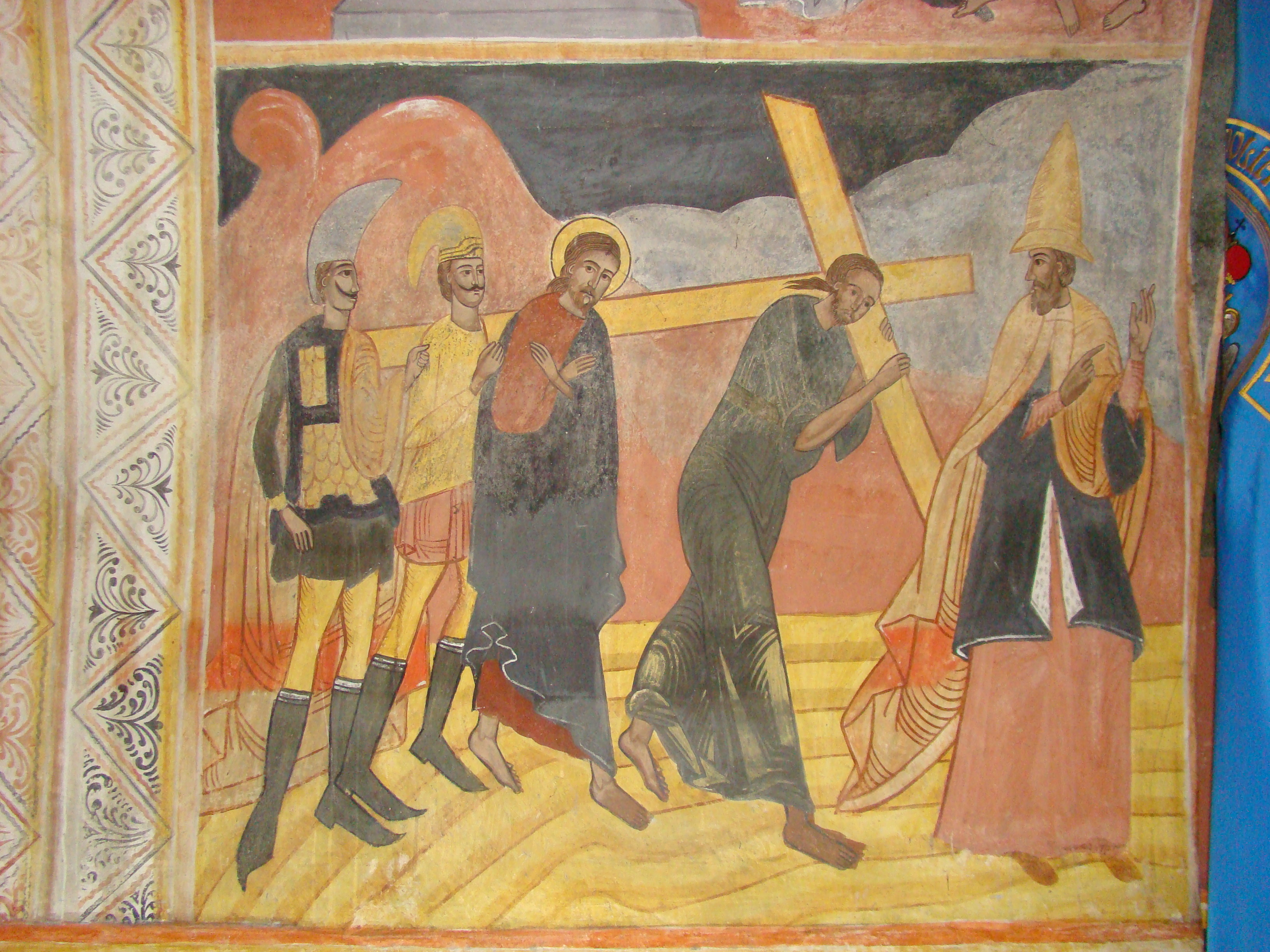
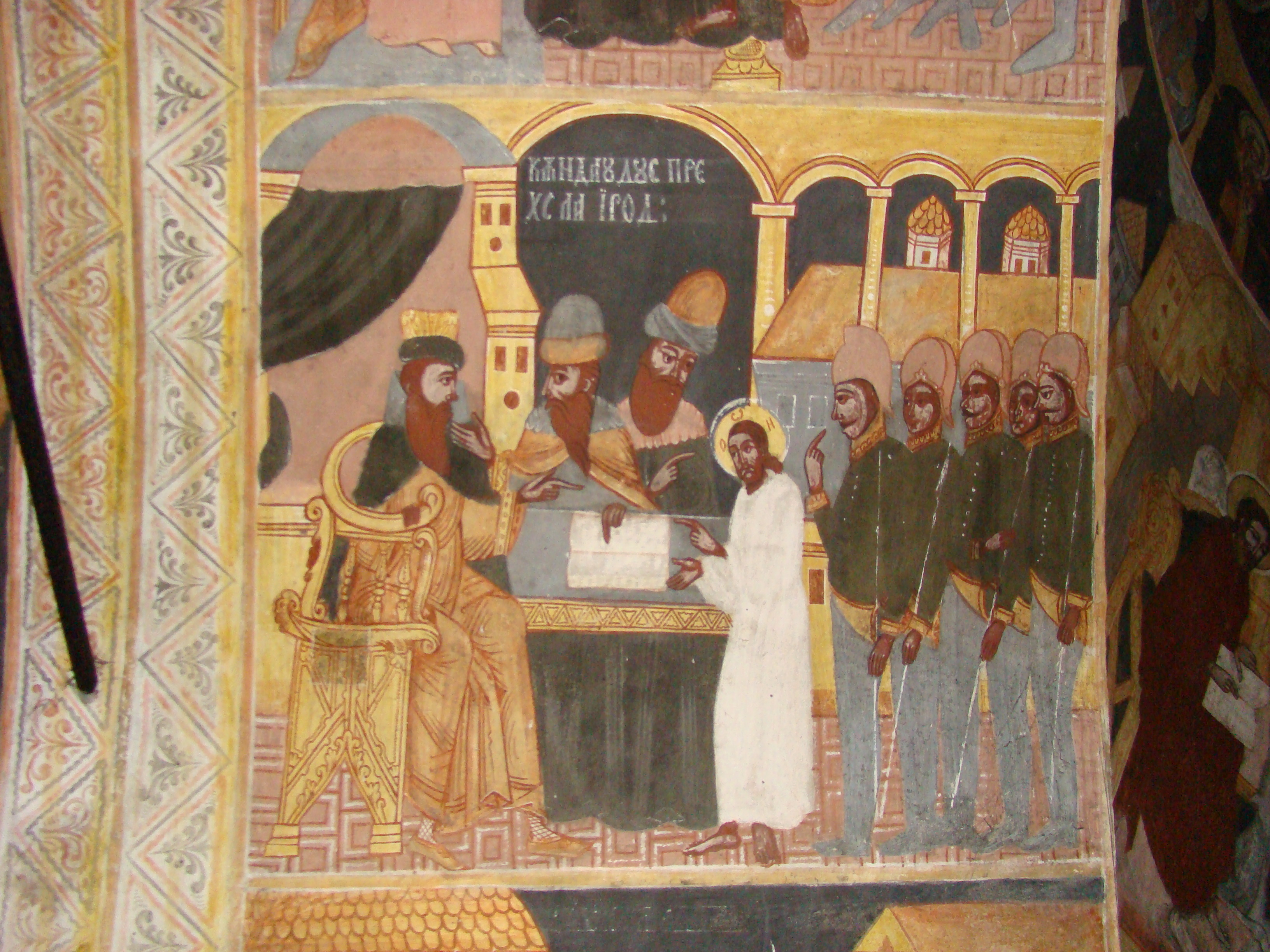

Materiale media legate de Biserica Naşterea Domnului din Sărata la Wikimedia Commons

### Pictura de la Mohu

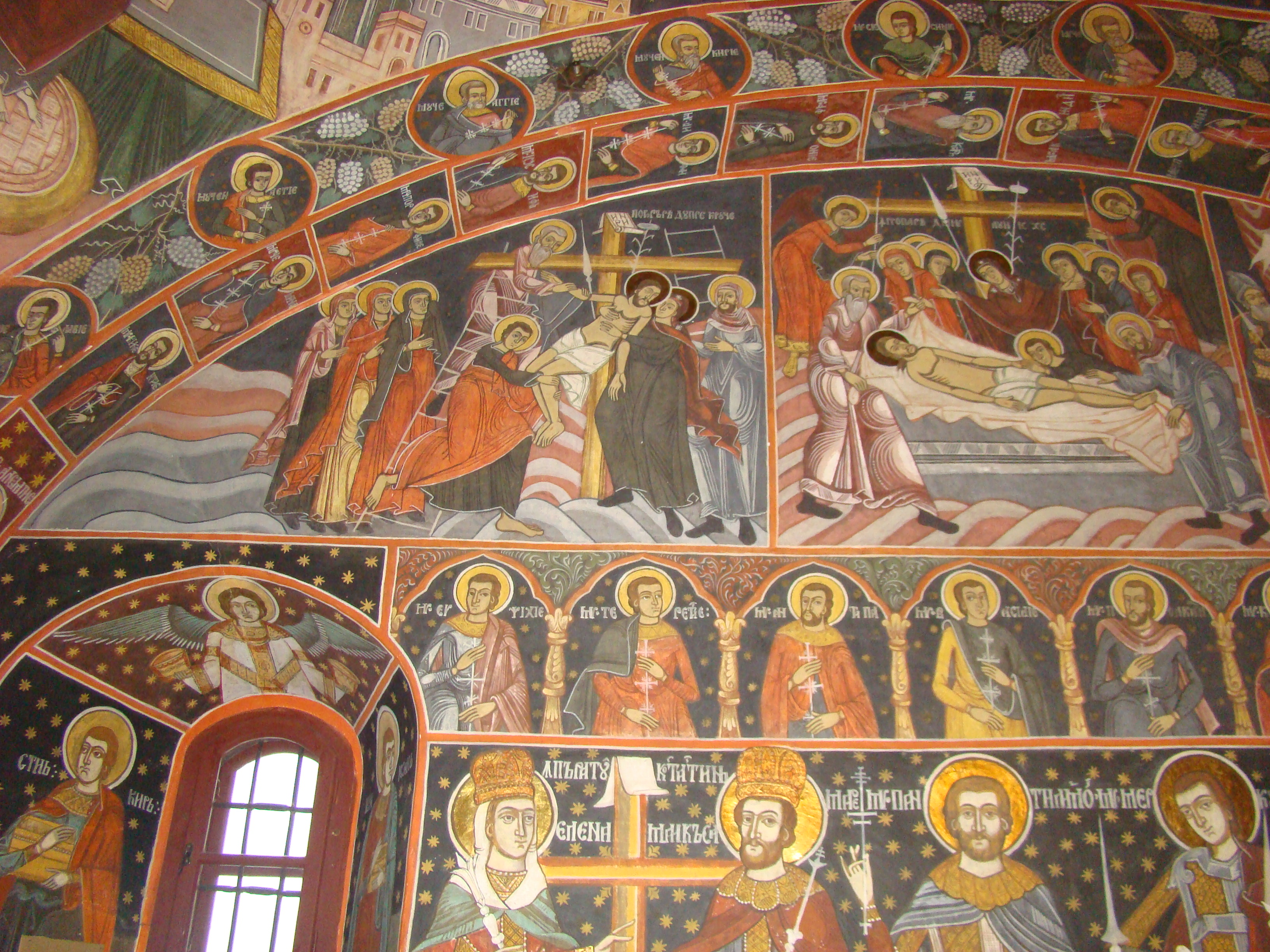
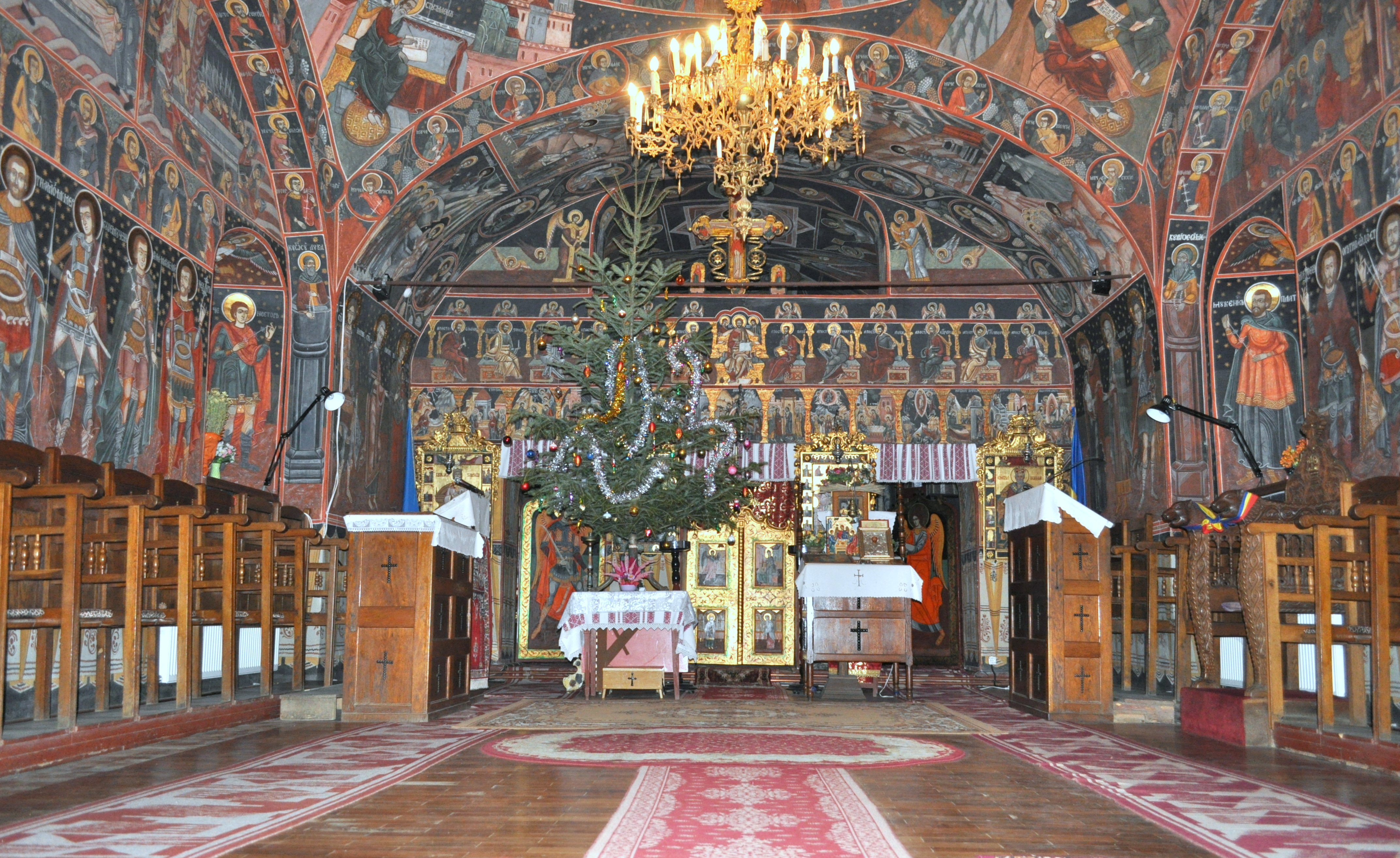
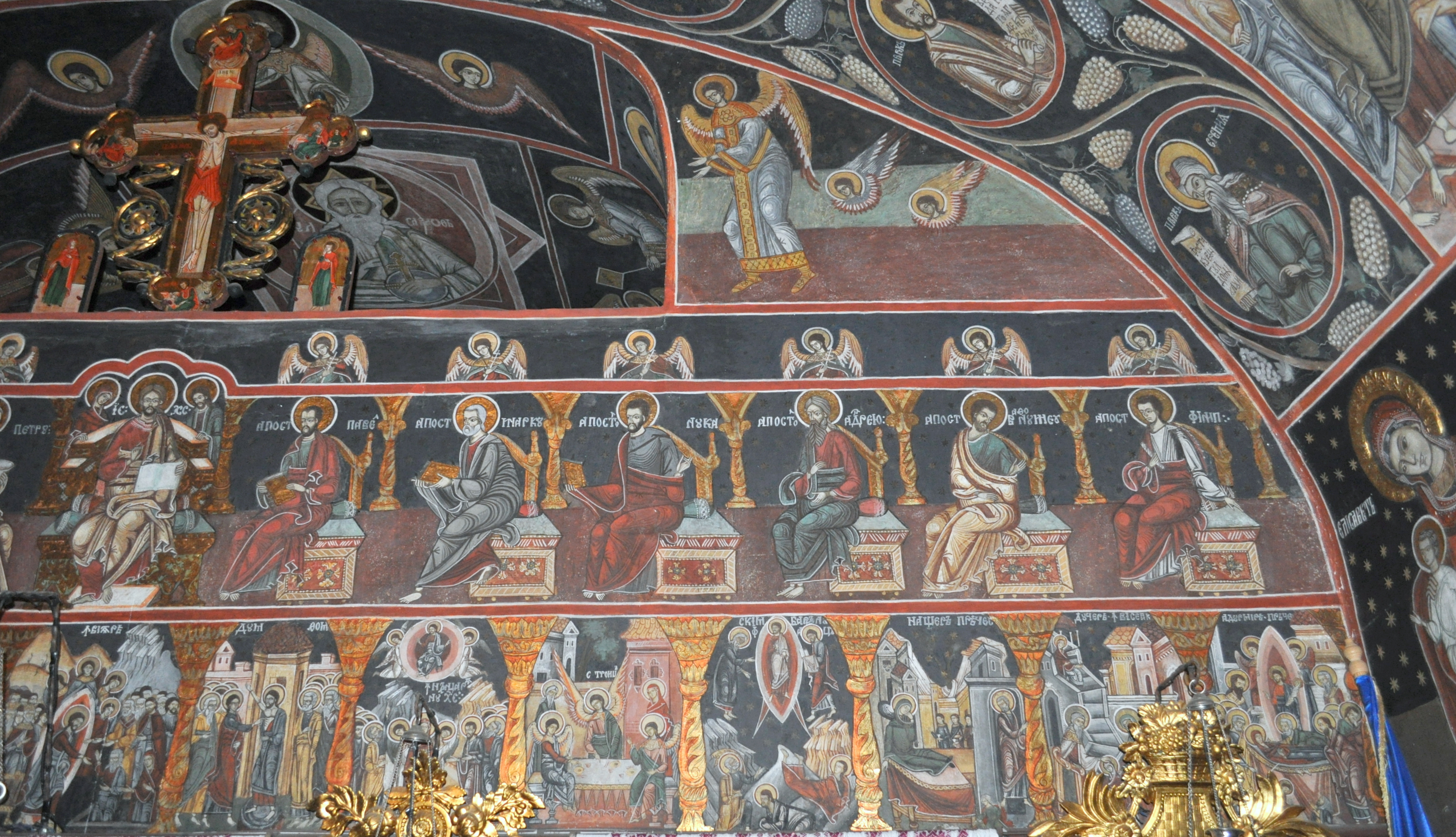

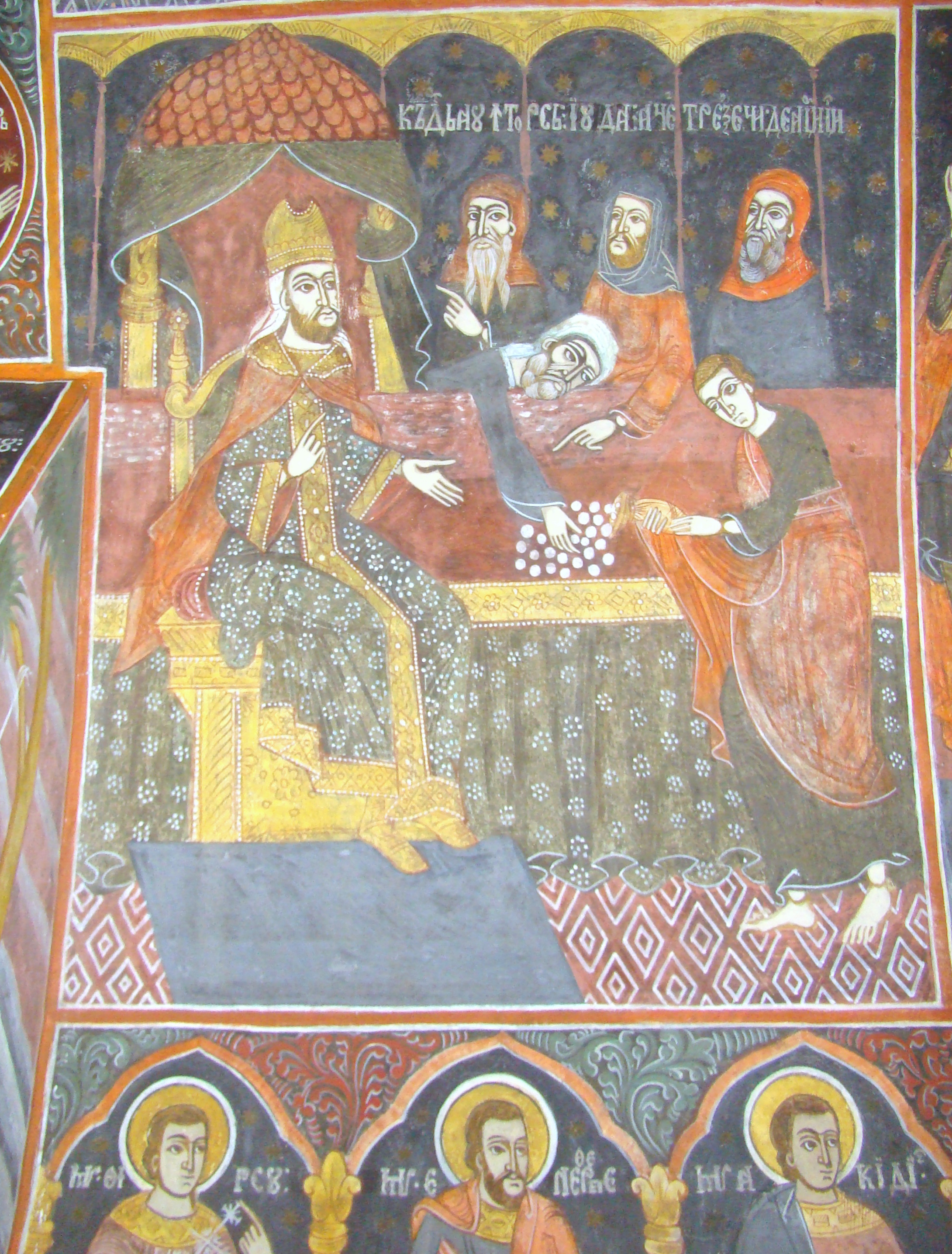
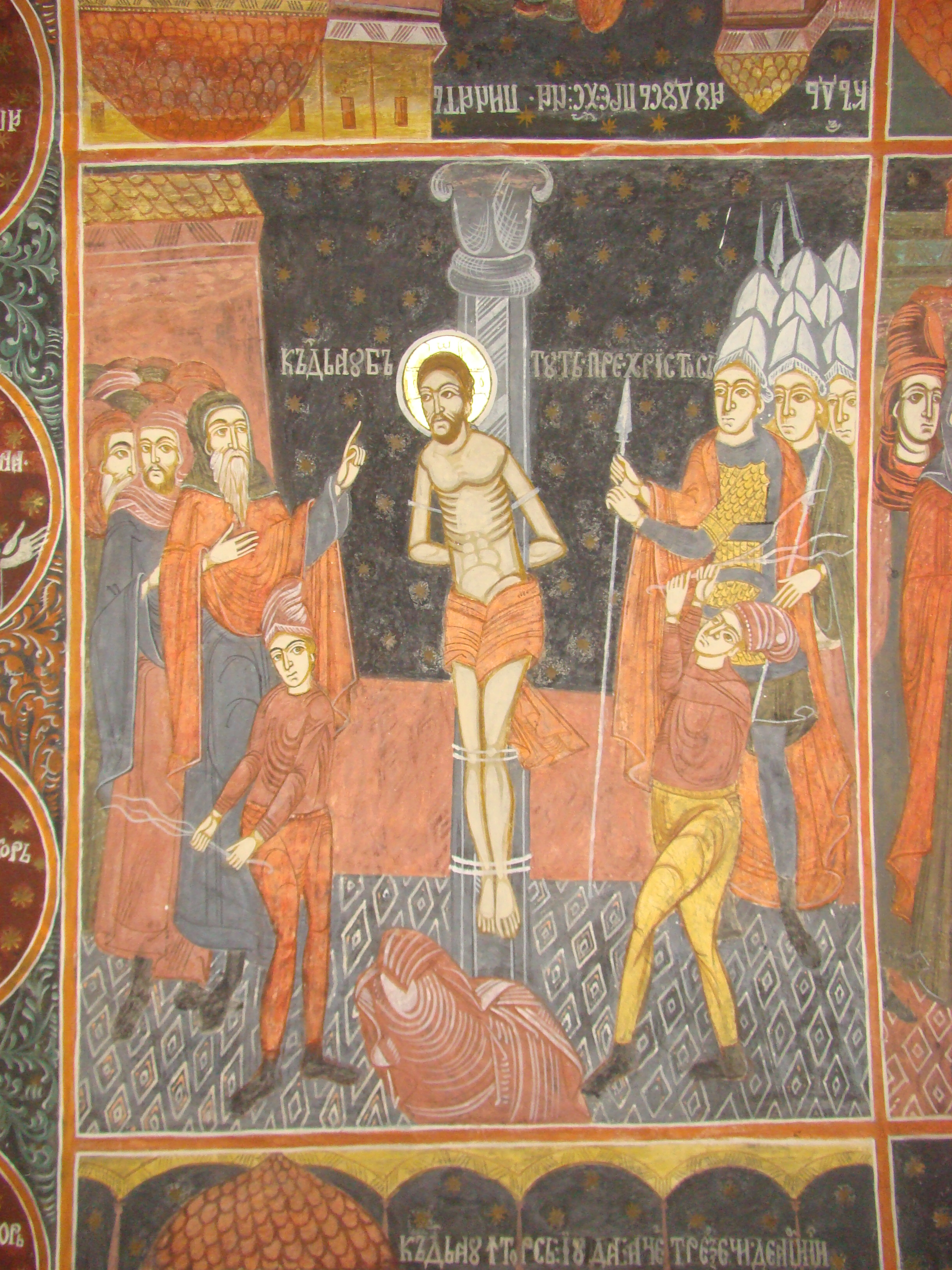
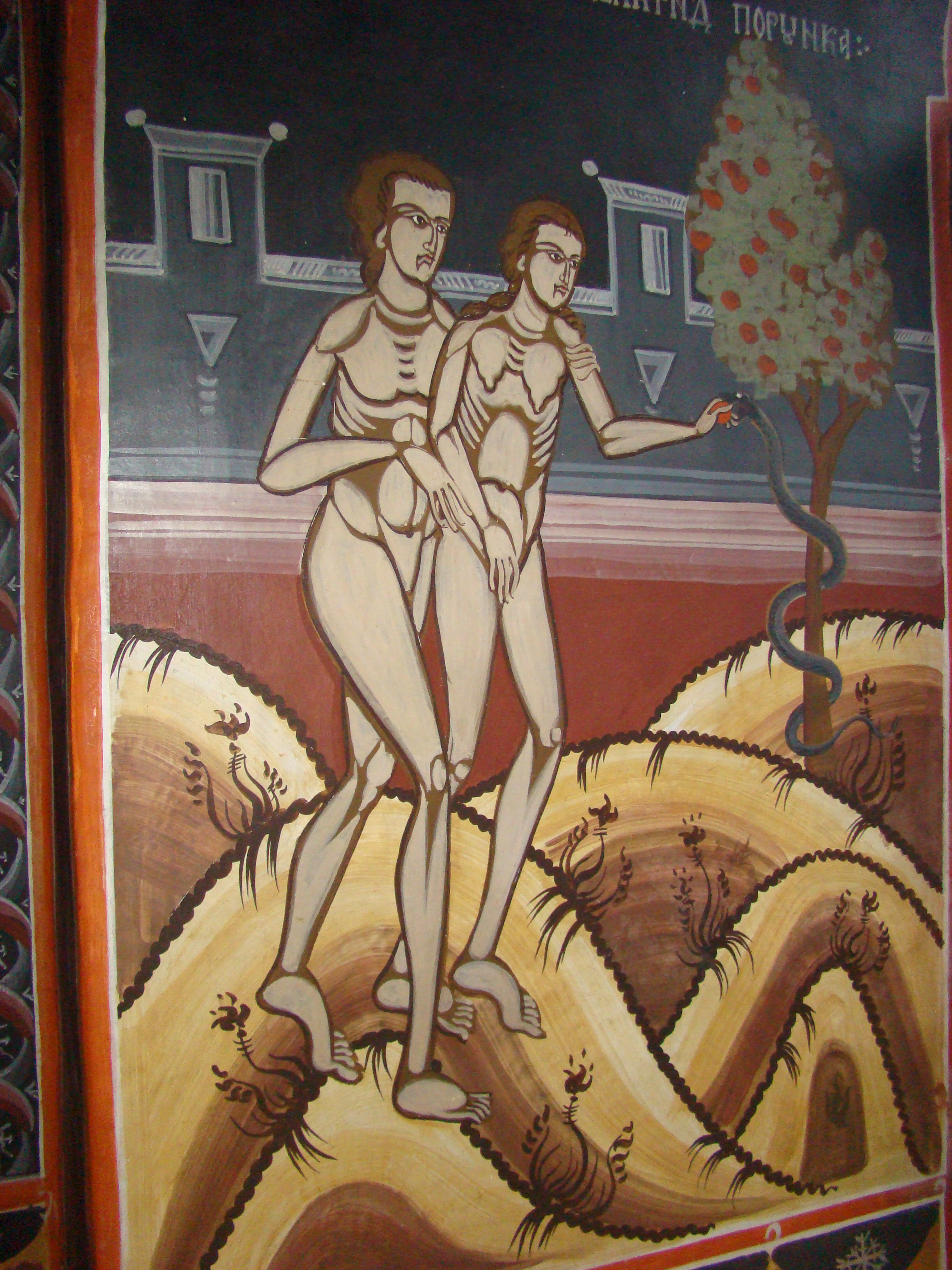
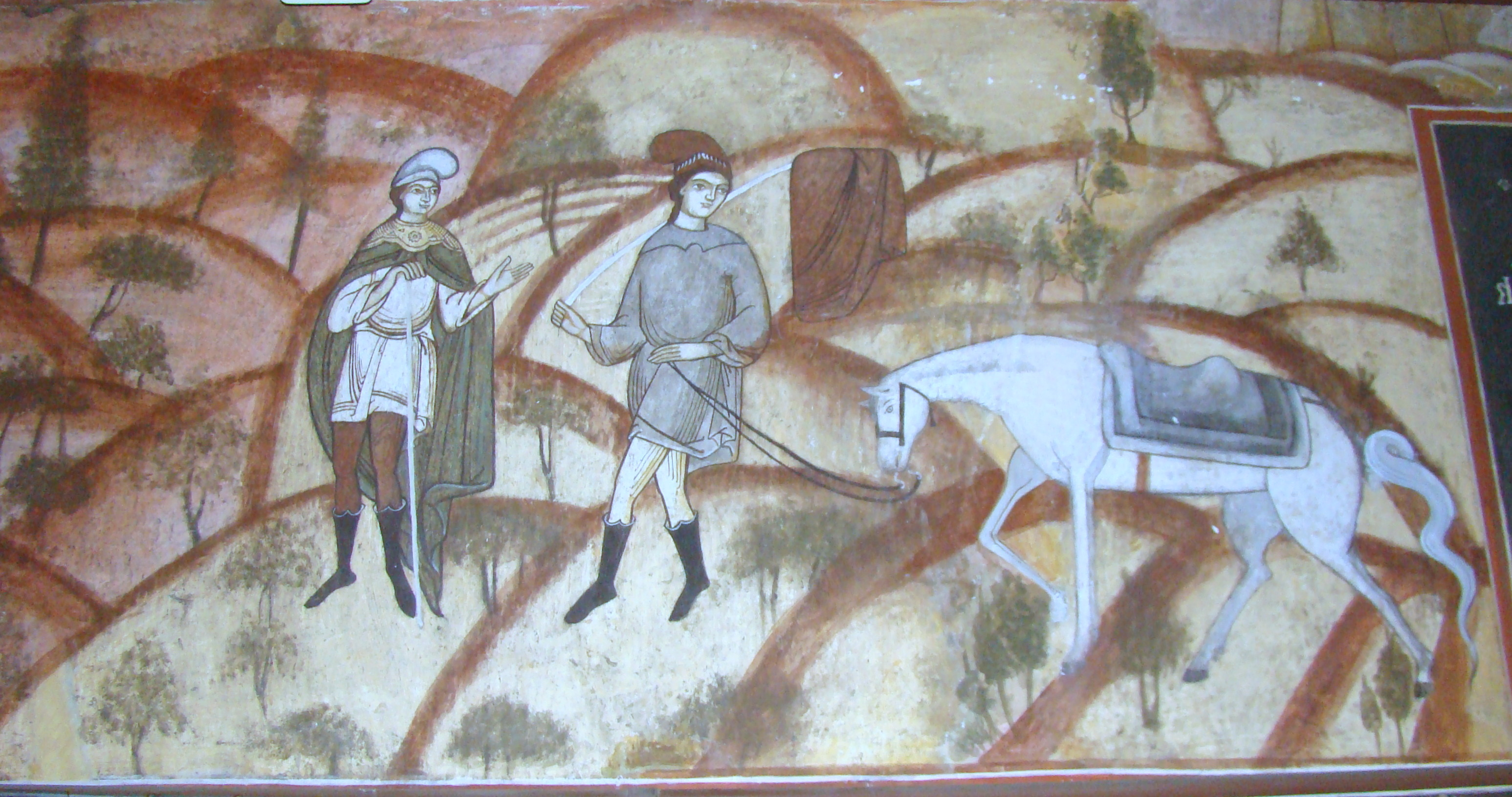
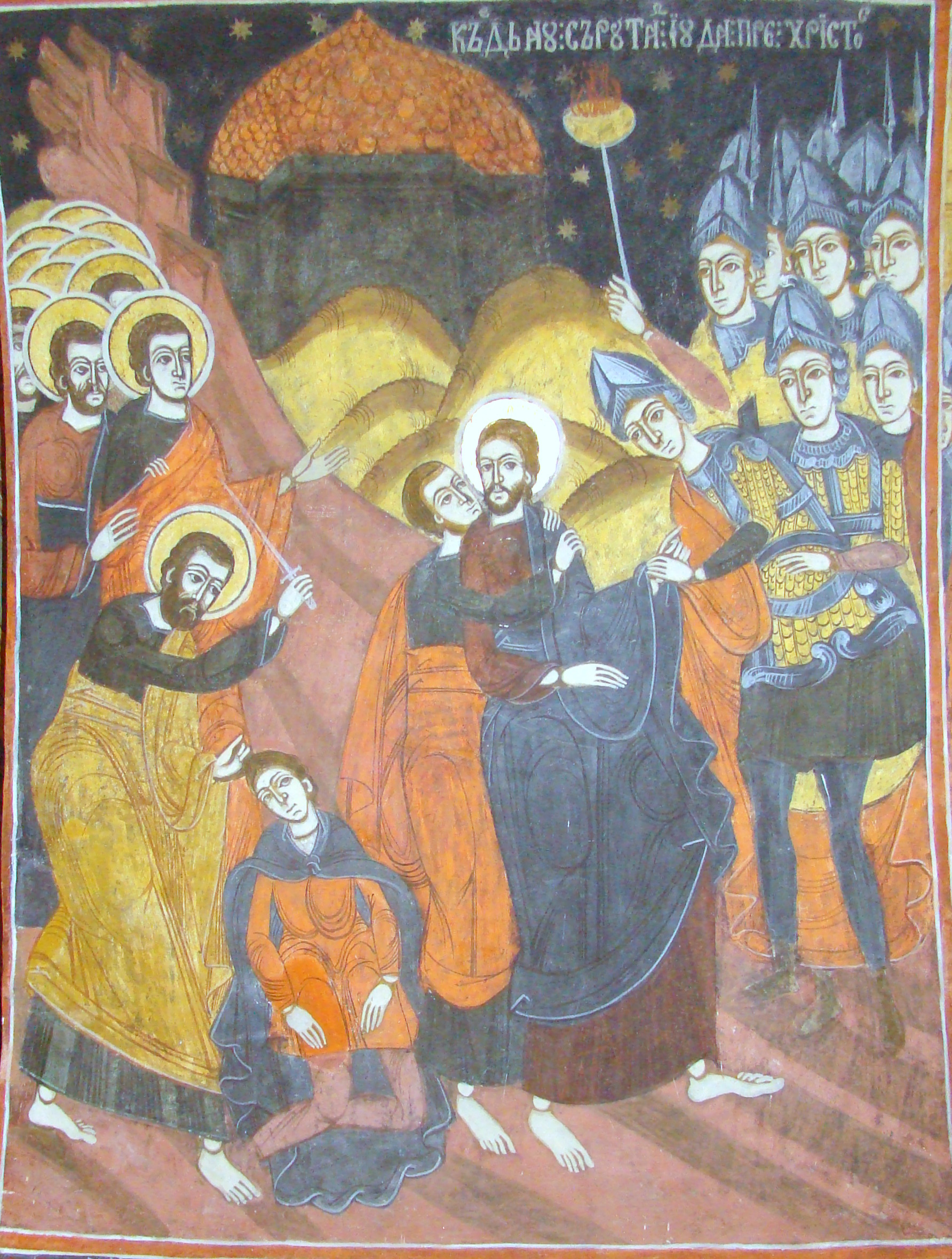
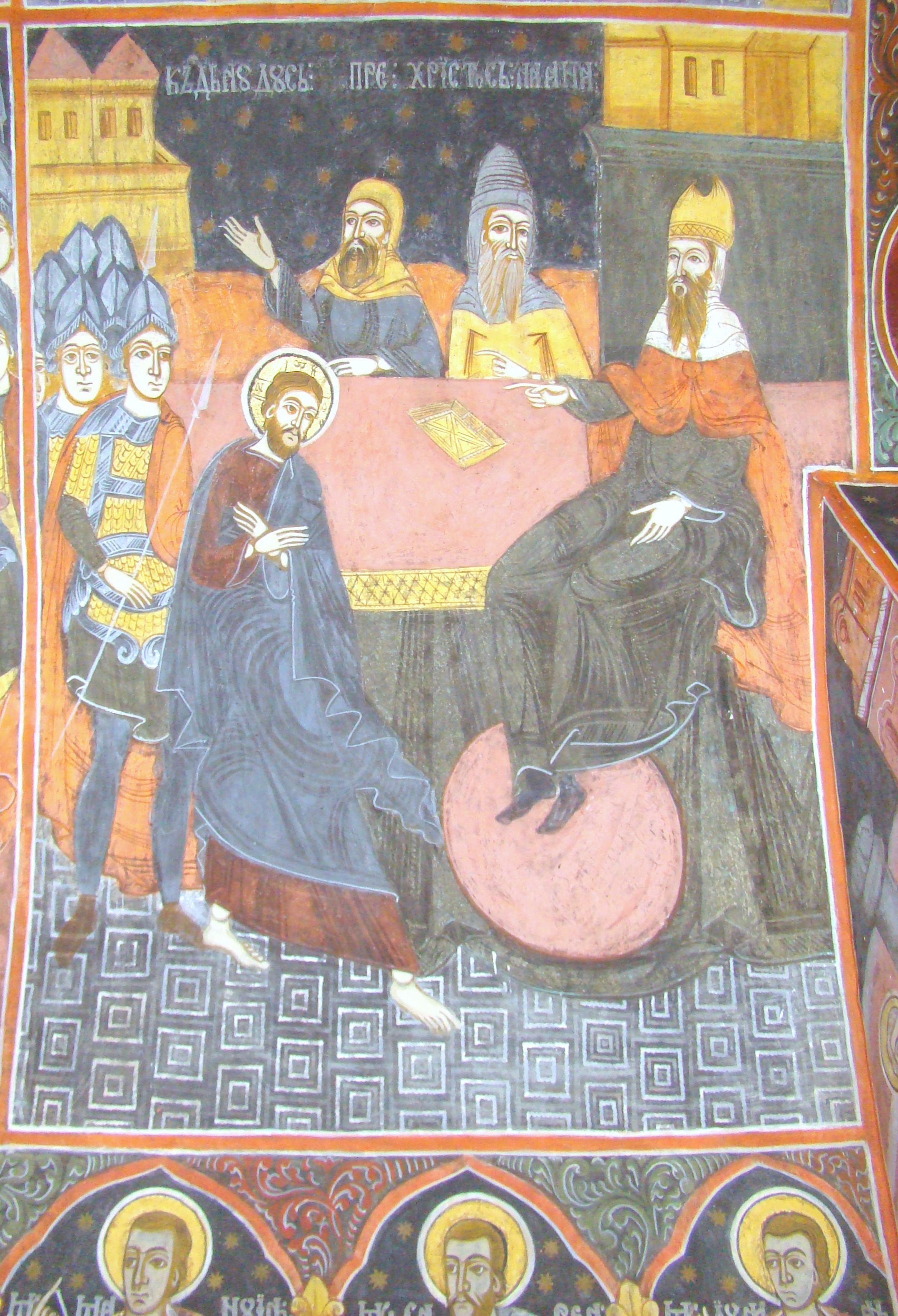
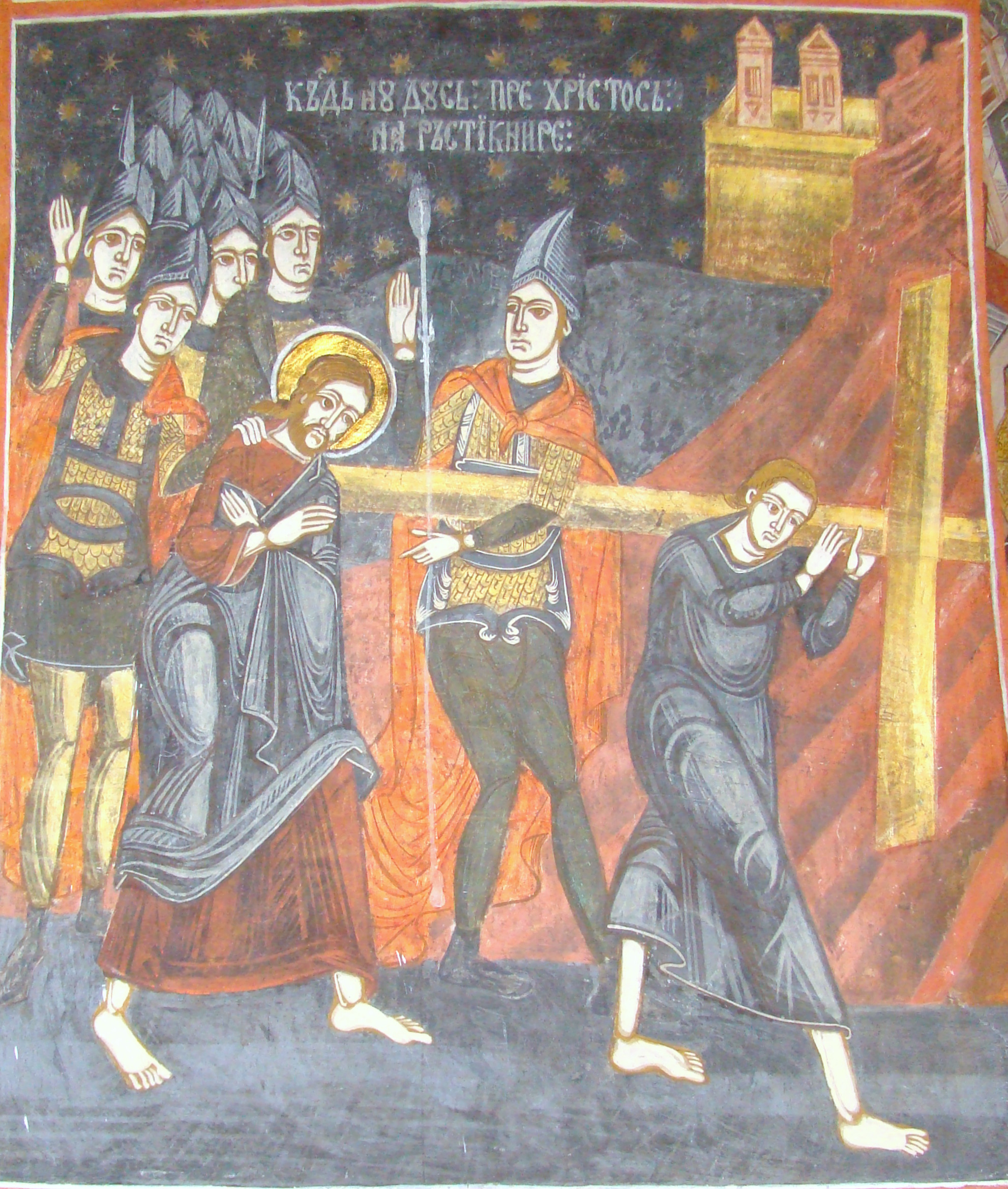

Materiale media legate de Biserica Sfântul Nicolae din Mohu la Wikimedia Commons

### Pictura de la Fofeldea

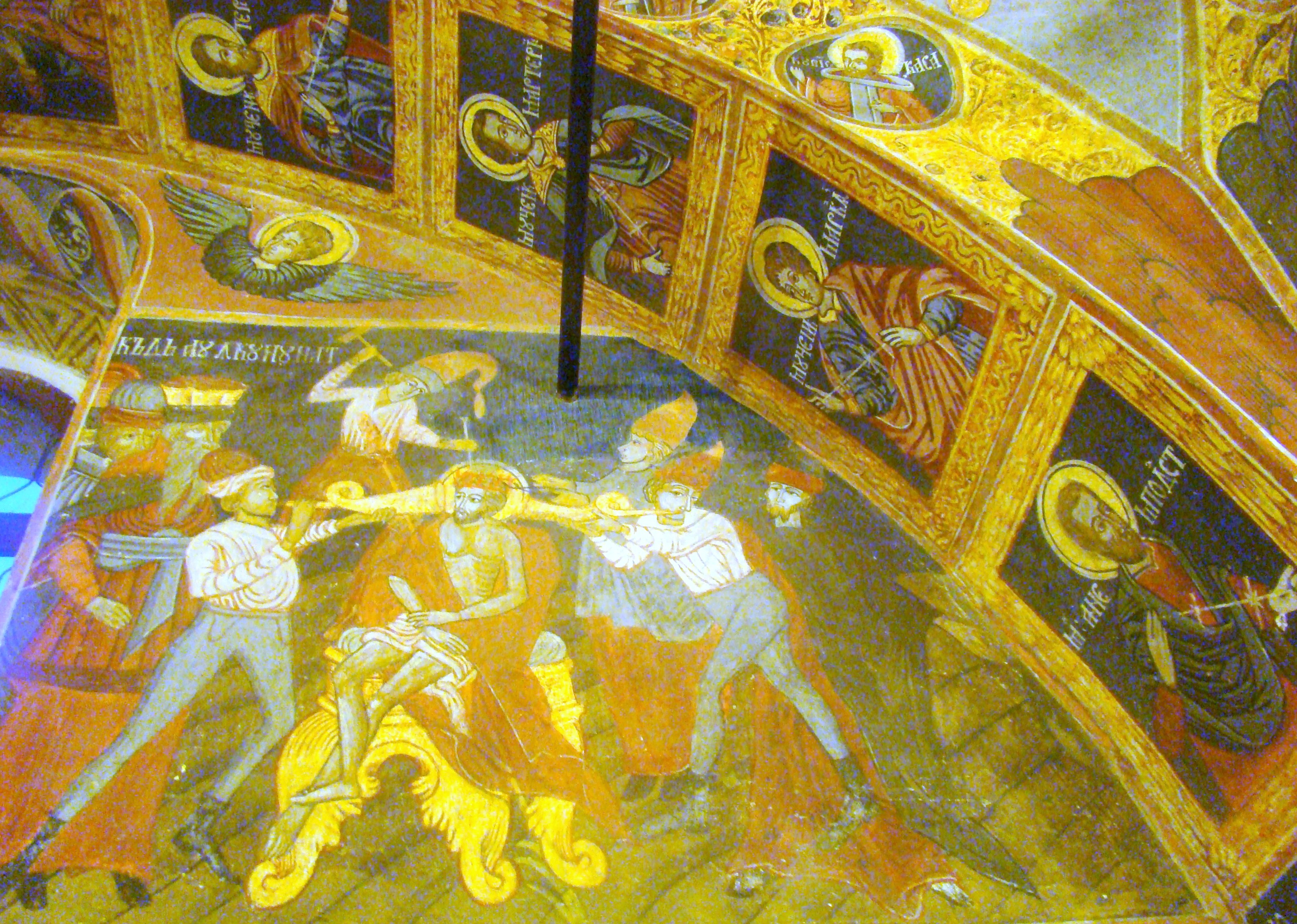
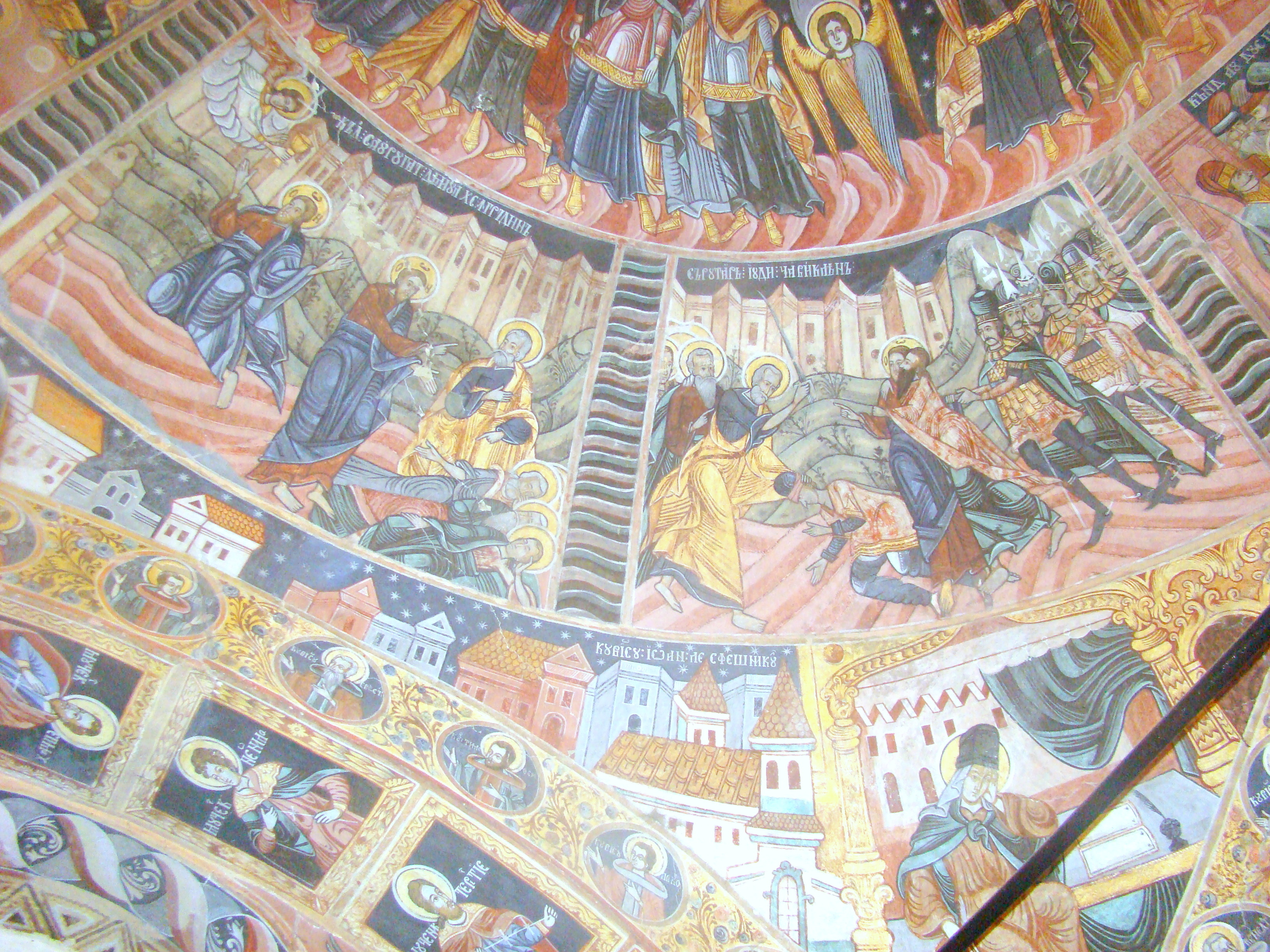
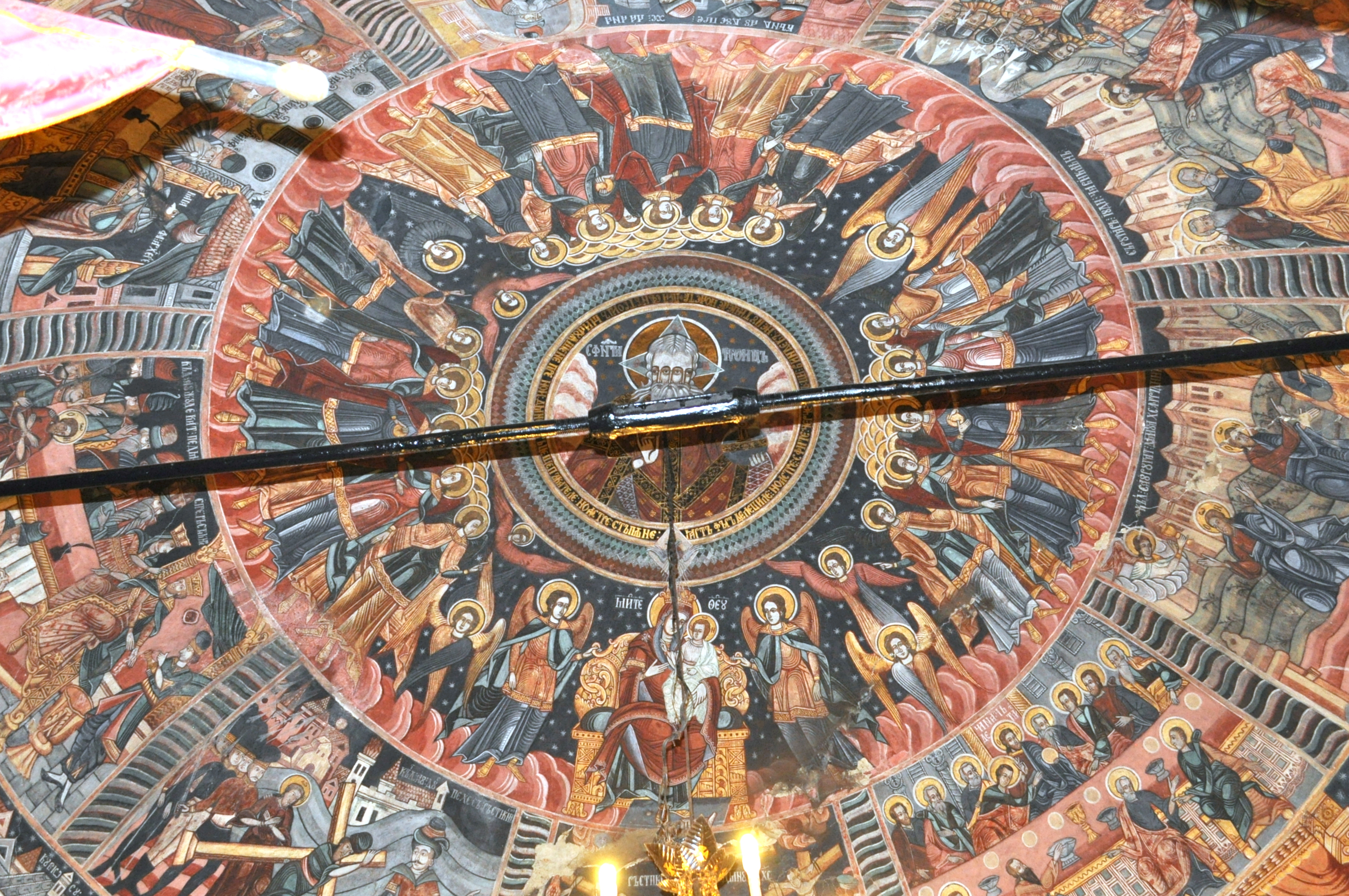
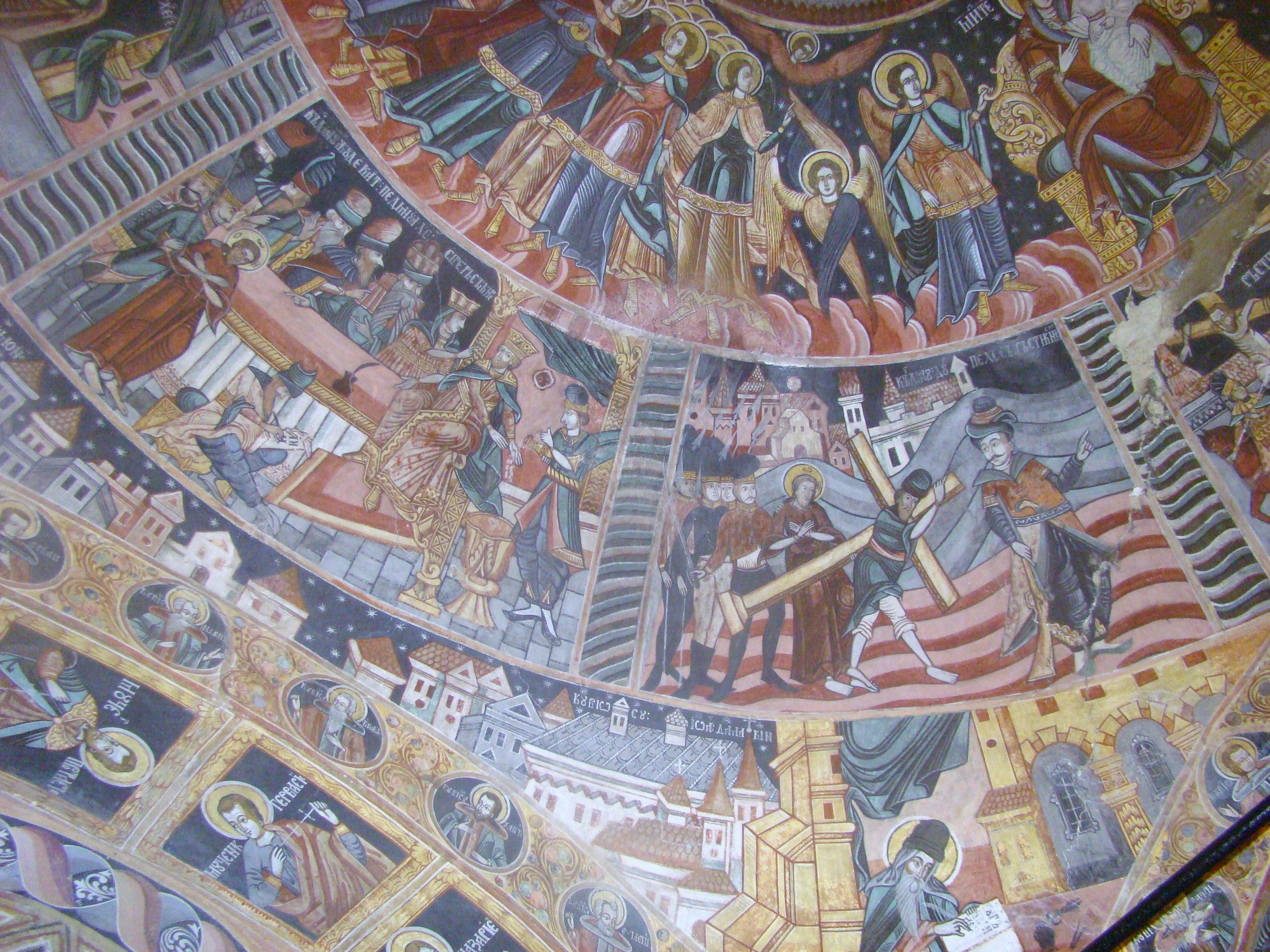

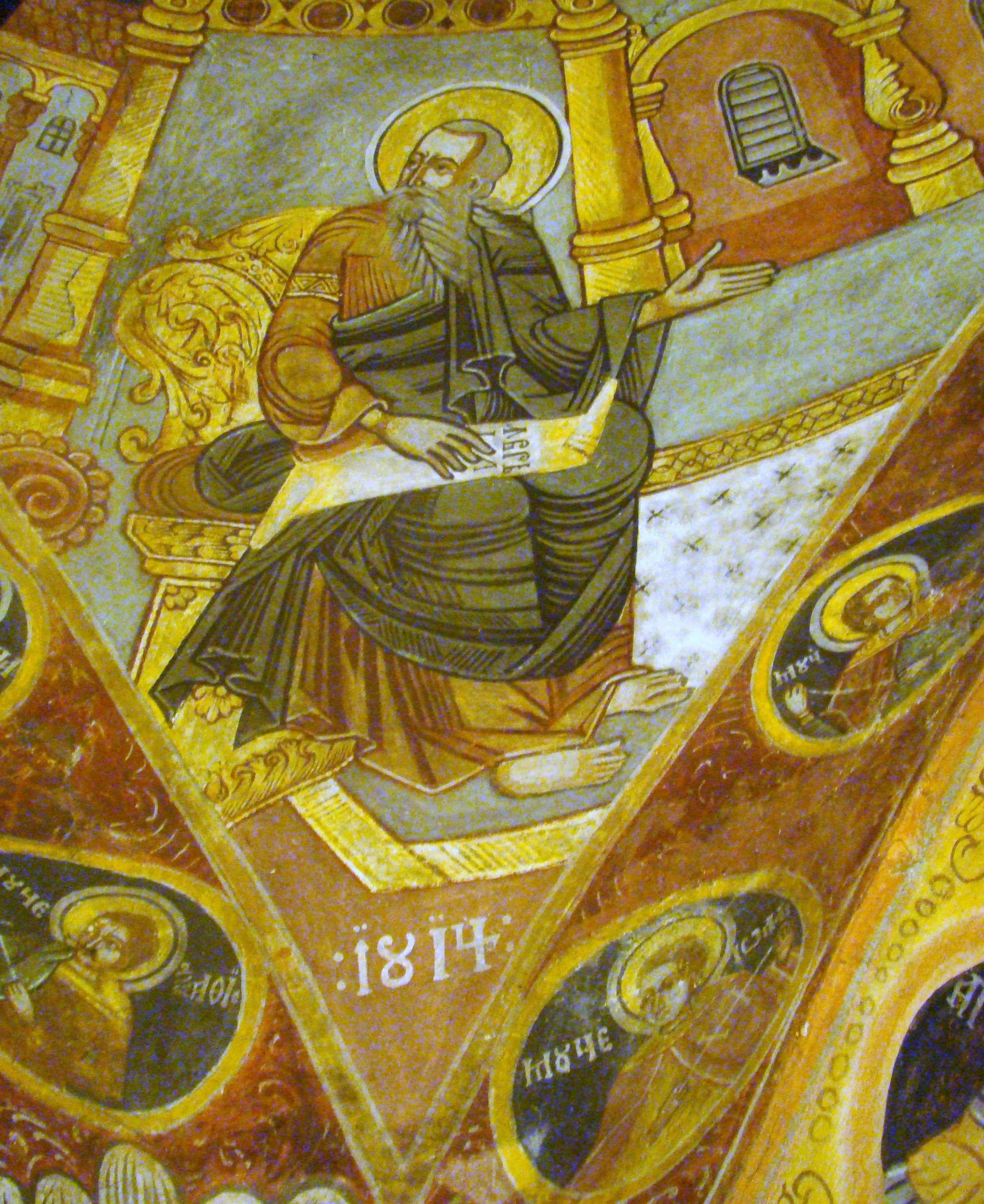
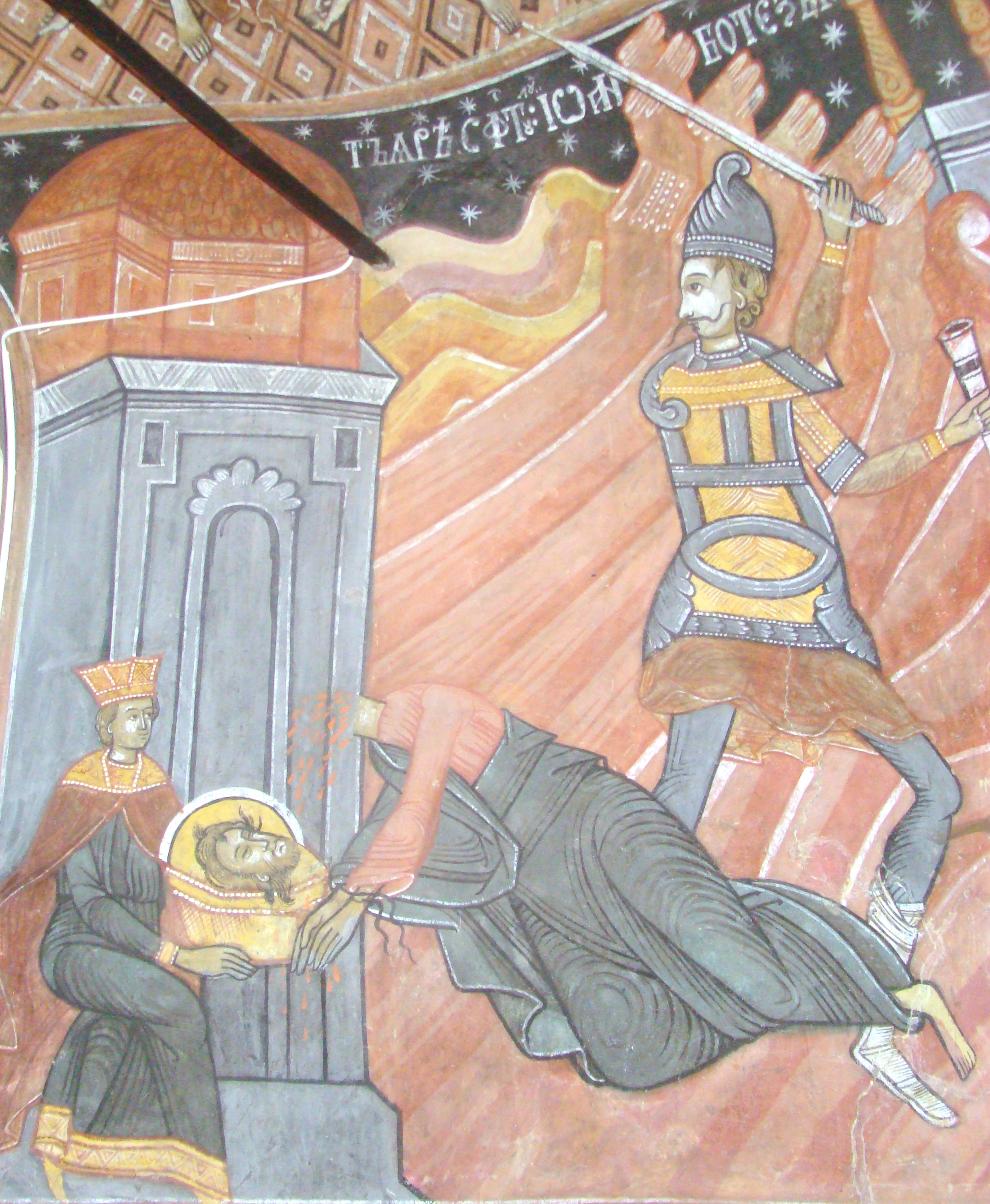
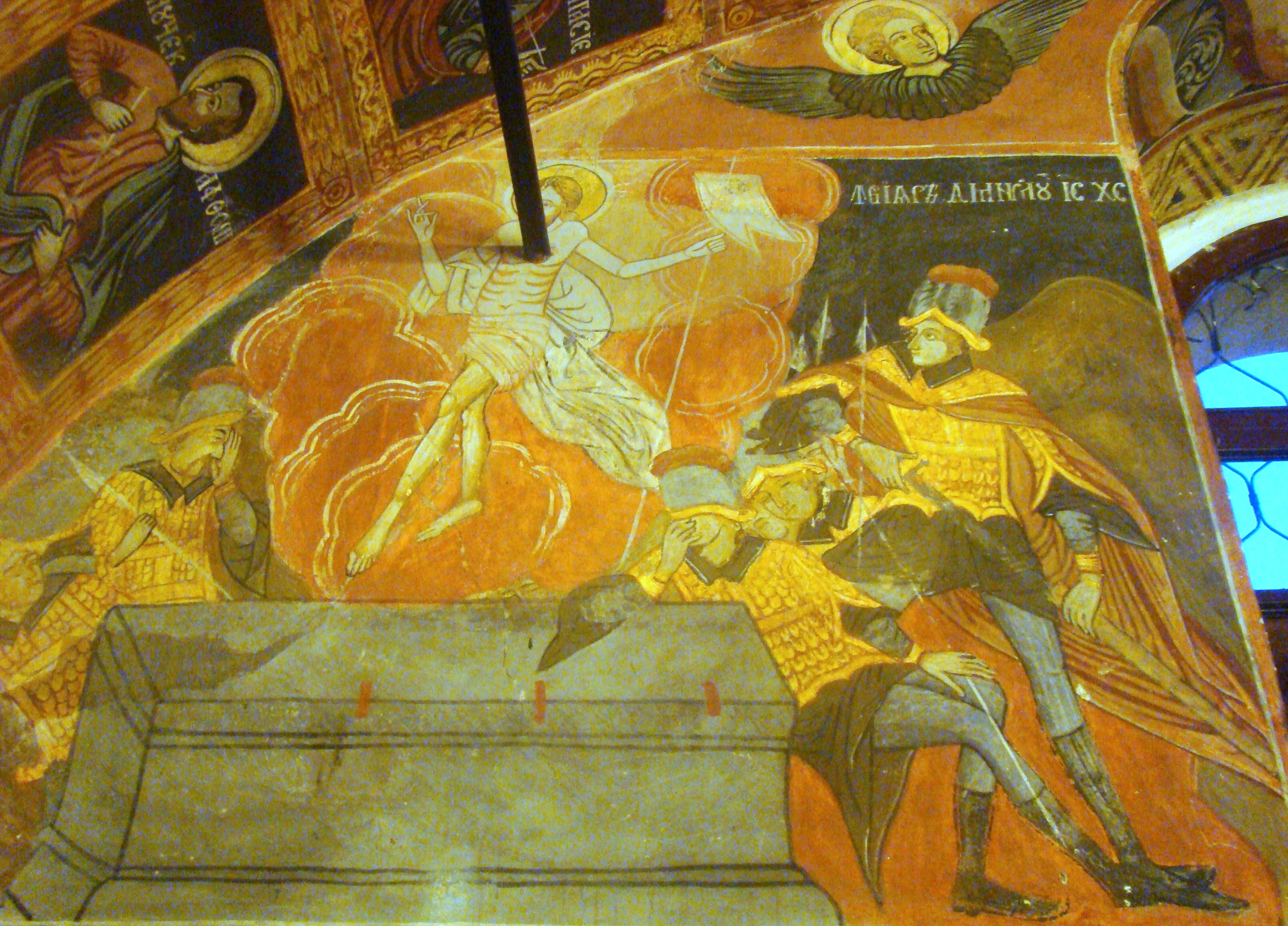
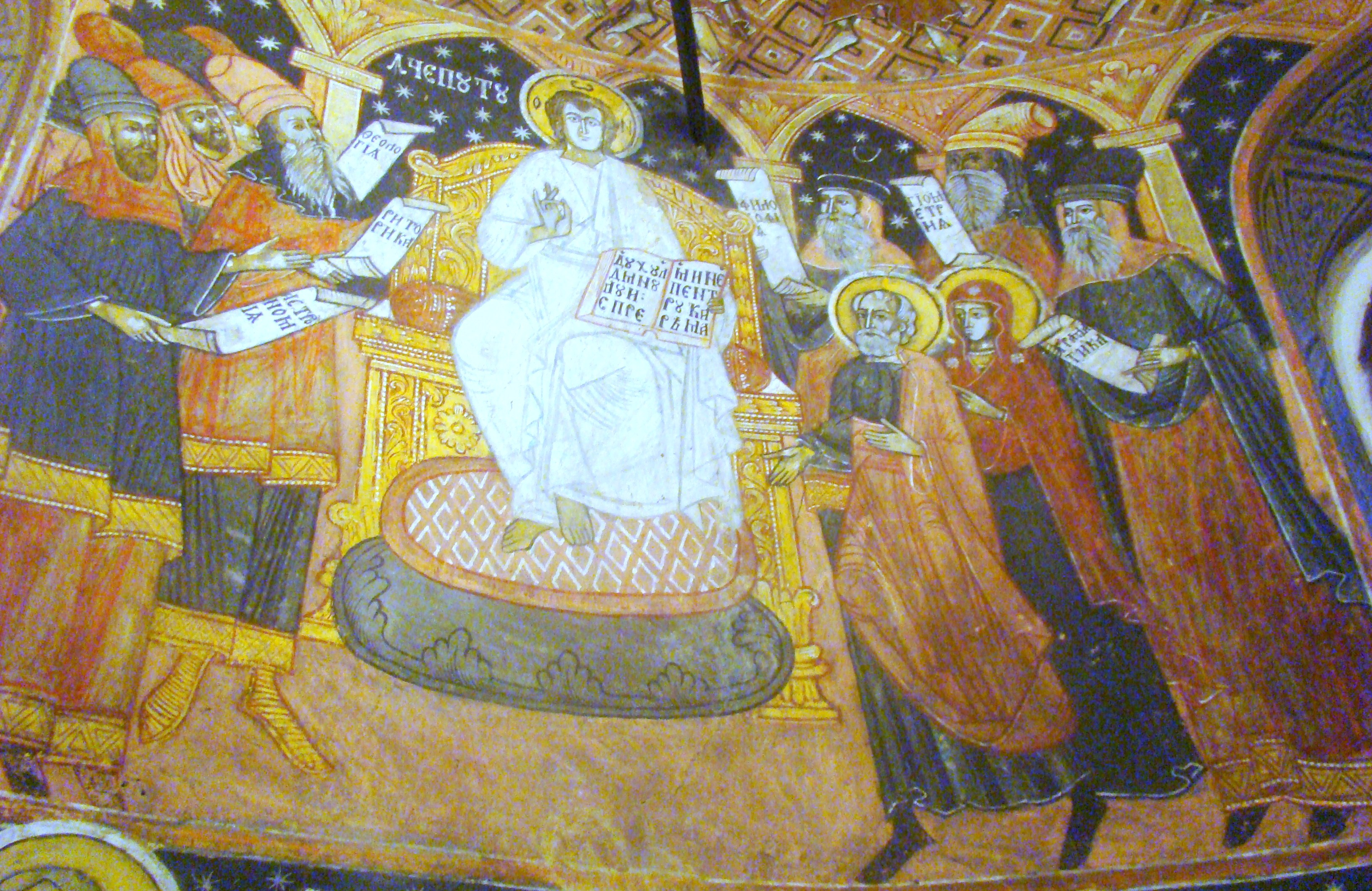

Materiale media legate de Biserica Sfântul Vasile din Fofeldea la Wikimedia Commons

### Pictura de la Cârțișoara-Streza

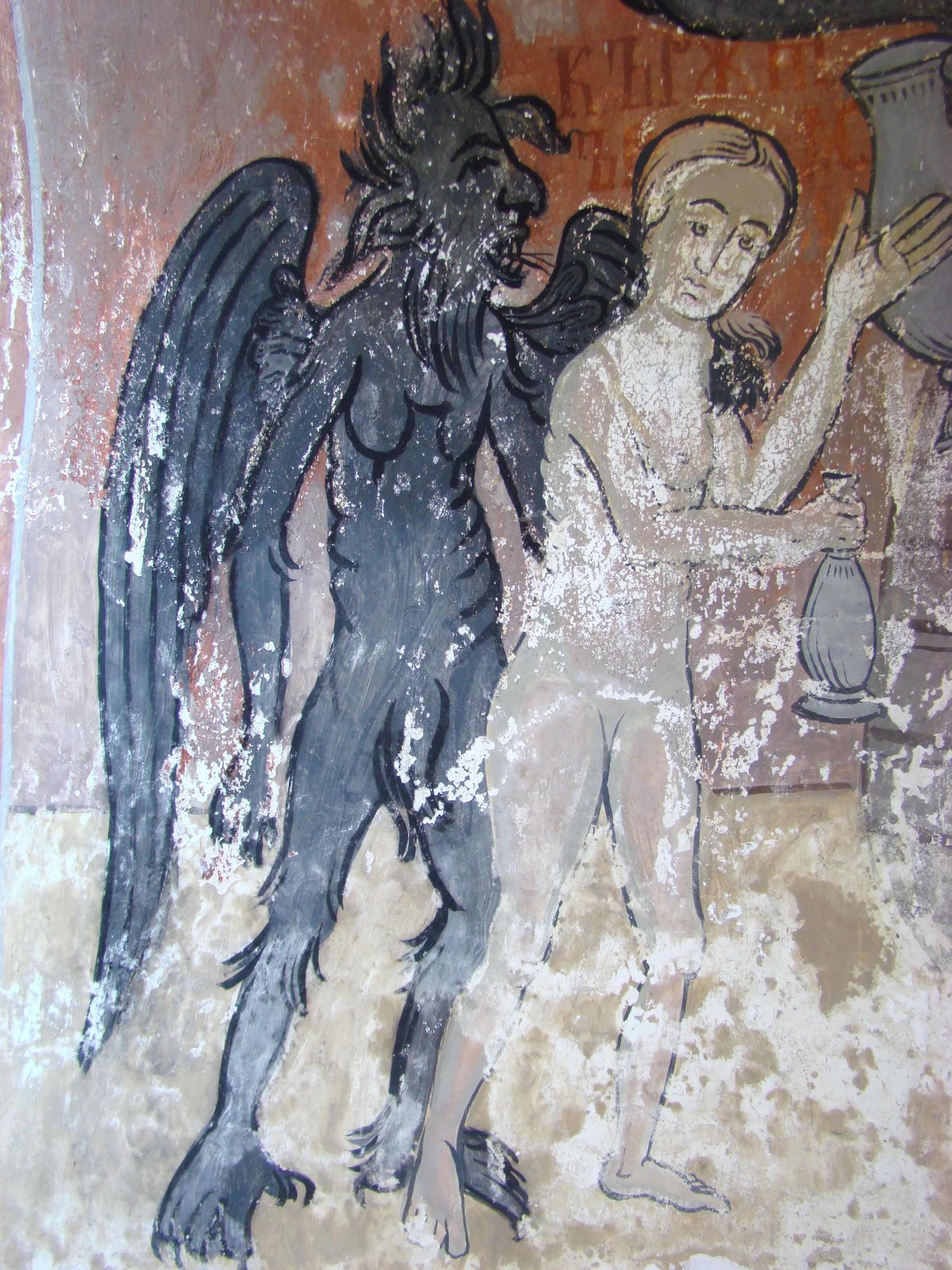
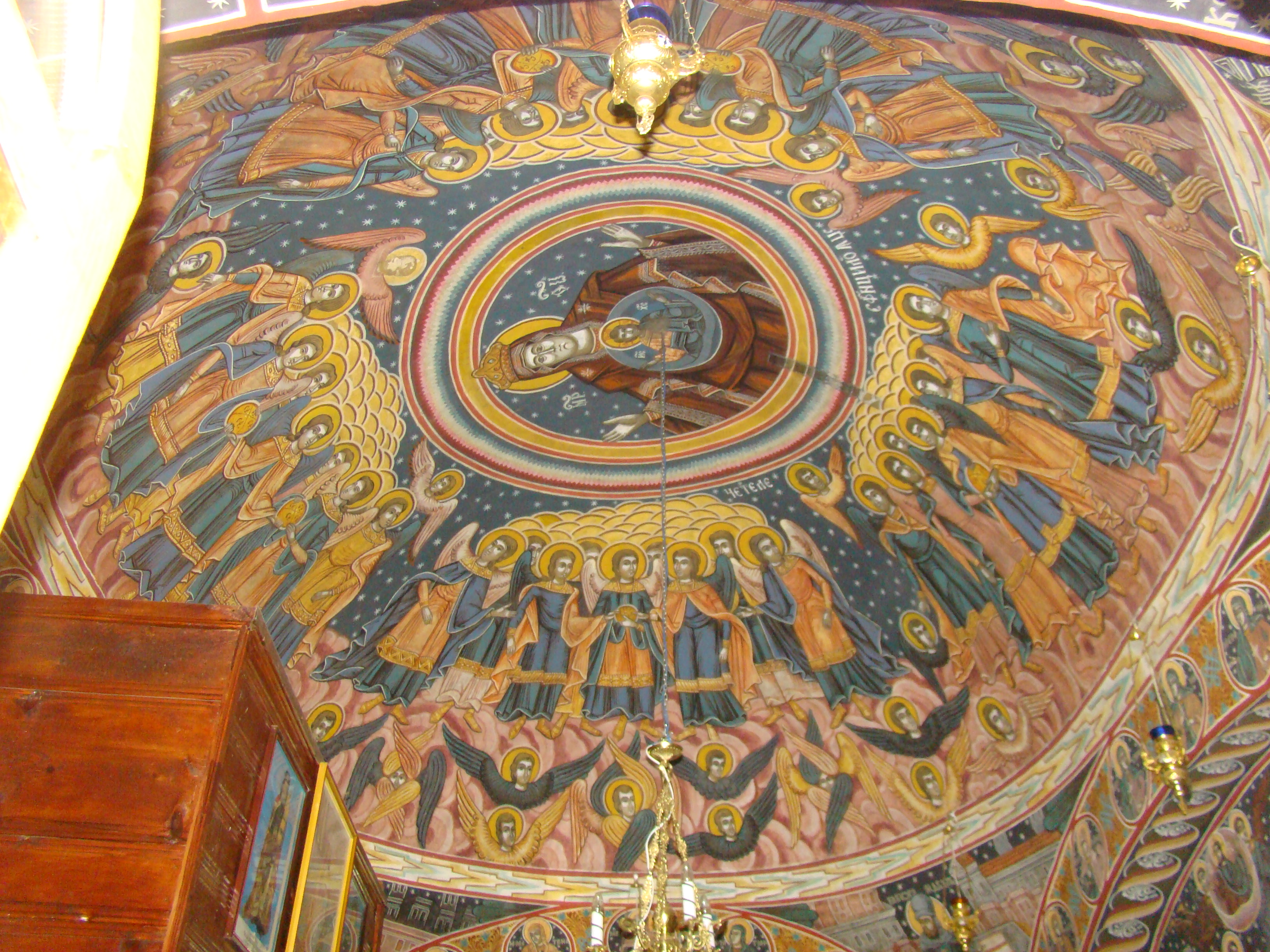
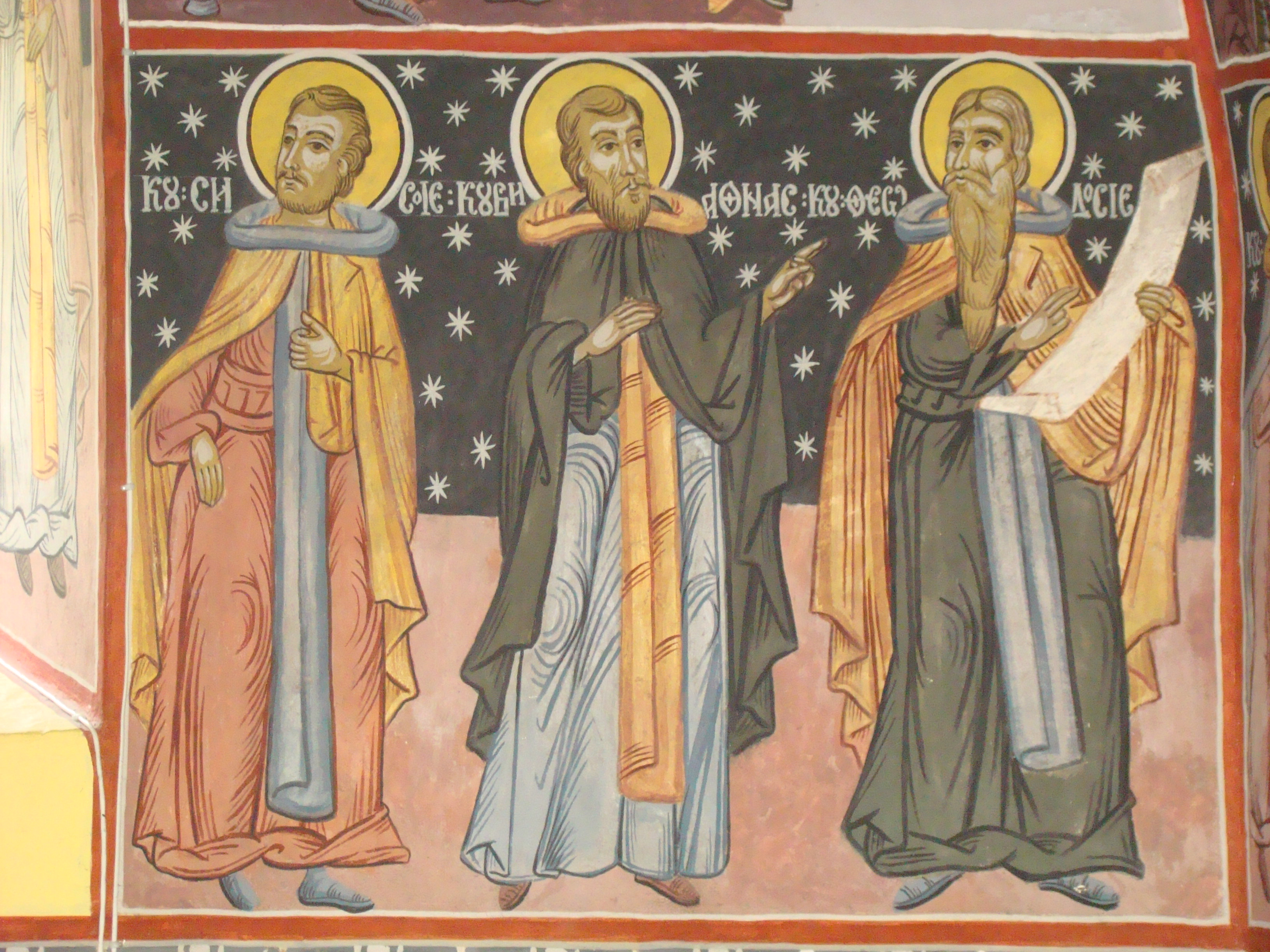
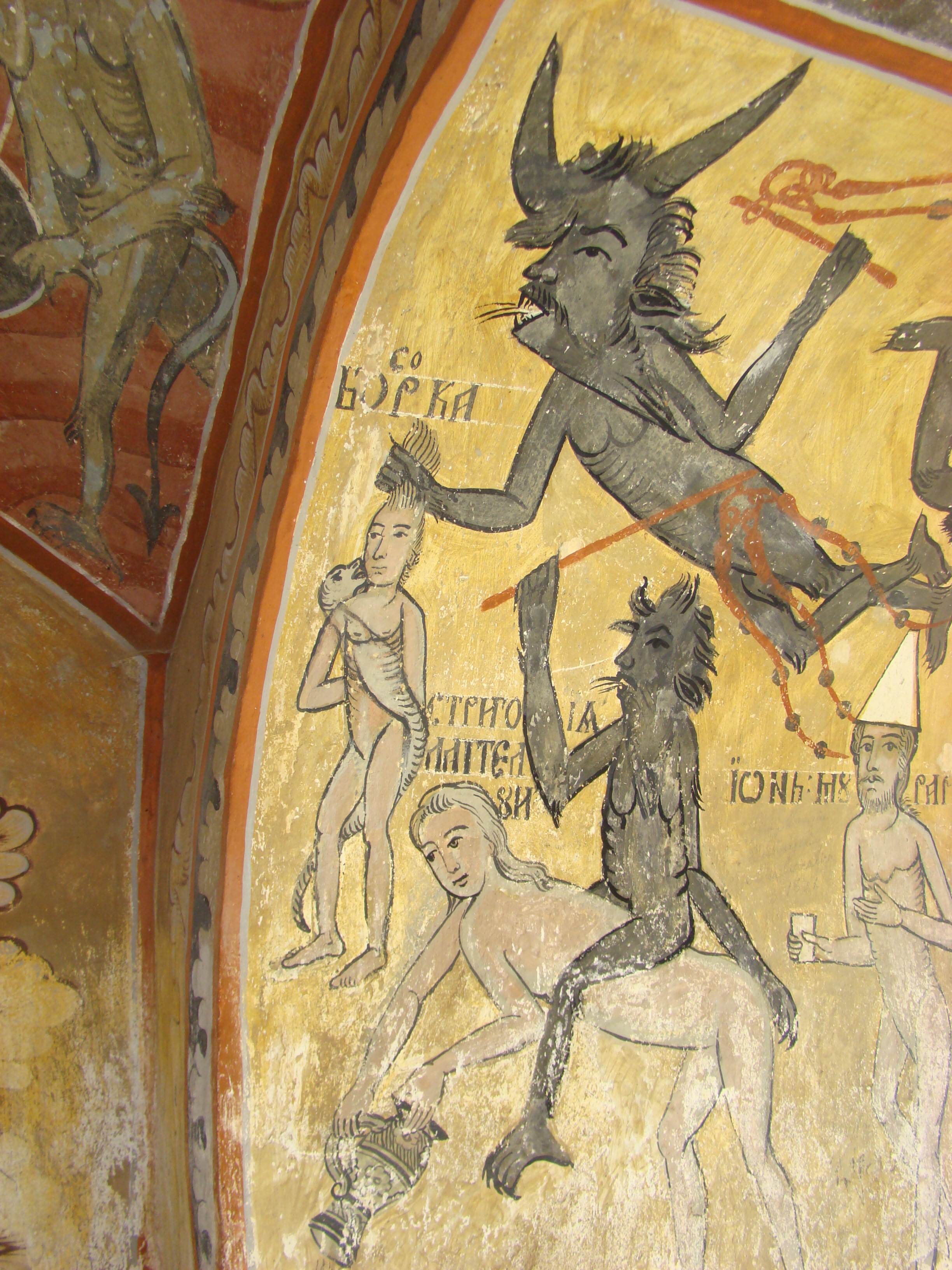
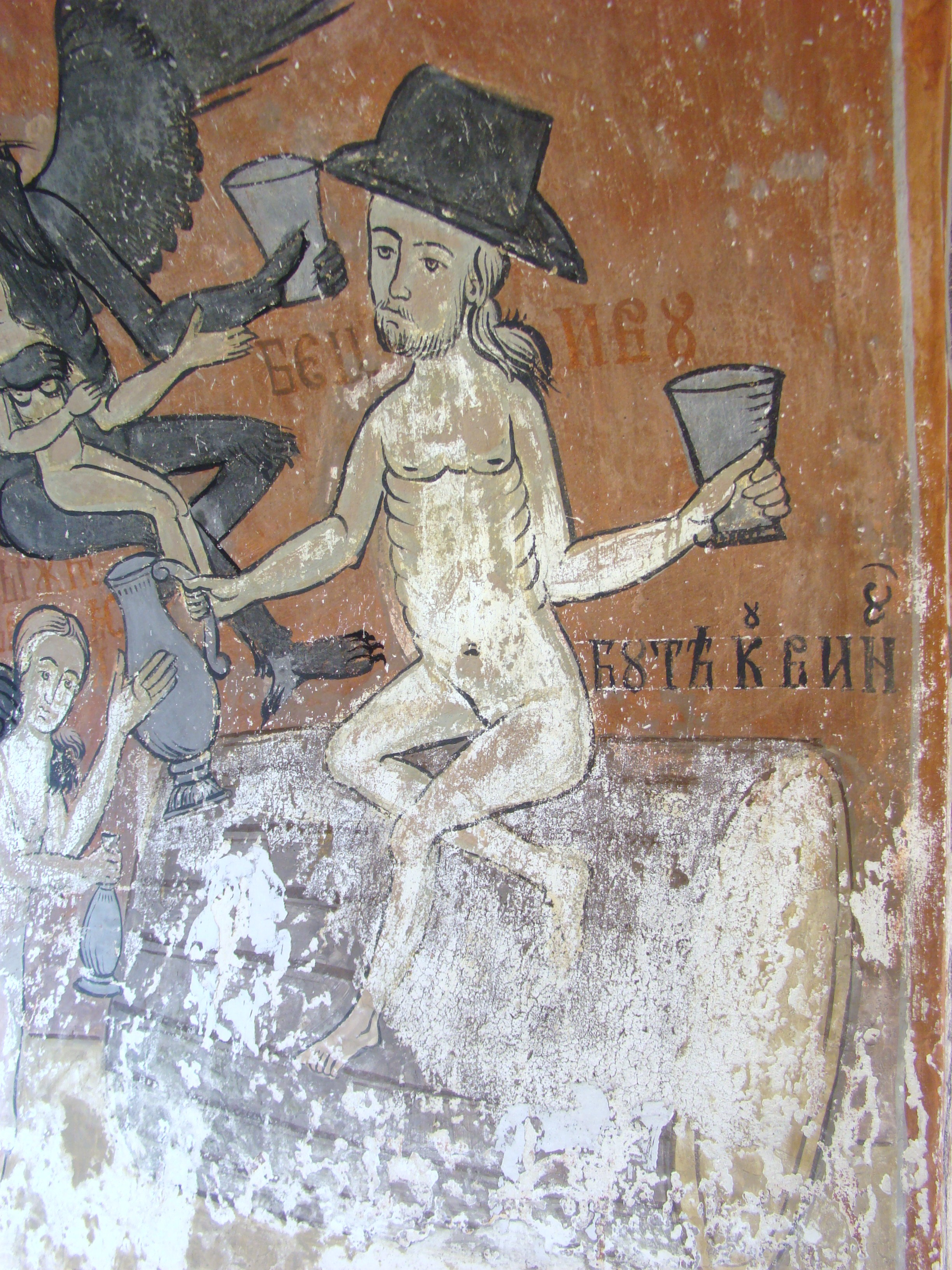

Materiale media legate de Biserica „Buna Vestire” din Cârțișoara la Wikimedia Commons

### Pictura de la Arpașu de Sus

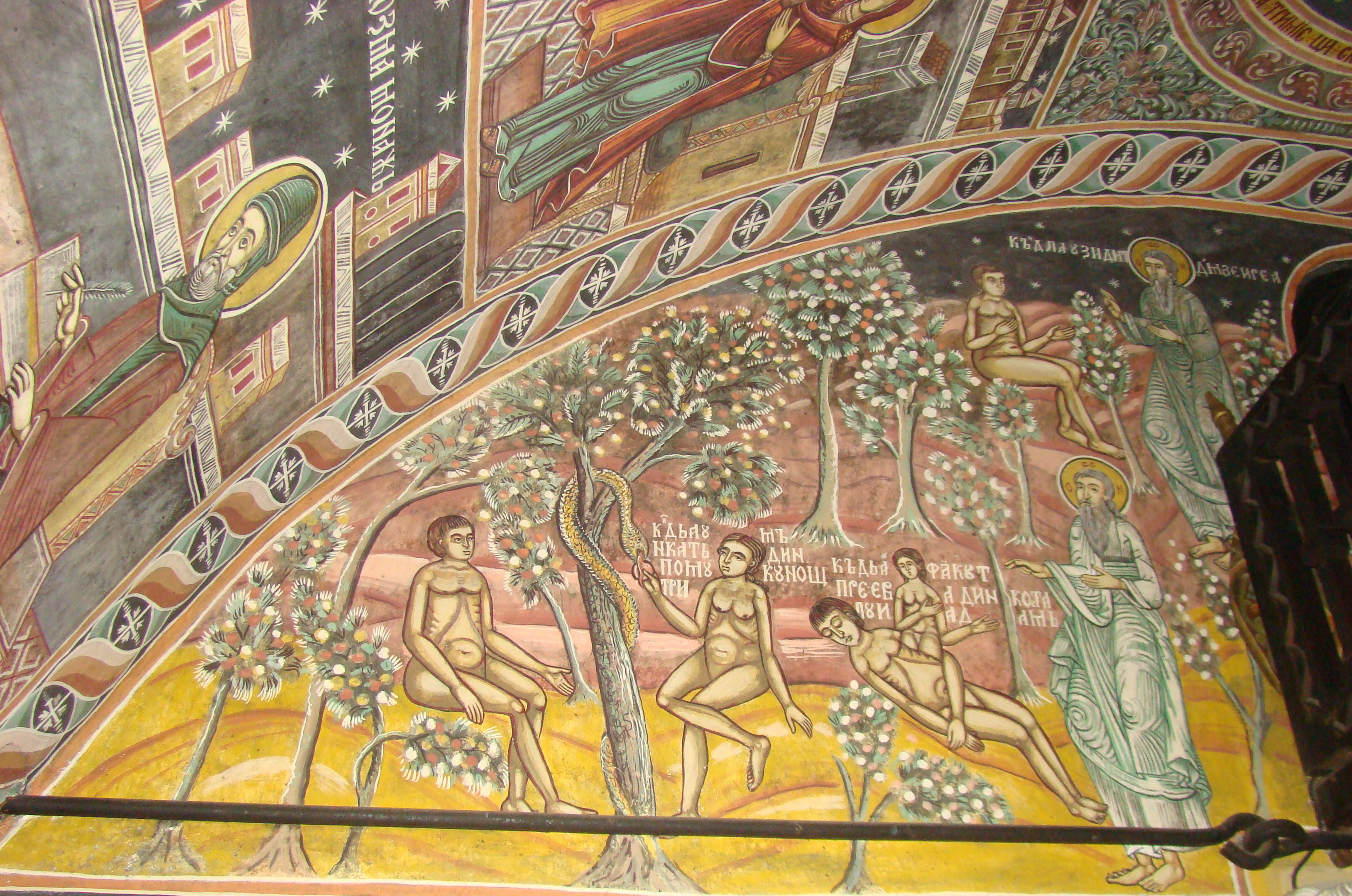
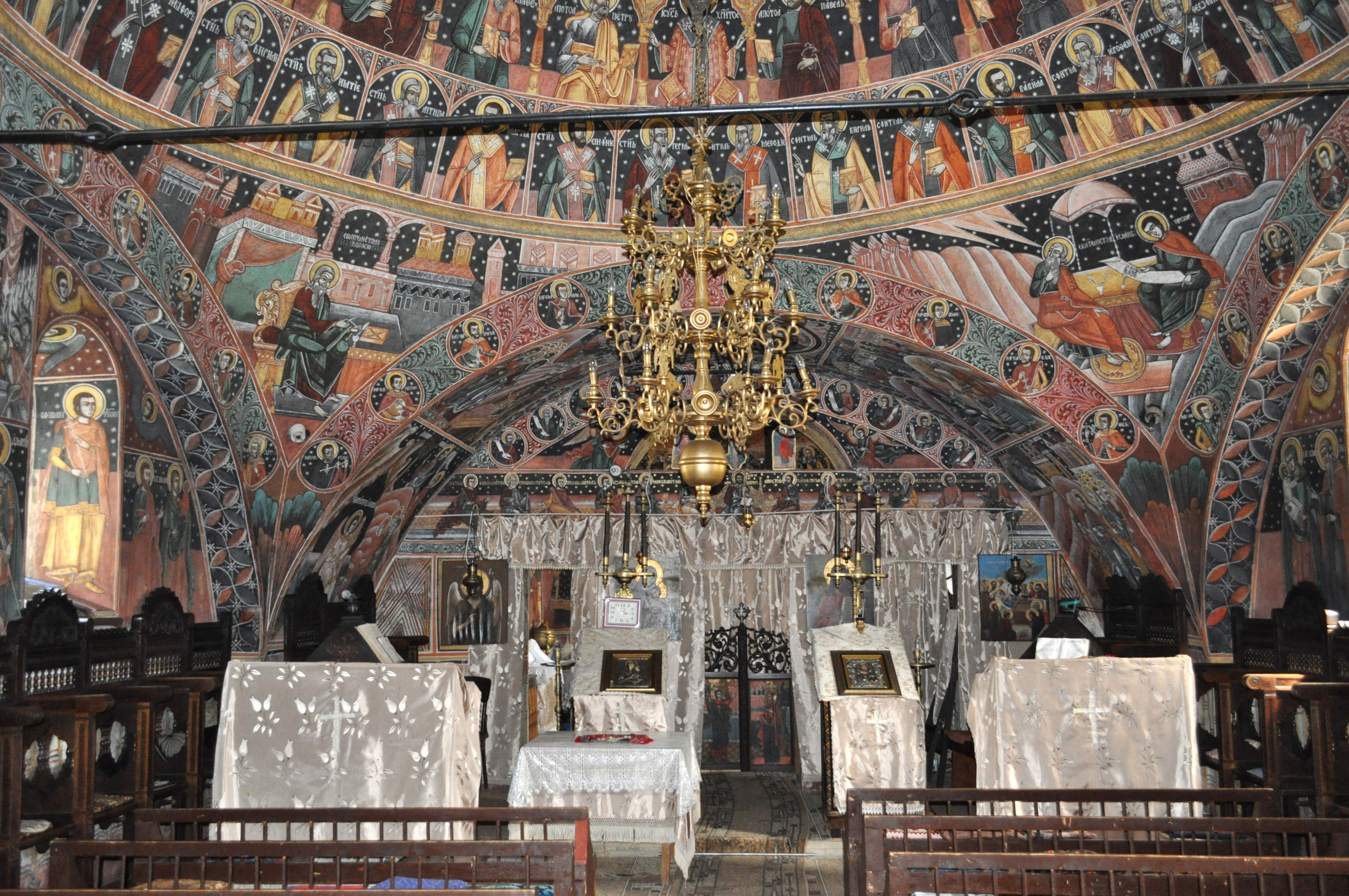
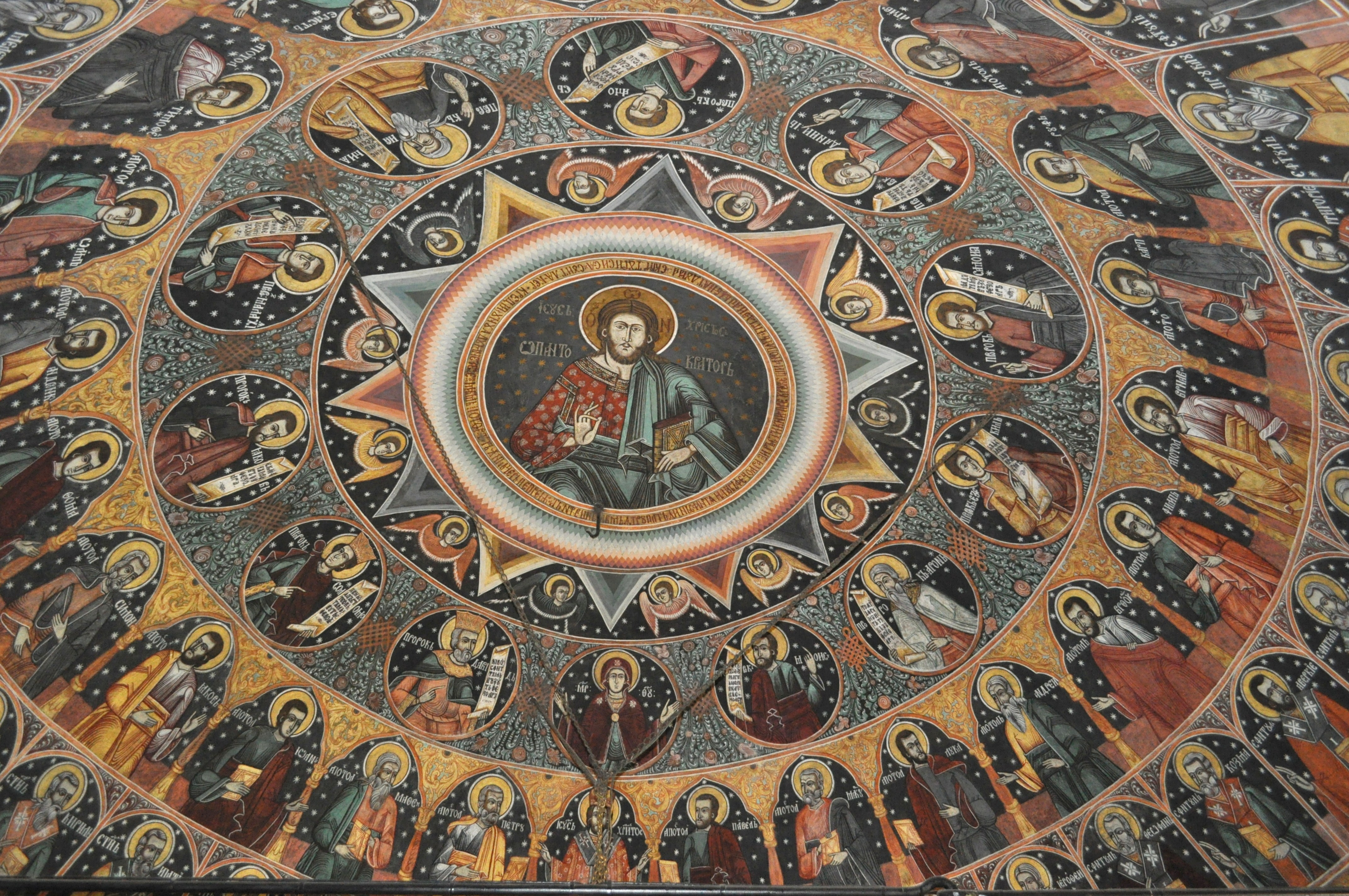

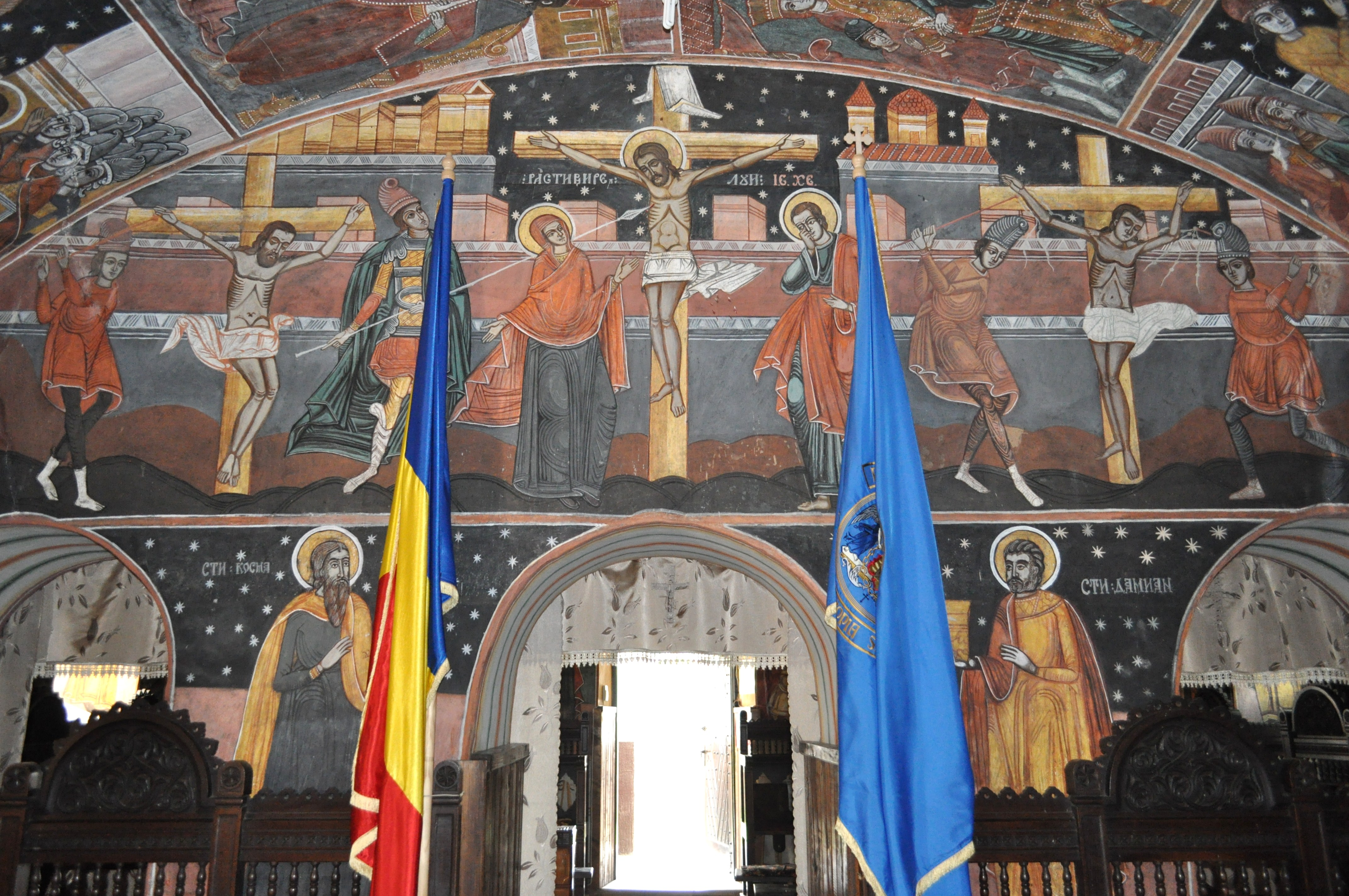
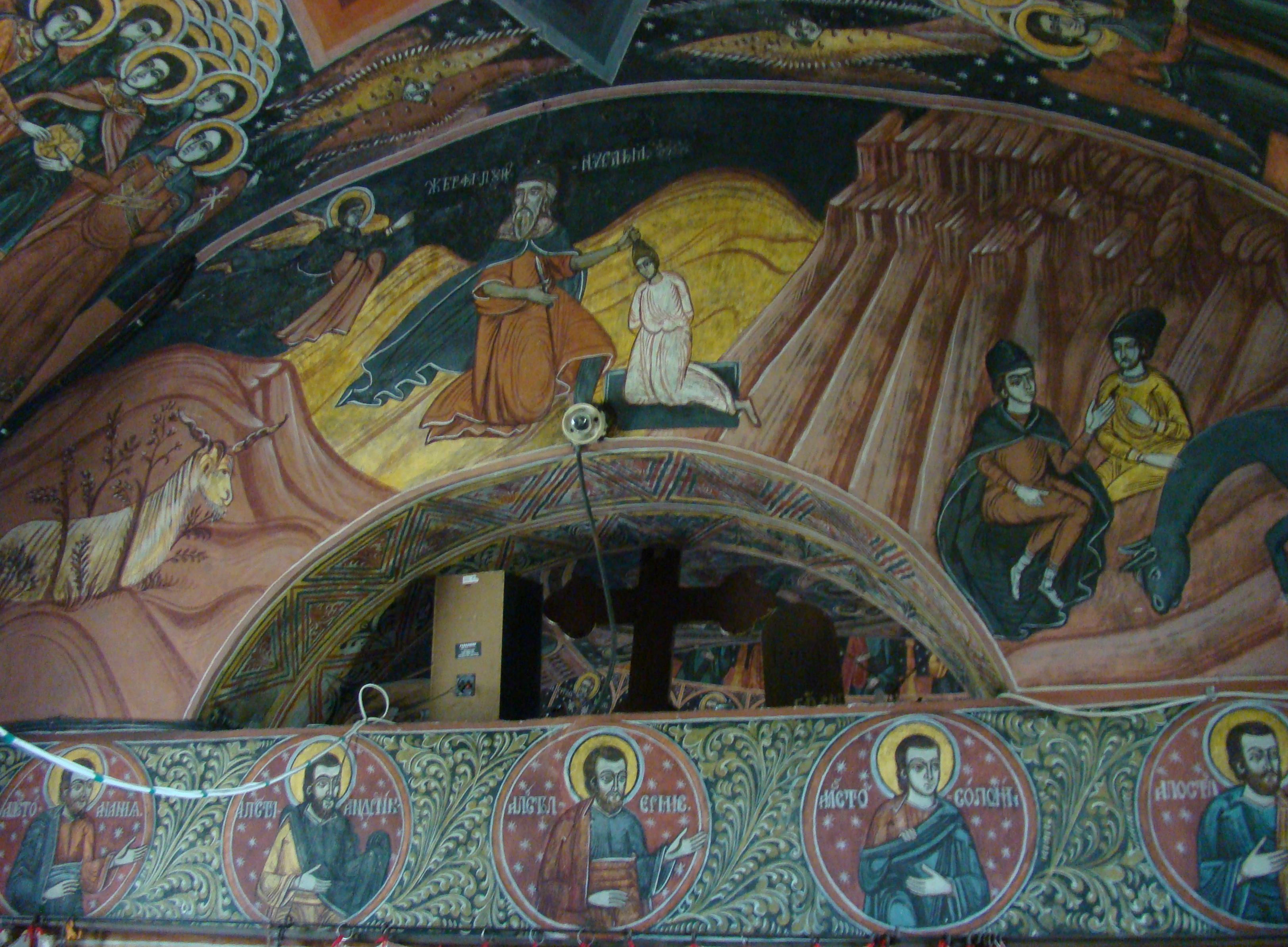
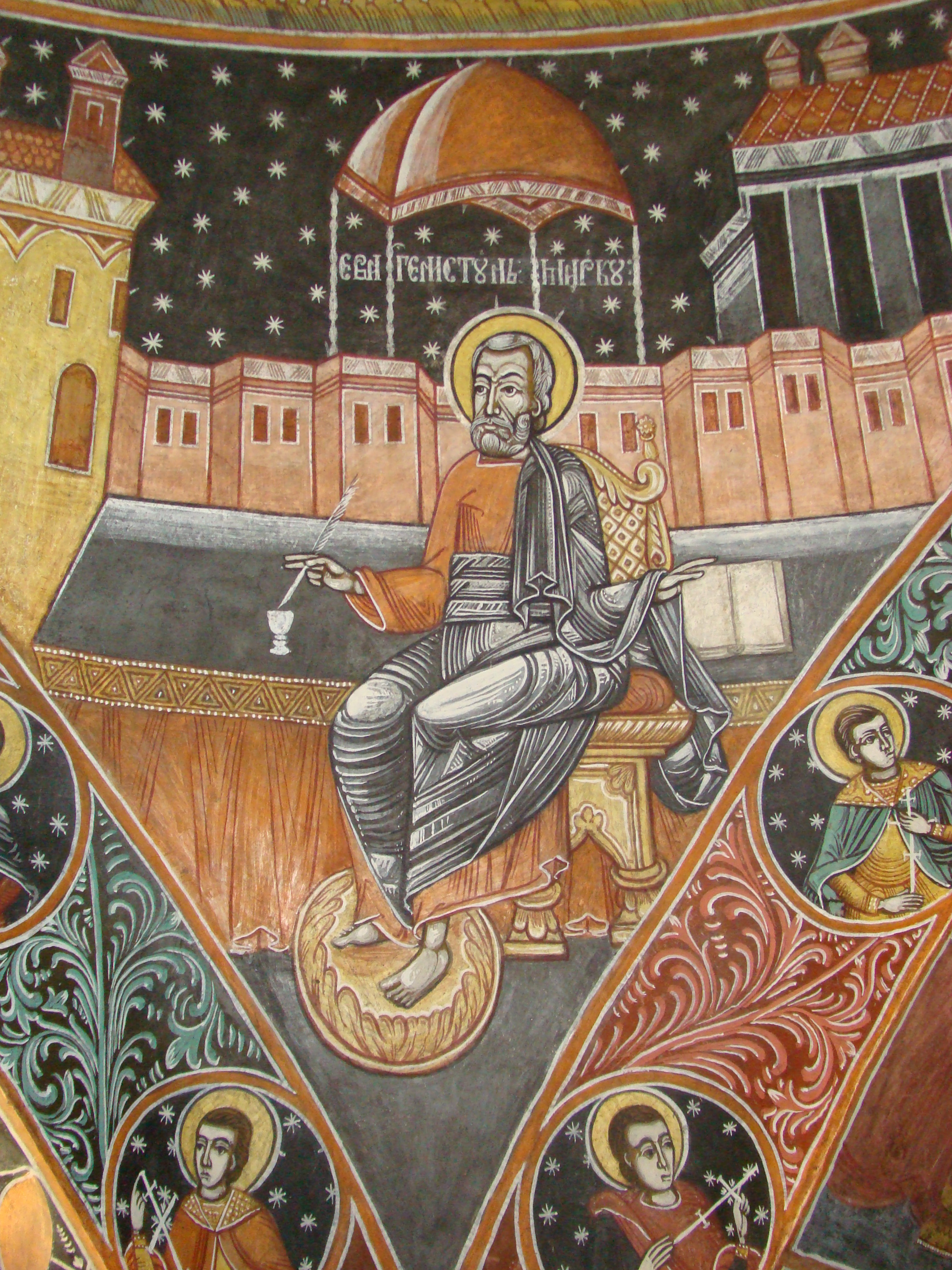
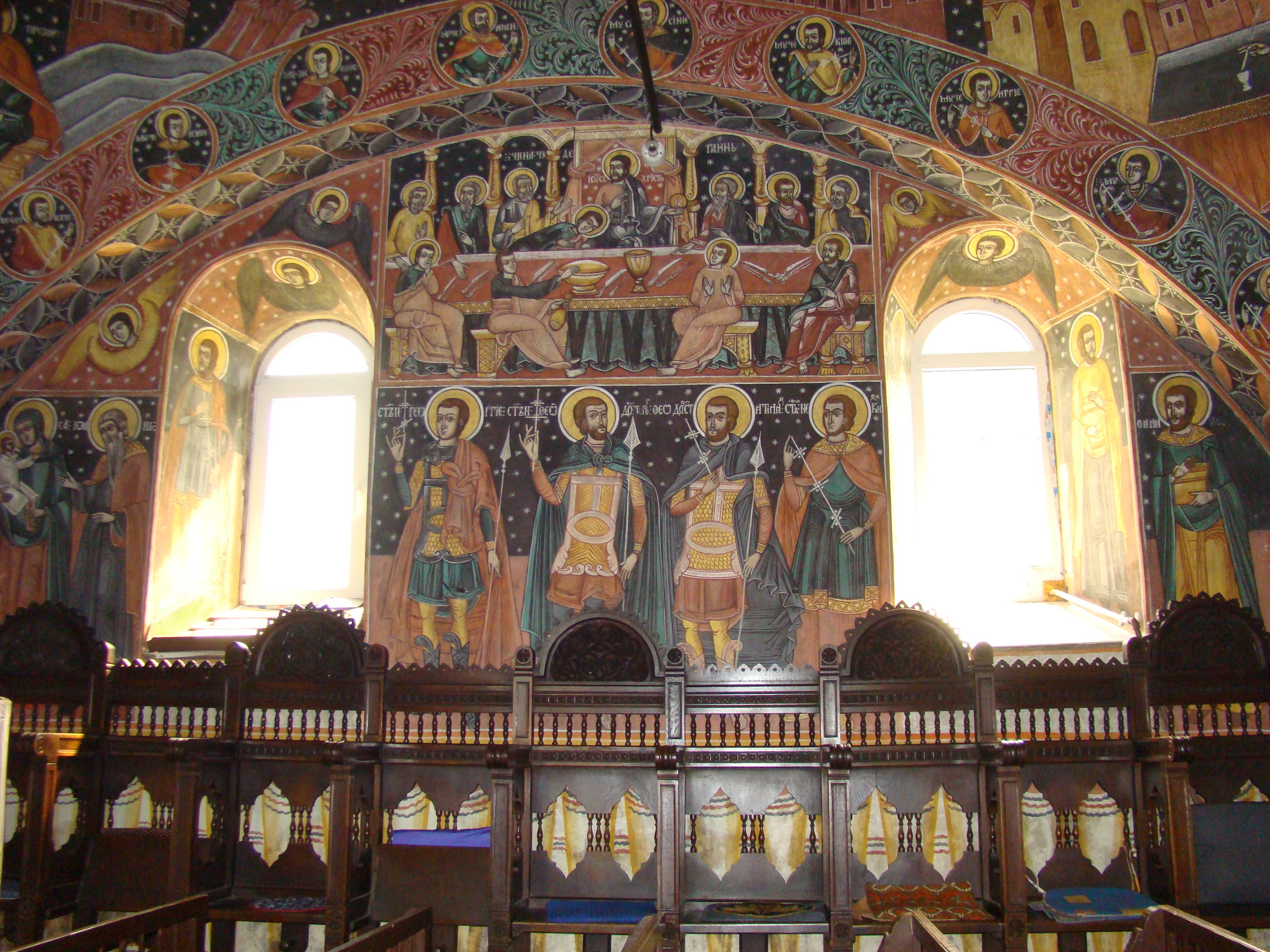

Materiale media legate de Biserica Adormirea Maicii Domnului din Arpașu de Sus la Wikimedia Commons

### Pictura de la Țichindeal

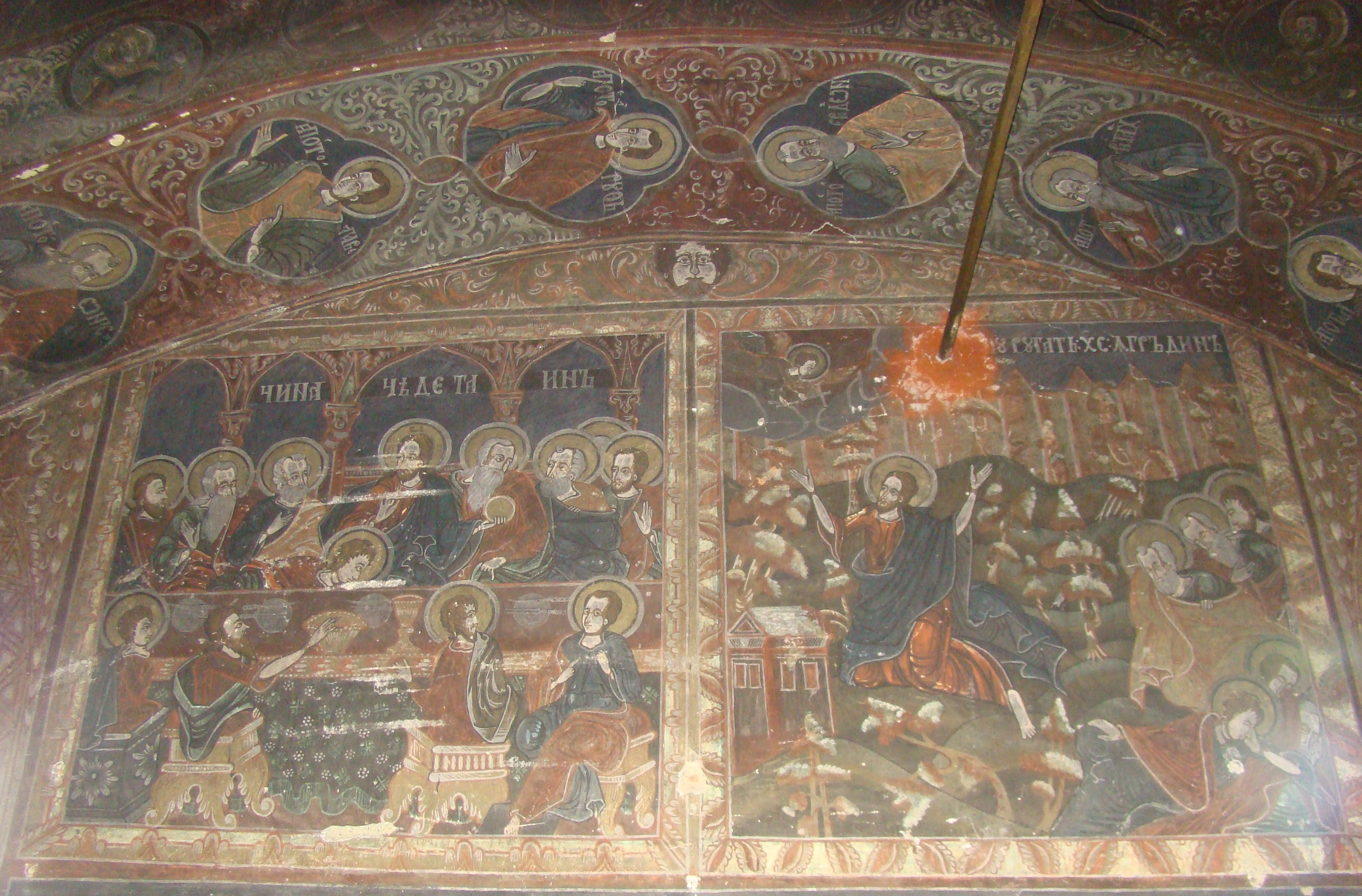
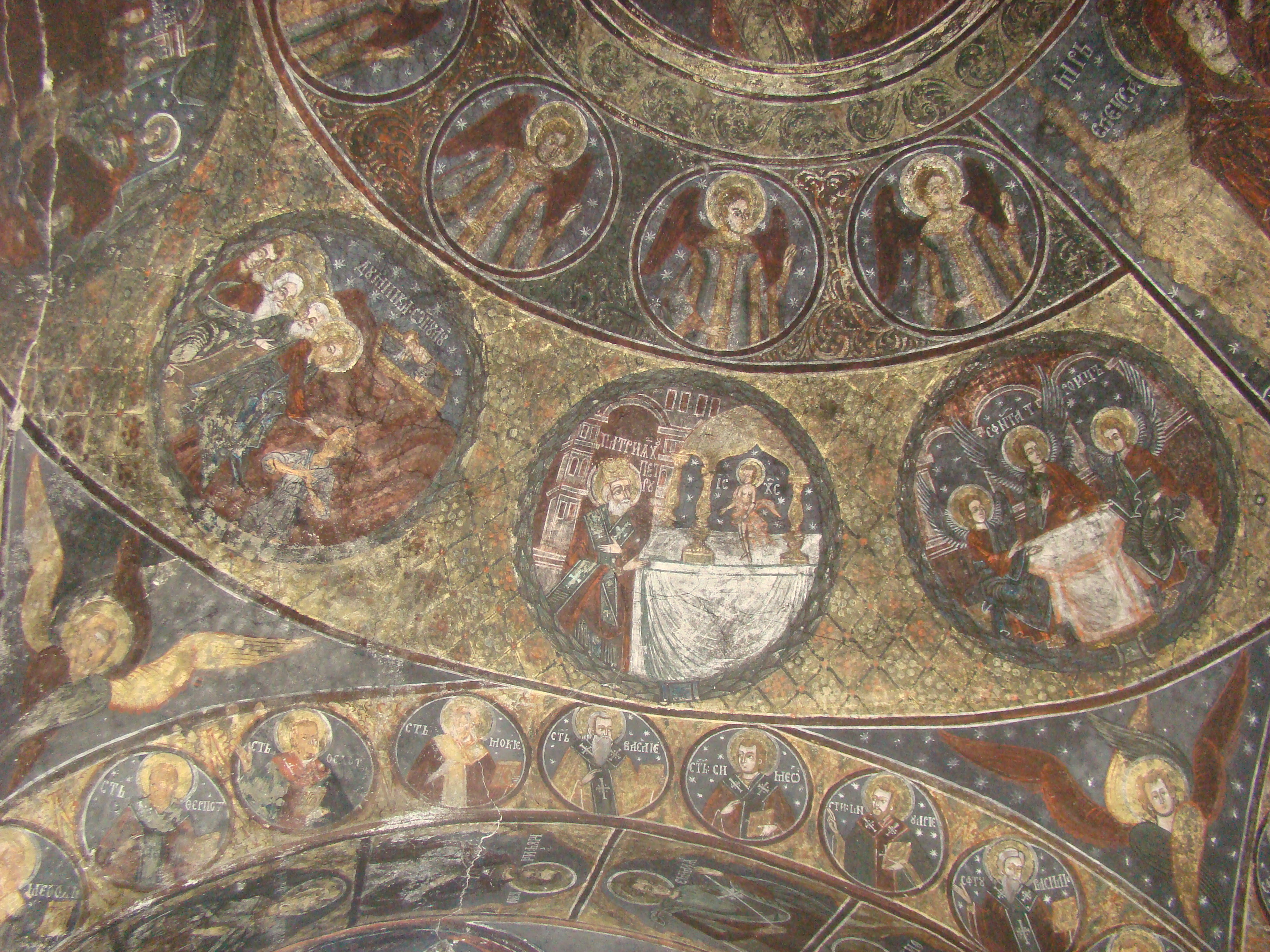
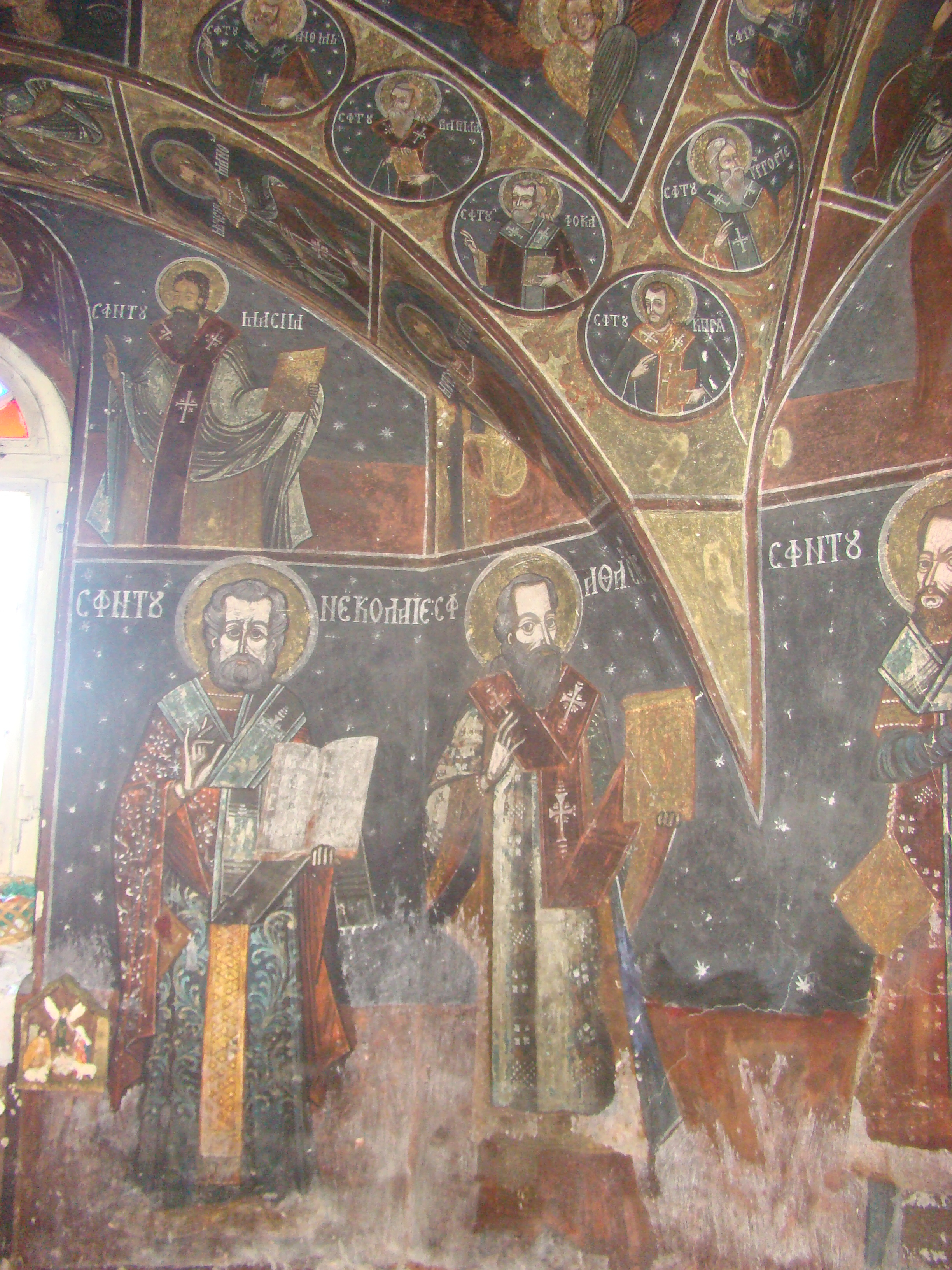
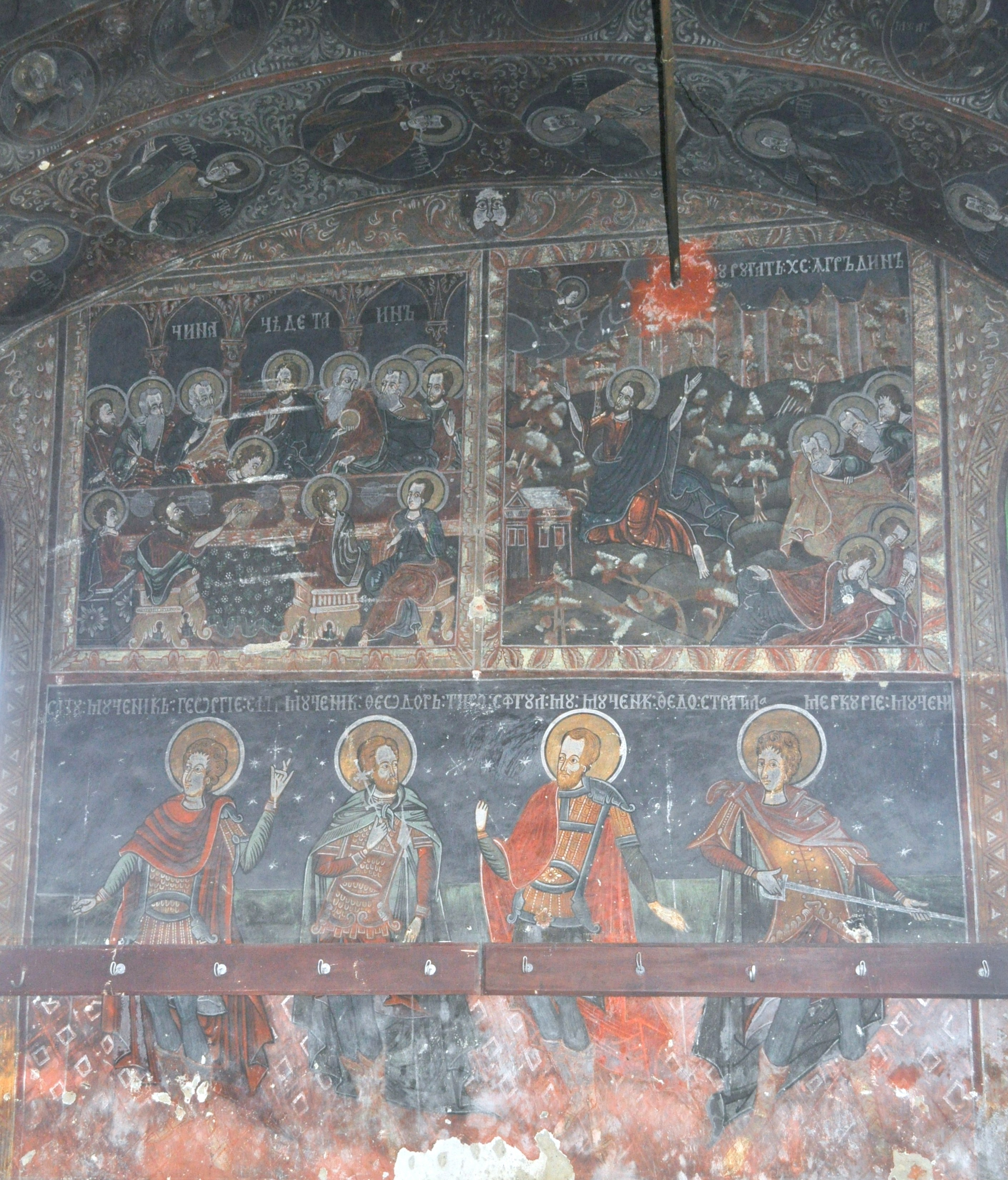
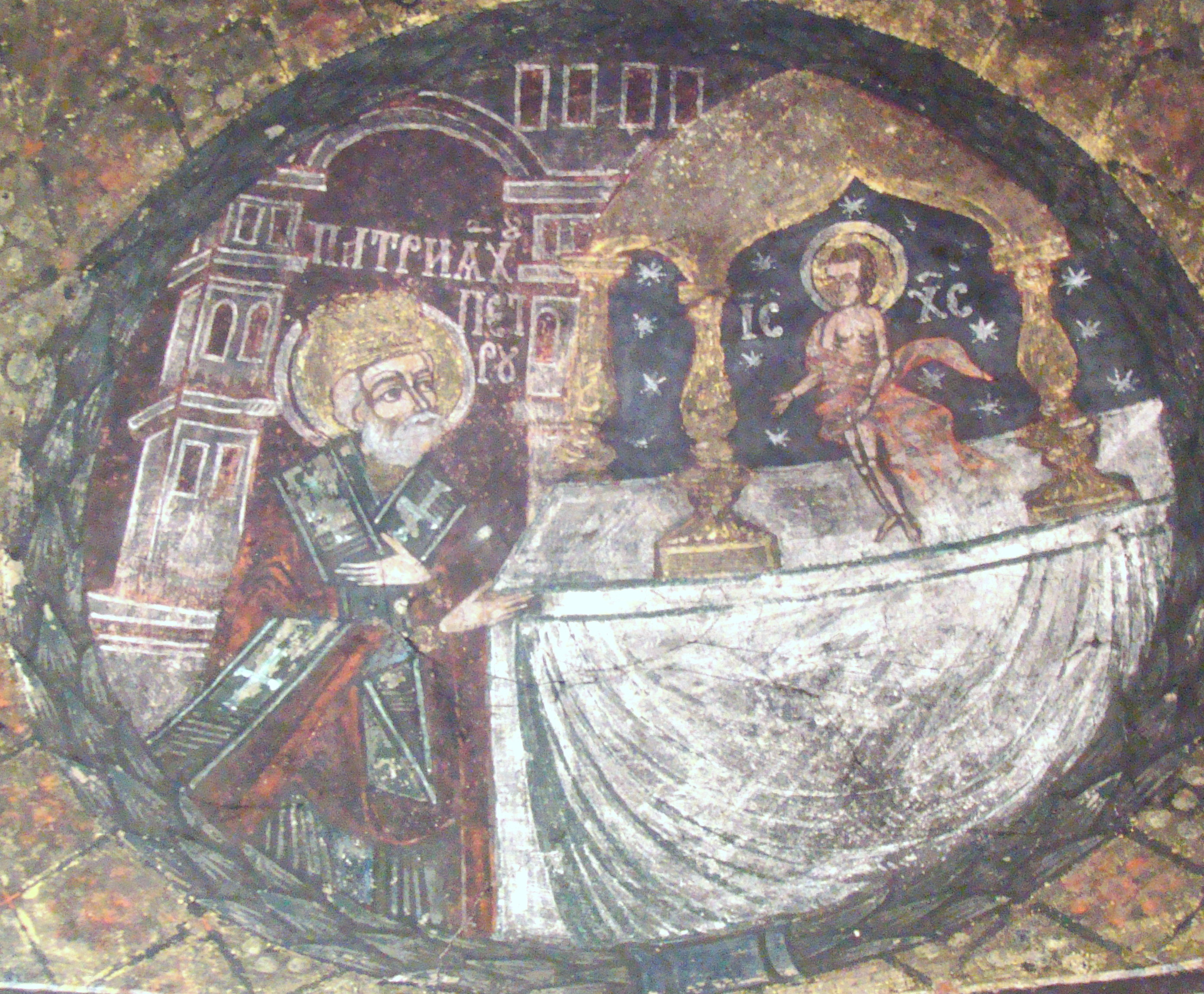

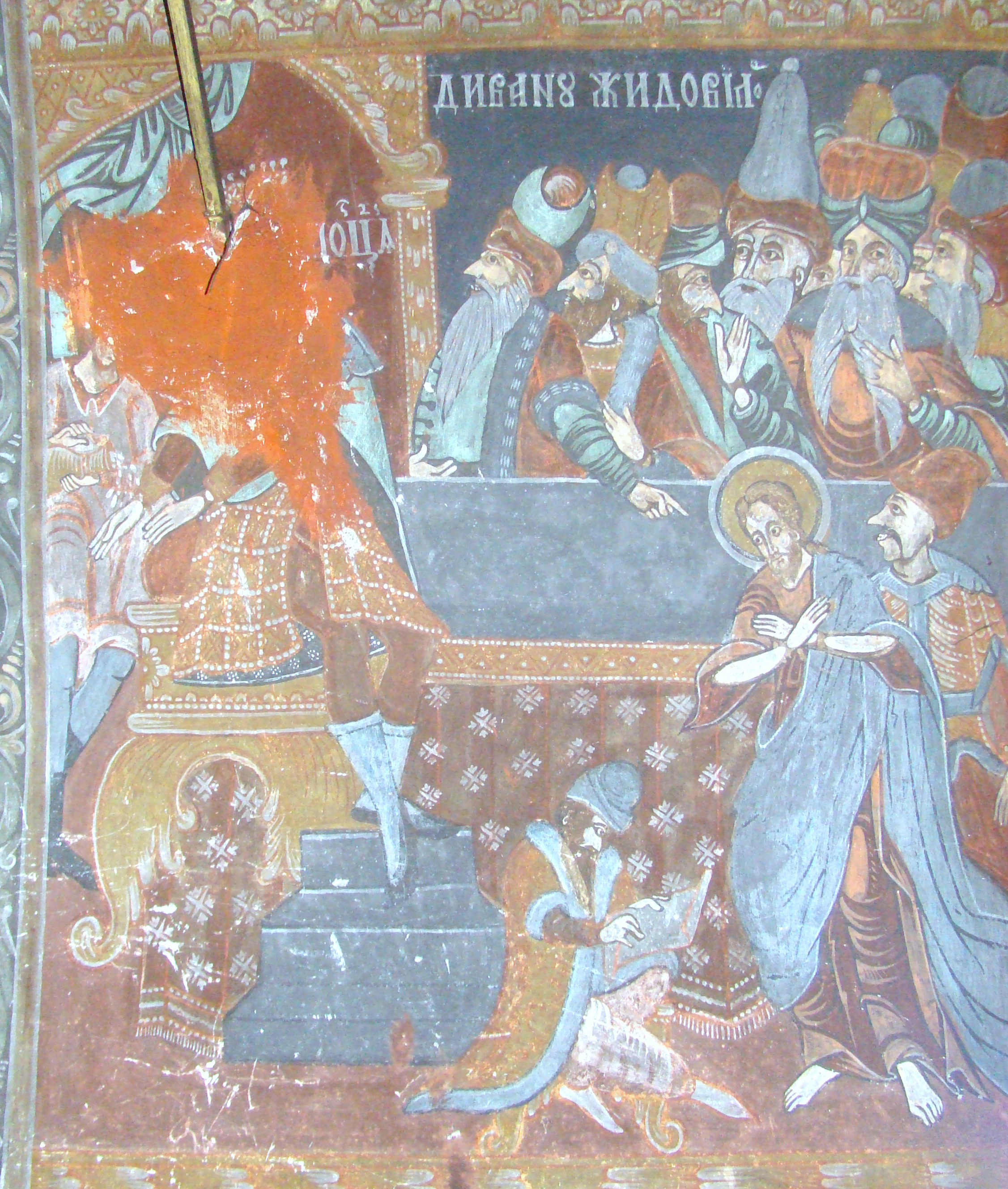
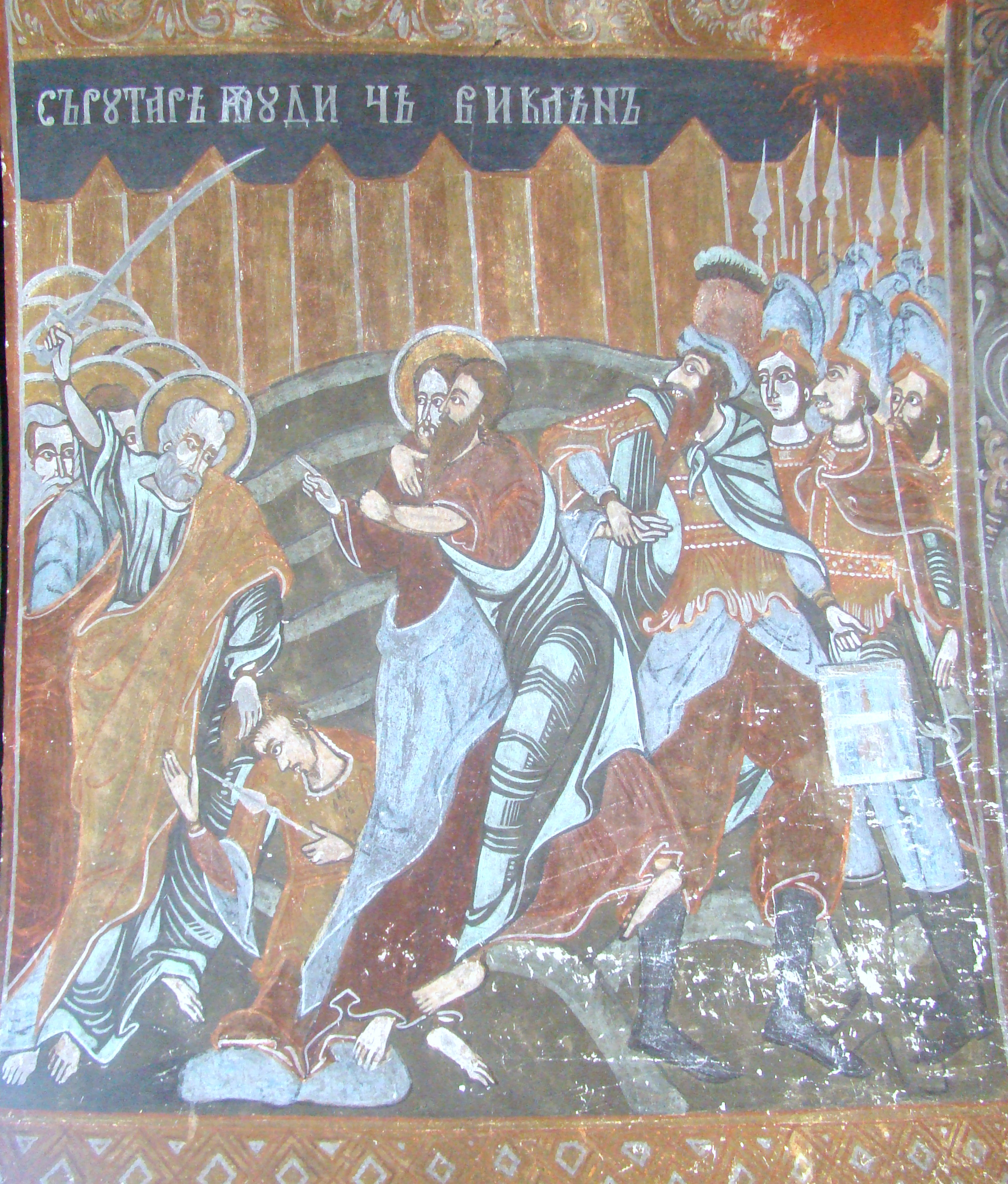
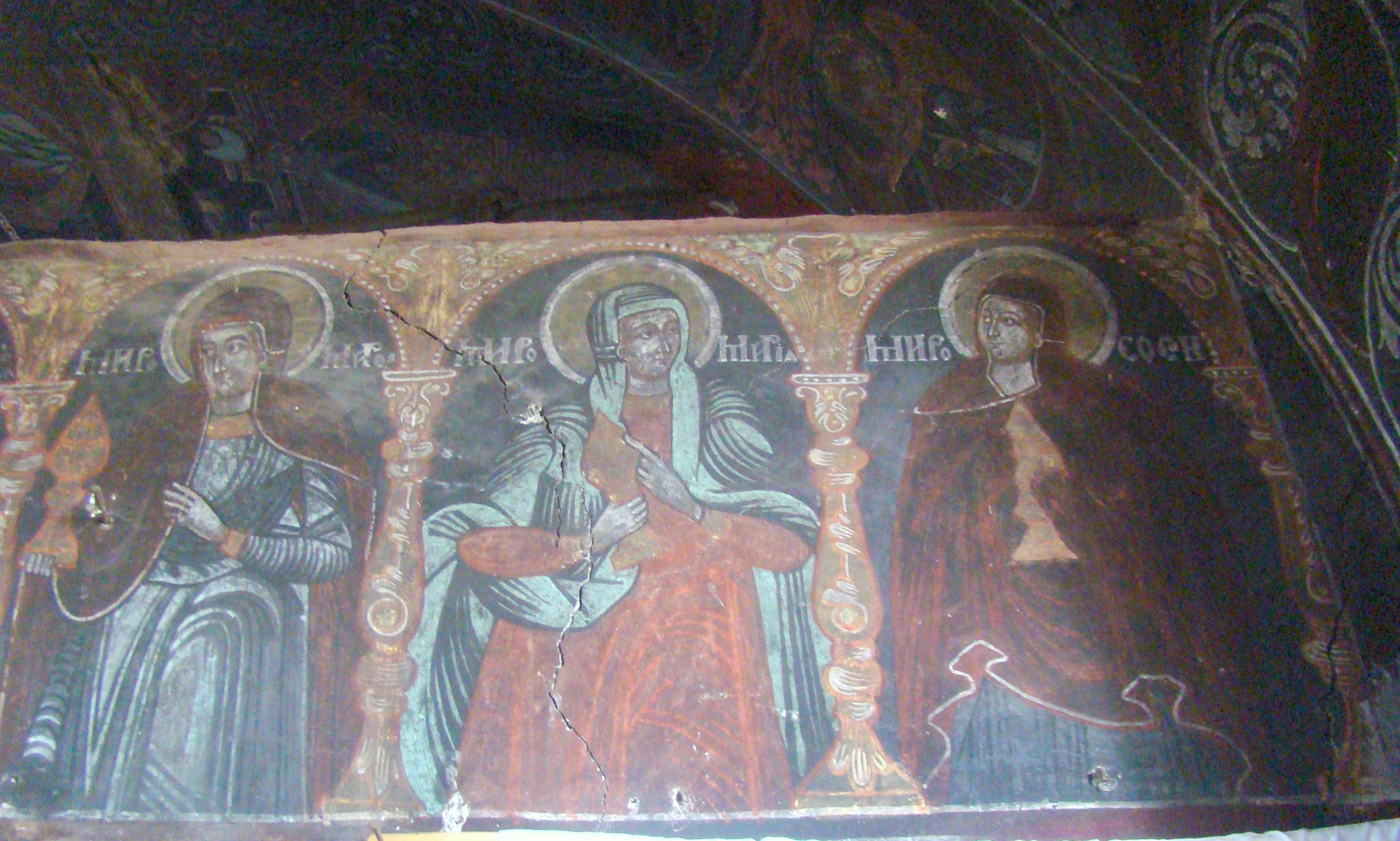
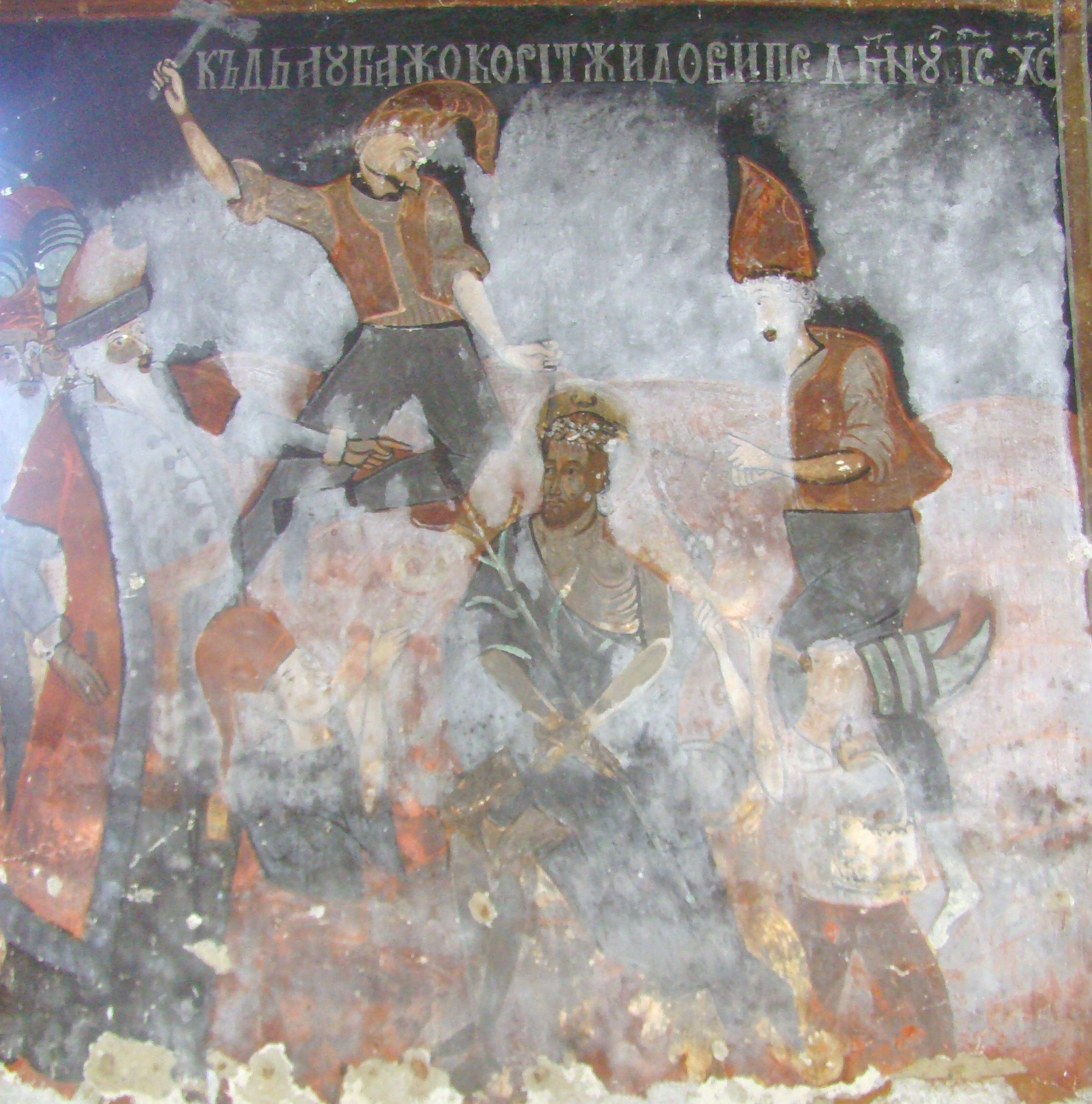
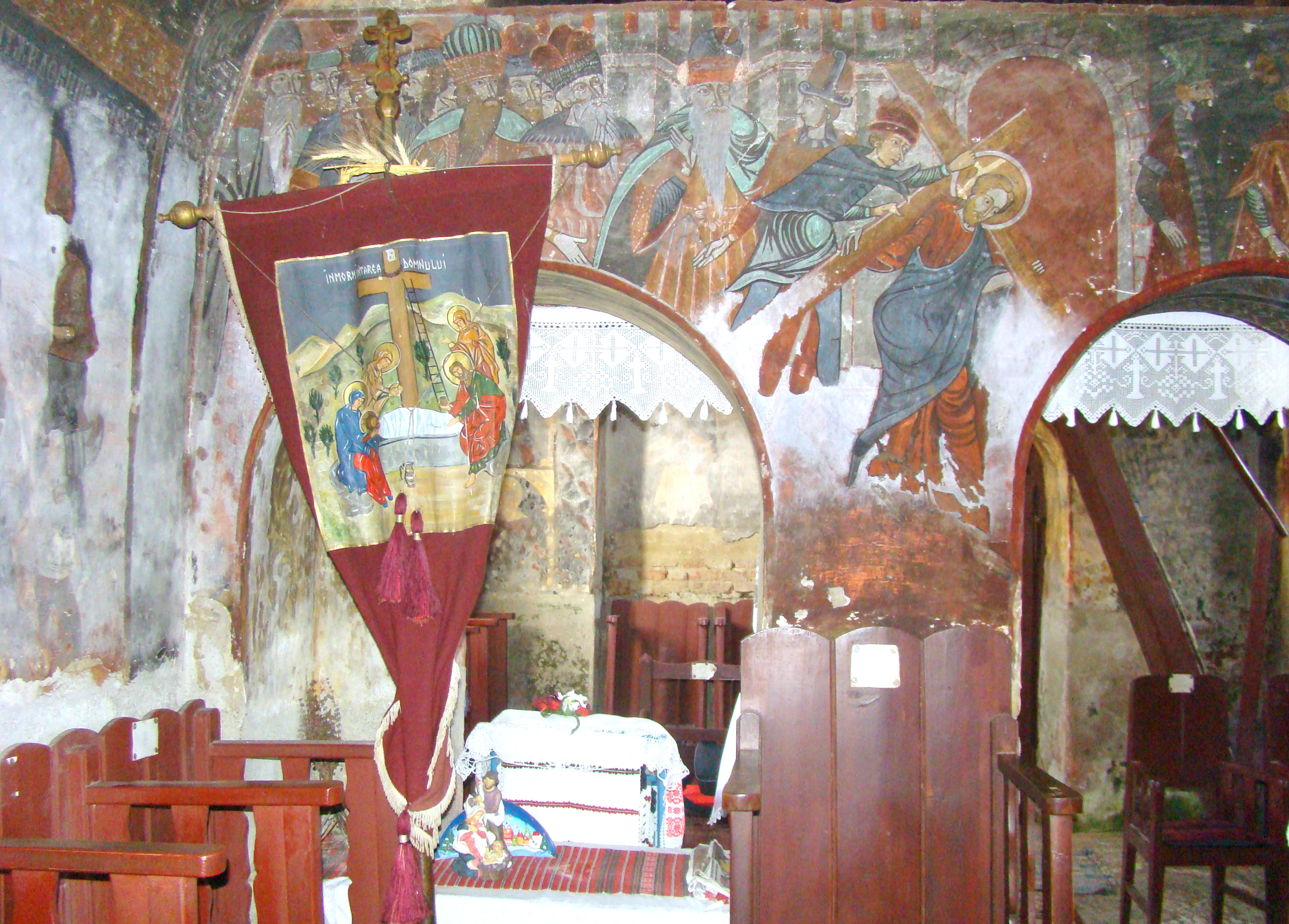

Materiale media legate de Biserica Cuvioasa Paraschiva din Țichindeal la Wikimedia Commons